# ببر بنغالي
الببر البنغالي، المعروف أيضاً باسم الببر البنغالي الملكي، ويعرف كذلك بالببر الهندي، هو جُمهرة من نويعة ببر البر الرئيسي الآسيوي. وهو يُعتبر من بين أكبر القطط البرية على قيد الحياة اليوم. ويُعتبر منتمياً إلى الحيوانات الضخمة الجذابة في العالم.
يُقدر أن الببر موجود في شبه القارة الهندية منذ العصر البليستوسيني المتأخر، منذ حوالي 12,000 إلى 16,500 سنة. اليوم، أصبحت مهددة بالصيد غير القانوني، فقدان وتجزؤ الموئل، وقد قُدرت أعدادها بأنها تتألف من أقل من 2,500 فرد بري بحلول سنة 2011. لا تُعتبر أي من مناطق حفظ الببور ضمن نطاقها كبيرة بما فيه الكفاية لتَحمُل جُمهرة مؤثرة عددها أكثر من 250 فرداً بالغاً.
النطاق التاريخي للببر البنغالي هو نهر السند حتى أوائل القرن التاسع عشر، وتقريبًا كل الهند وباكستان وجنوب نيبال وبنغلاديش وبوتان وجنوب غرب الصين. يستوطن اليوم الهند وبنغلاديش ونيبال وبوتان وجنوب غرب الصين. قُدِّرَ عدد جمهرة الببور في الهند بنحو 2603-3346 فرداً بحلول سنة 2018. وقدر عدد الأفراد بحوالي 300-500 فرد في بنغلاديش، و220-274 في النيبال في سنة 2018، و90 فرداً في بوتان في سنة 2015.

## التصنيف
إن الاسم العلمي Felis tigris هو الاسم الذي استخدمه كارولوس لينيوس عام 1758 للببر. وُضِعَ ضمن جنس النمر من قبل ريجنالد إنس بوكوك عام 1929. الببر البنغالي هو العينة النمطية المحلية التقليدية للنوع وللنويعة النمطية لببر البر الرئيسي الآسيوي.
بدايةً من سنة 1999، أخذ بعض العلماء يُشكِّكون في صحَّة تصنيف جميع نُويعات البُبُور في قارة آسيا. وفي الحقيقة فإنَّ البُبُور قاطنة الأقاليم المُختلفة تتباينُ قليلاً، ويُعتقد بأنَّ انسياب المورثات بين الجمهرات في تلك المناطق كان خلال العصر الحديث الأقرب (البليستوسيني). لذلك، اقترح العُلماء وُجُود نويعيتين صحيحتين فقط من البُبُور: هما نُويعة ببر البر الرئيسي الآسيوي قاطنة البر الآسيوي الرئيسي، ونُويعة ببر جزر السوندا قاطنة جزر السوندا الكبرى وربما في ساندالاند [الإنجليزية].
وقُسِّمت نويعة البر الرئيسي الآسيوي النمطية إلى فرعين حيويين: الفرع الشمالي المُشتمل على البُبُور السيبيريَّة والقزوينيَّة، والفرع الجنوبي المُشتمل على جميع جُمهرات الببر القاري الباقية. وفي سنة 2017 اعتُمد تصنيف جميع البُبُور القارية، سواء تلك الباقية أم المُنقرضة، في نُويعةٍ واحدةٍ هي ببر البر الرئيسي الآسيوي.
وفي دراسةٍ وراثية تناولت تحليل مورثات 32 ببراً، تبيَّن أنَّ البُبُور البنغاليَّة تنتمي إلى فرعٍ حيويٍّ أحادي النمط الخلوي مُنفصل عن ذاك الخاص بالبُبُور السيبيريَّة.

### السلف الجيني
يُعرَّف الببر البنغالي بثلاثة مواقع متميزة من النوكليوتيدات الميتوكندريونية و12 من أليلات التكرارات المترادفة القصيرة الفريدة. يتوافق نمط الاختلاف الوراثي في الببر البنغالي مع الفرضية القائلة بأنه وصل إلى الهند قبل زهاء 12000 عام تقريباً. وهذا يتفق مع عدم وجود أحافير للببر من شبه القارة الهندية قبل العصر البليستوسيني المتأخر، وغياب الببور من سريلانكا، التي انفصلت عن شبه القارة بإرتفاع مستوى سطح البحر في أوائل العصر الهولوسيني.

## الوصف

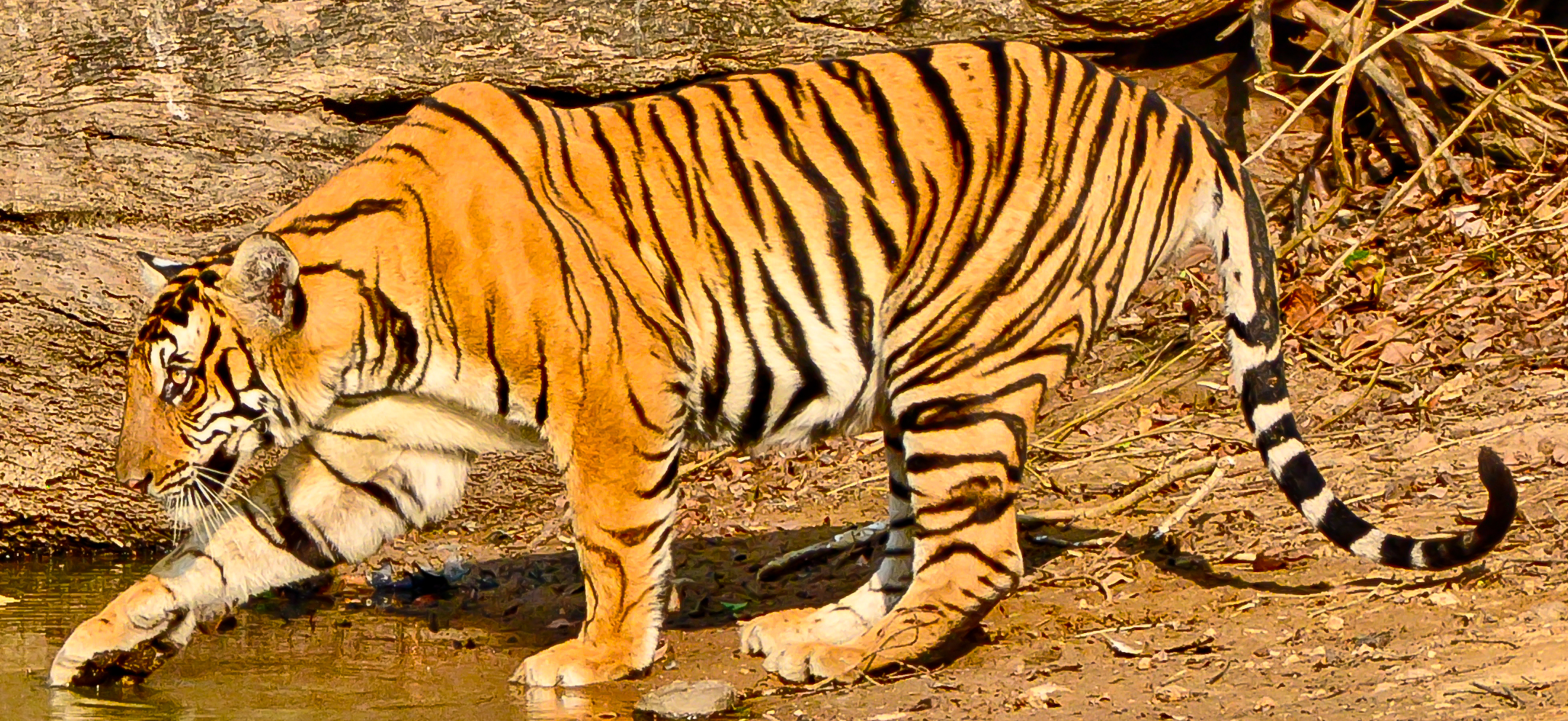
ببر بنغالي في متنزه ناغرهول الوطني في الهند

معطف الببر البنغالي أصفر إلى برتقالي فاتح، مع خطوط تتراوح بين البني الداكن إلى الأسود. البطن والأجزاء الداخلية من الأطراف بيضاء، والذيل برتقالي مع حلقات سوداء. الببر الأبيض هو طفرة متنحية، أُبلغ عنها في البرية من وقت لآخر في ولايات آسام والبنغال وبِهَار، وخاصة في ولاية ريوا [الإنجليزية] السابقة. ومع ذلك، فإنه ليس من حالات الإصابة بالمهق. في الواقع، لا يوجد سوى حالة واحدة موثقة بالكامل لببر أمهق حقيقي، ولا يوجد أي ببور سوداء، مع استثناء محتمل لعينة واحدة ميتة تم فحصها في شيتاغونغ في سنة 1846. Fourteen Bengal tiger skins in the collection of the متحف التاريخ الطبيعي في لندن have 21–29 stripes.

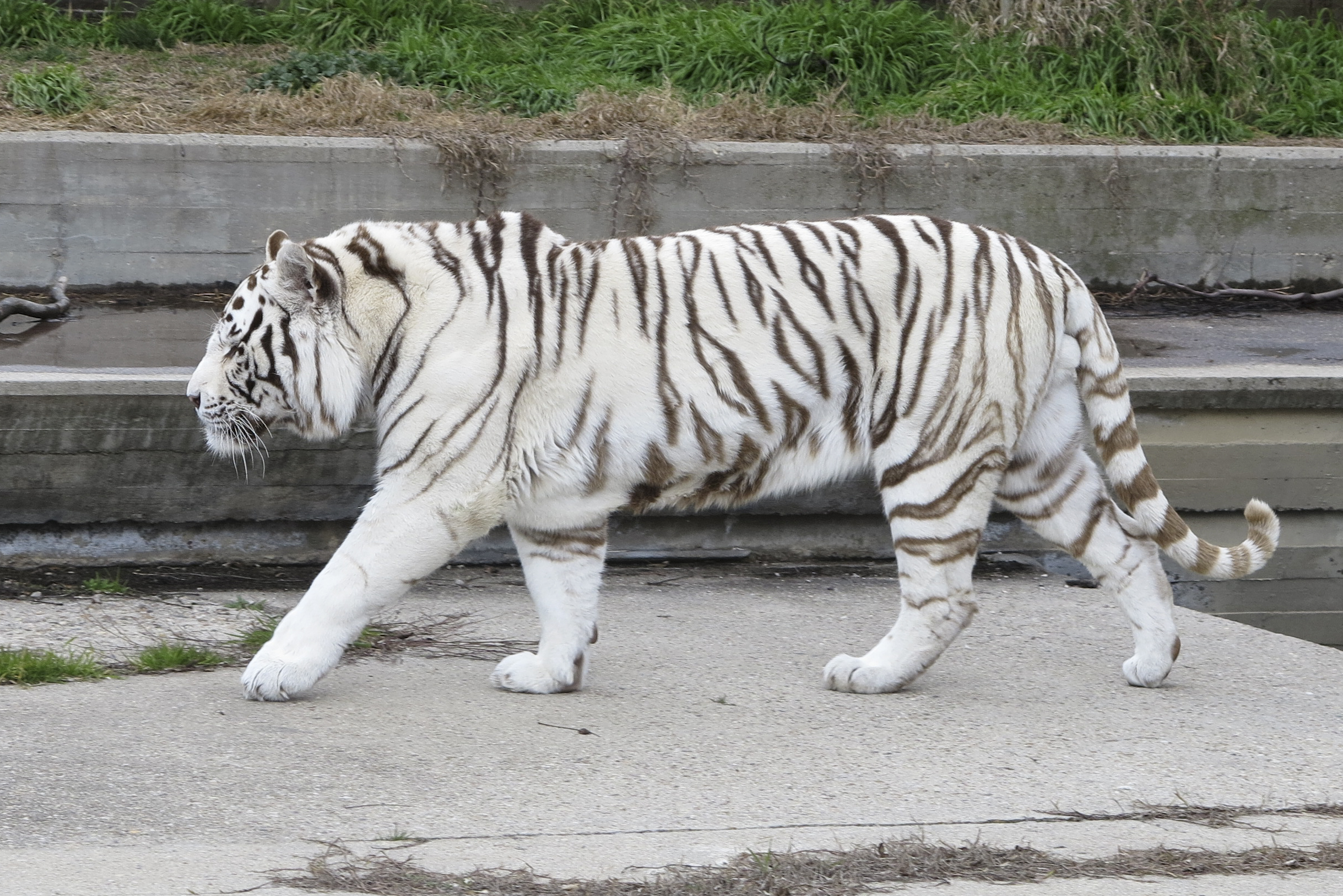
ببر بنغالي أبيض في حديقة حيوانات في العاصمة الإسبانية مدريد

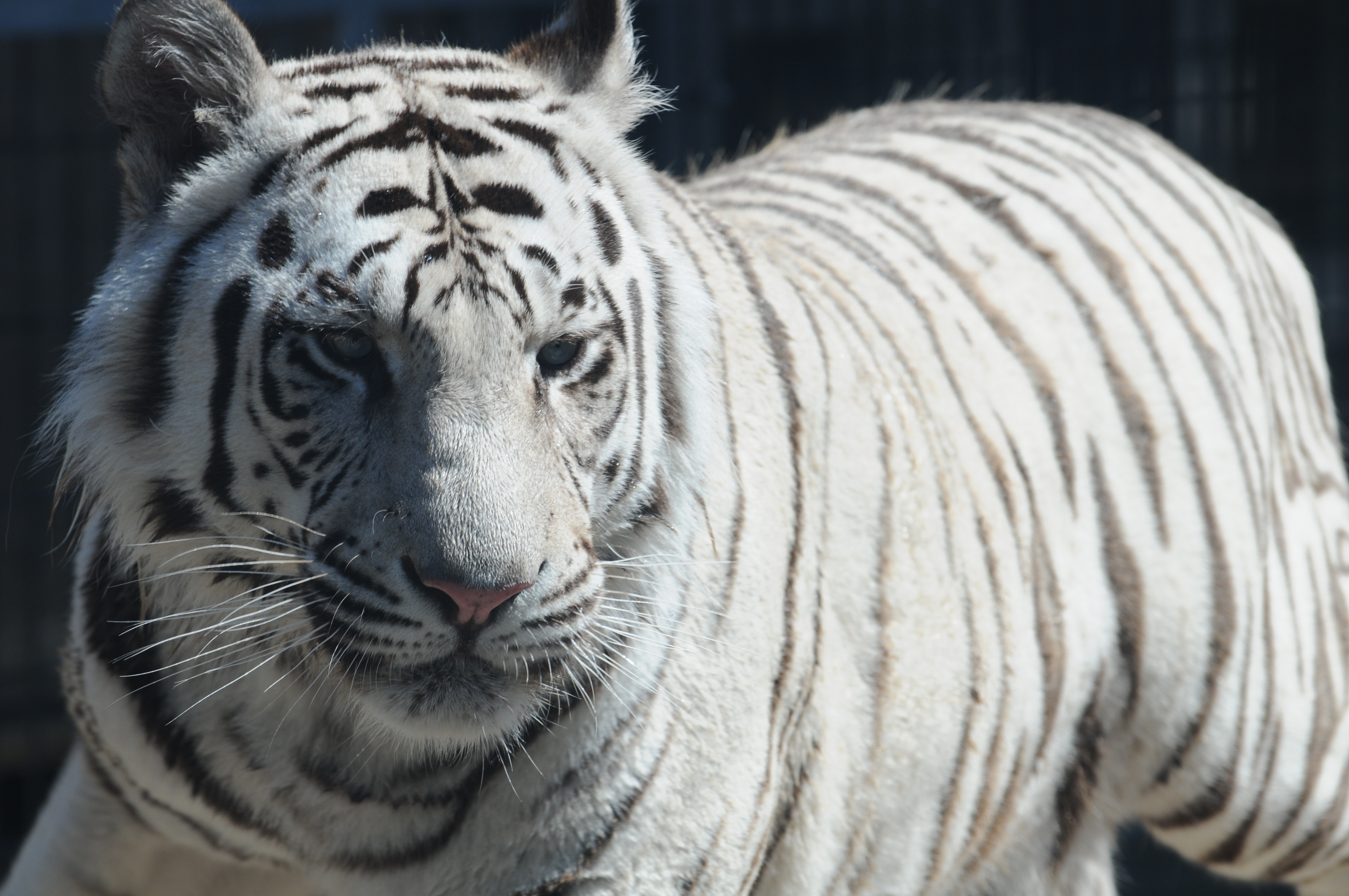
الببر البنغالي الأبيض

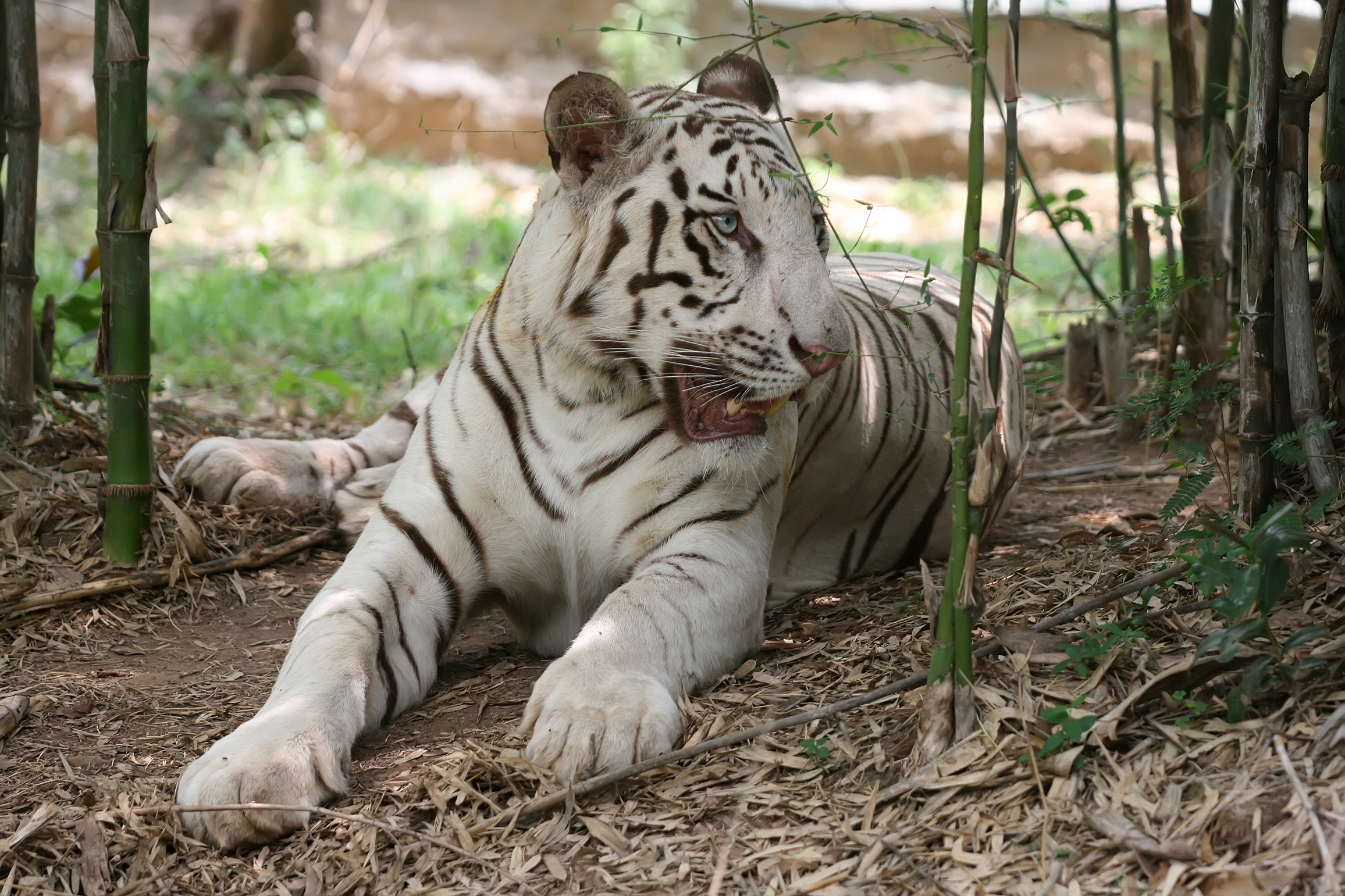
ببر أبيض اللون

يبلغ متوسط الطول الإجمالي للذكور والإناث 270 إلى 310 سنتيمتر (110 إلى 120 بوصة) و240 إلى 265 سنتيمتر (94 إلى 104 بوصة) على التوالي، ويشمل طول الذيل من 85 إلى 110 سنتيمتر (33 إلى 43 بوصة). يتراوح ارتفاعها عادة بين 90 إلى 110 سنتيمتر (35 إلى 43 بوصة) عند الكتفين. يتراوح الوزن النموذجي للذكور من 175 إلى 260 كيلوغرام (386 إلى 573 رطل)، بينما يتراوح وزن الإناث من 100 إلى 160 كيلوغرام (220 إلى 350 رطل).
أصغر الأوزان المسجلة للببور البنغالية هي من الجانب البنغلاديشي من سونداربانس، حيث تبلغ الإناث البالغات من 75 إلى 80 كيلوغرام (165 إلى 176 رطلاً).

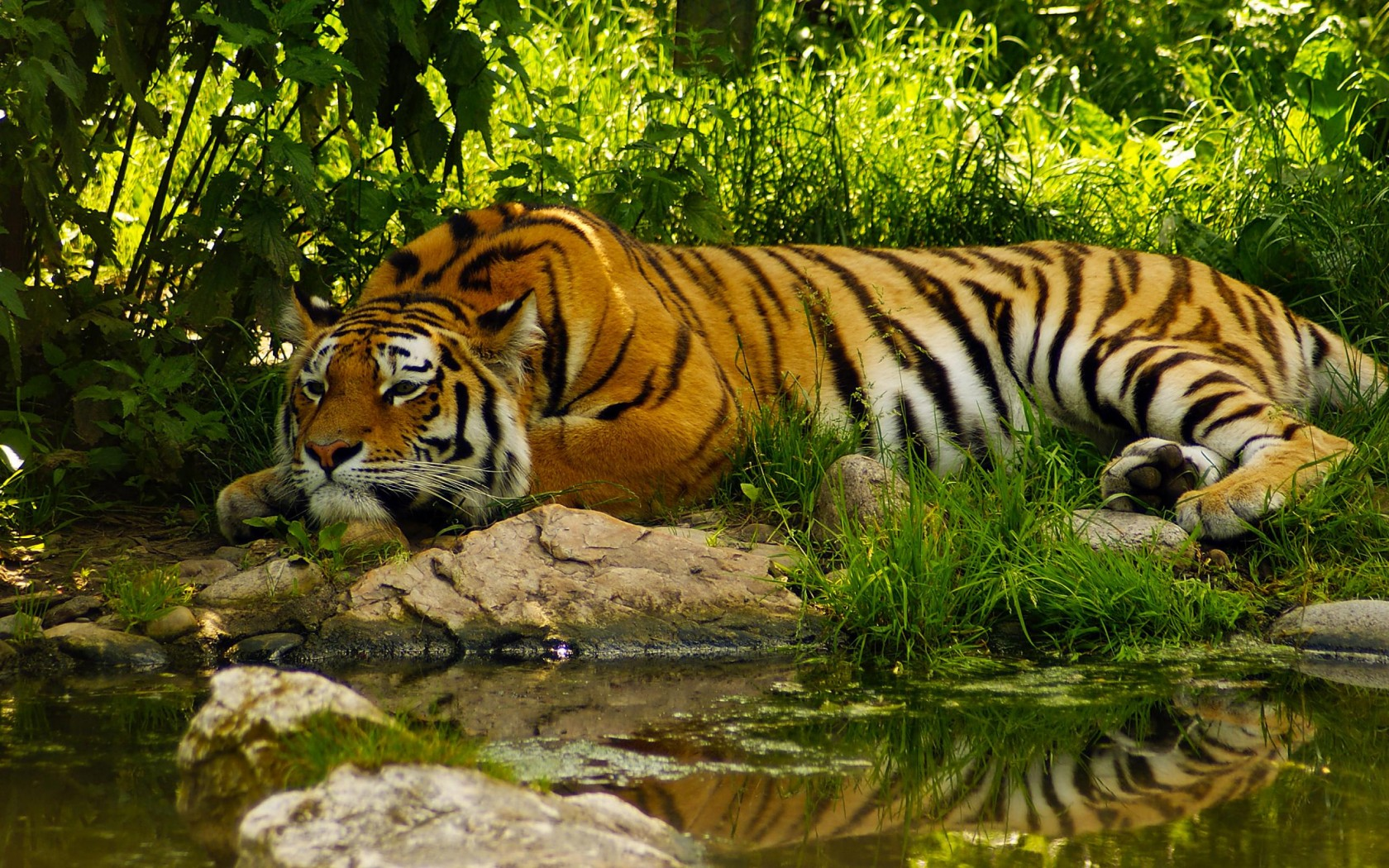
ببر بنغالي جالس

لدى الببر أسنان قوية على نحو استثنائي. يبلغ طول الأنياب من 7.5 إلى 10 سنتيمتر (3.0 إلى 3.9 بوصة)، وهكذا فهي الأطول بين جميع القطط. أكبر طول للجمجمة هو 332 إلى 376 مليمتر (13.1 إلى 14.8 بوصة).

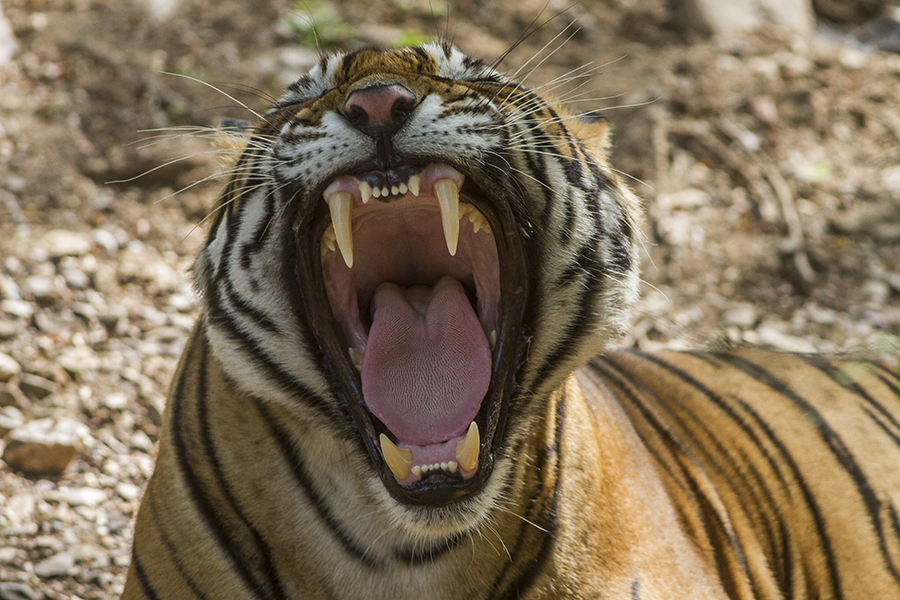
ببراً يُظهر أسنانه

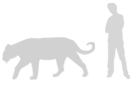
حجم الببر البنغالي قياساً إلى رجل طوله 180 سم

### وزن وحجم الجسم

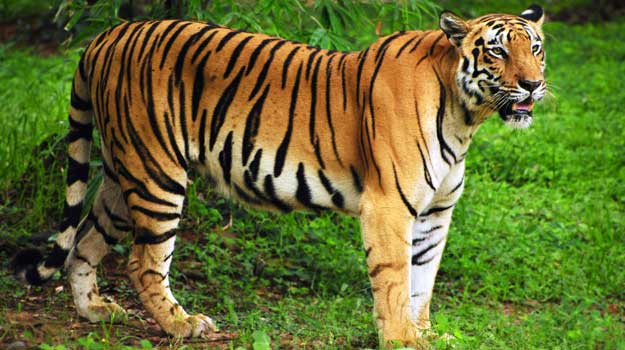
ببر بنغالي في الهند

يبلغ طول الببور البنغالية من الرأس إلى الجذع 204 سنتيمتر (80 بوصة) مع ذيل بطول 107 سنتيمتر (42 بوصة) ووزن يصل إلى 261 كيلوغرام (575 رطل). أشار العديد من العلماء إلى أن ذكور الببور البنغالية البالغة في تيراي تصل باستمرار إلى أكثر من 227 كيلوغرام (500 رطل) من وزن الجسم. سبعة ذكور بالغة قُبِضَ عليها في متنزه شيتوان الوطني في أوائل السبعينيات كان متوسط وزنها 235 كيلوغرام (518 رطل) حيث تراوح من 200 إلى 261 كيلوغرام (441 إلى 575 رطل)، وكان وزن الإناث 140 كيلوغرام (310 رطل) حيث تراوح من 116 إلى 164 كيلوغرام (256 إلى 362 رطل). تجاوز ببران ذكران قُبِضَ عليها في متنزه شيتوان الوطني وزن 270 كيلوغرام (600 رطل) وهما أكبر ببور طليقة بُلِّغَ عنها حتى الآن.
كان متوسط وزن ثلاث ببرات من سونداربانس البنغلاديشية 76.7 كيلوغرام (169 رطل). كانت أكبر الإناث سناً تزن 75 كيلوغرام (165 رطل) وكانت في حالة سيئة نسبياً وقت القبض عليها. كانت جماجمها ووزن أجسامها مختلف عن تلك الموجودة في الببور في الموائل الأخرى، مما يشير إلى أنها ربما تكيفوا مع الظروف الفريدة لموائل المنغروف. من المحتمل أن تكون أحجامها الصغيرة ناتجة عن مزيج من المنافسة الشديدة داخل النوع وصغر حجم الفريسة المتاحة للببور في سونداربانس، مقارنة بالأيل الأكبر والفرائس الأخرى المتاحة للببور في الأجزاء الأخرى.
كان طول جسد «بَبْرْ لِيّْدْزْ» الكبير جداً المعروض في متحف مدينة لِيّْدْزْ، والذي أُطْلِقَ عليه النار سنة 1860 بالقرب من مَسُوّْرِيْ، 371 سنتيمتر (12 قدماً وبوصتين) عند الوفاة. يقال إن ببرين أُطْلِقَ عليهما النار في منطقة كومون وبالقرب من أوده في نهاية القرن التاسع عشر كان مقياس طولهما أكثر من 370 سنتيمتر (12 قدماً). لكن في ذلك الوقت، لم يكن الرياضيون قد اعتمدوا بعد نظام وحدات للقياس؛ كانت بعض القياسات «بين الأنف والذيل»، بينما كانت أخرى «بين المنحنيات». يبلغ الحد الأقصى لطول جمجمة الببر 413 مليمتر (16.25 بوصة) «فوق العظام»؛ أُطْلِقَ النار على هذا الفرد بالقرب من نغينا في شمالي الهند.
في بداية القرن العشرين، أُطْلِقَ النار على ببر ذكر في وسط الهند بطول رأس وجسم 221 سنتيمتر (87 بوصة) بين الأنف والذيل، وطول محيط الصدر 150 سنتيمتر (59 بوصة)، وارتفاع الكتف 109 سنتيمتر (43 بوصة) وطول الذيل 81 سنتيمتر (32 بوصة) ربما تعرض للعض من قبل ذكر منافس. لا يمكن وزن العينة، لكن مُحتَمَل وزنها لا يقل عن 272 كيلوغرام (600 رطل). في الثلاثينيات من القرن العشرين، أُطْلِقَ النار على ذكر يزن 259 كيلوغرام (570 رطل) في شمالي الهند. ببر ذكر أُطْلِقَ عليه النار في النيبال كان يزن 320 كيلوغرام (710 رطل) وبلغ قياسه 328 سم (10 أقدام و9 بوصات) «بين المنحنيات».
أثقل ببر بري هو على الأرجح ببر ذكر ضخم قتل عند سفح جبال الهيمالايا في سنة 1967. كان يزن 388.7 كيلوغرام (857 رطل) بعد تناوله عجل جاموس؛ كان مقياس الطول الإجمالي من الأنف والذيل 323 سنتيمتر (127 بوصة)، وكان الطول الإجمالي مع المنحنيات الزائدة 338 سنتيمتر (133 بوصة). لو لم يأكل العجل مُسَبَّقاً، فقد لا يقل وزنه عن 324.3 كيلوغرام (715 رطل). هذه العينة معروضة في قاعة الثدييات في مؤسسة سميثسونيان. في ولايات الهند الوسطى، يبلغ وزن الببر الذكر 317 كيلوغرام (699 رطل) وبلغ طوله 3.02 متر (9 أقدام و11 بوصة).
وهكذا، فإن متوسط وزن الببر البنغالي يماثل متوسط وزن الببر السيبيري.

## الانتشار والموائل

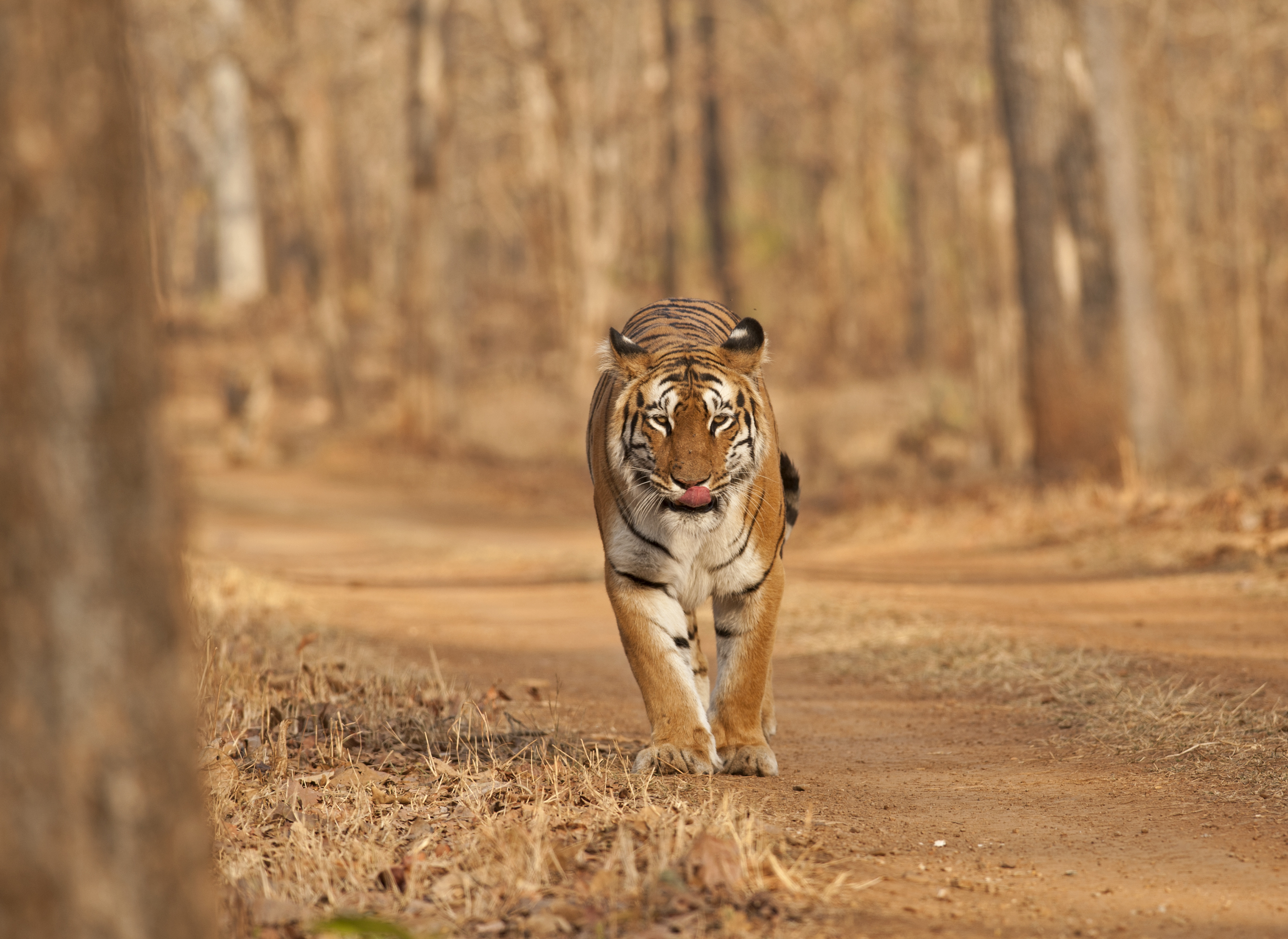
ببر في الهند

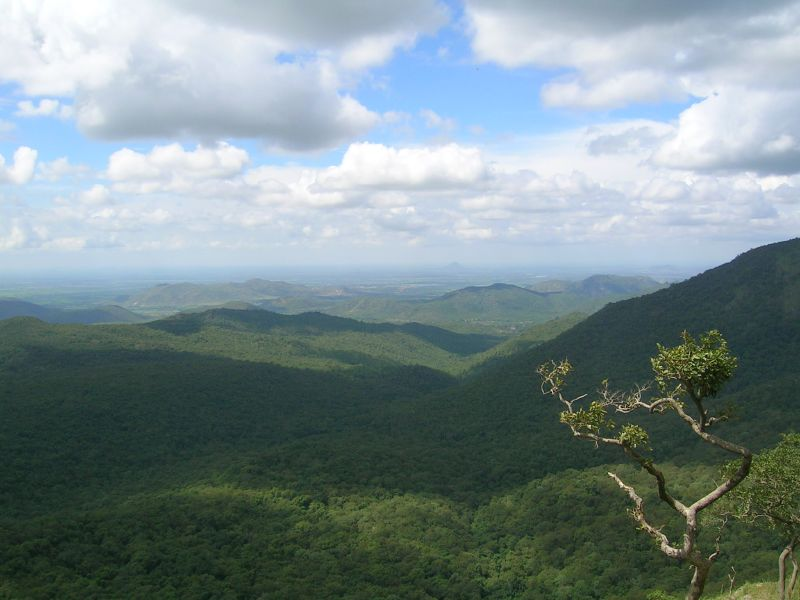
تعد الغابات الرطبة عريضة الأوراق الاستوائية وشبه الاستوائية موئلاً شائعاً للببر البنغالي

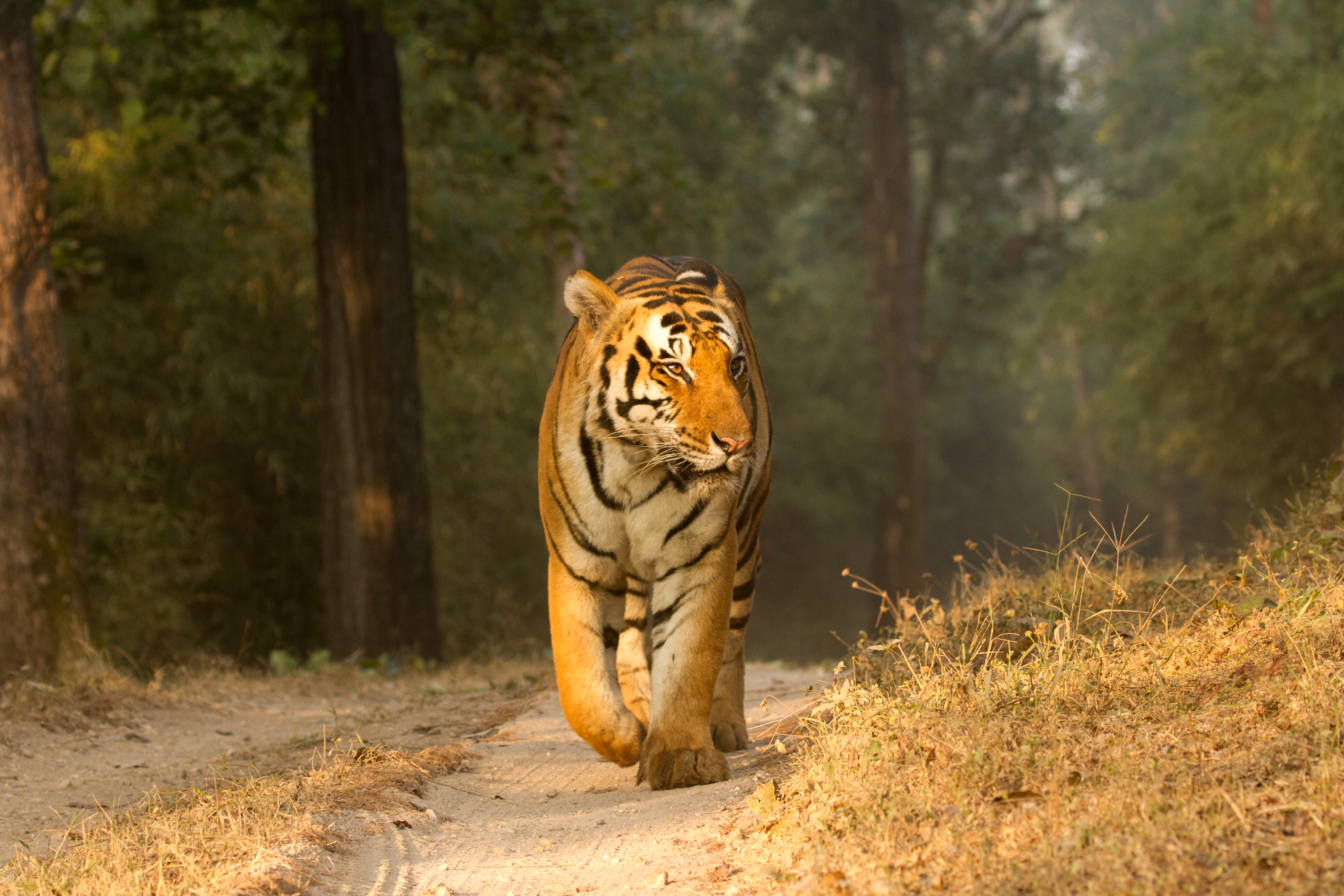
صورة لببر يعيش في وسط الهند

في عام 1982، تم العثور على مستحاثة لسلامية وسطى لقدم يمنى في تل قاذورات [الإنجليزية] من عصور ما قبل التاريخ بالقرب من كورويتا في سريلانكا، والتي يرجع تاريخها إلى حوالي 16500 قبل الحاضر وتعتبر مبدئياً إنها لببر. يبدو أن الببر قد وصل إلى سريلانكا خلال فترة العصر المطير، حيث كان مستوى سطح البحر منخفضاً، ومن الواضح إنه كان قبل أقصى عصر جليدي أخير منذ حوالي 20000 عام. ربما وصل الببر متأخراً جداً إلى جنوبي الهند ليستوطن سريلانكا، التي كانت في وقت سابق مرتبطة بالهند بواسطة جسر يابسة.

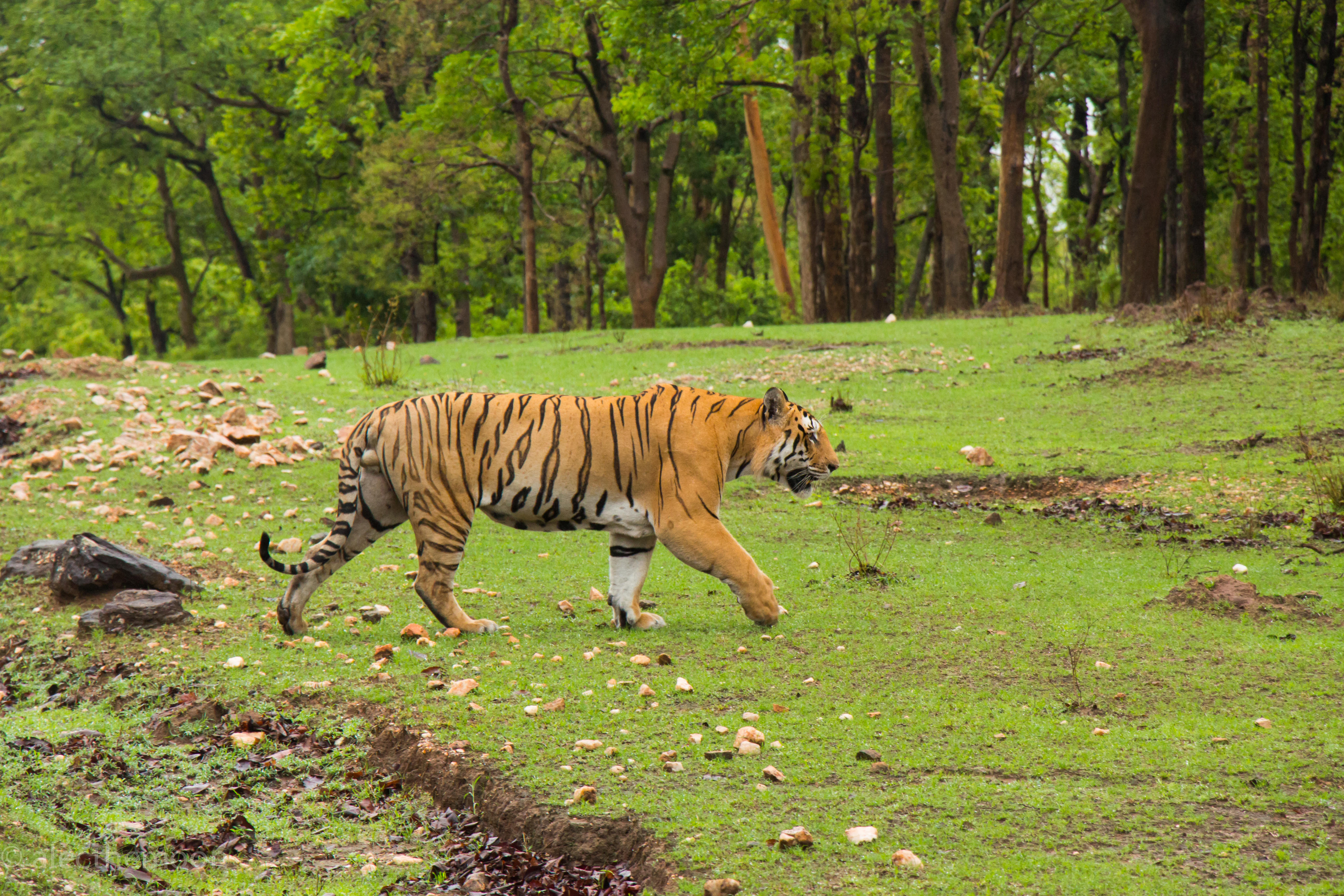
ببر في وسط الهند

تشير نتائج دراسة جغرافية عرقية باستخدام 134 عينة من الببور على نطاق عالمي إلى إن حد الإنتشار التاريخي للببر البنغالي لناحية الشمال الشرقي هو المنطقة الواقعة في تلال شيتاجونج وحوض نهر براهمابوترا المتاخمة للموطن التاريخي لببر الهند الصينية.
في شبه القارة الهندية، تقطن الببور الغابات الإستوائية دائمة الخضرة الرطبة والغابات الجافة المدارية والغابات النفضية الرطبة الاستوائية وشبه الاستوائية والمانجروف وغابات المرتفعات شبه الاستوائية والمعتدلة وأراضي الطمي المعشوشبة. غطت الموائل الأخيرة ذات مرة مساحات شاسعة من الأراضي العشبية والنهرية وشبه الرطبة النفضية على طول نظام النهر الرئيسي في سهل الغانج وبراهمابوترا، لكن الآن تحولت إلى حد كبير إلى أراضي زراعية أو متدهورة بشدة. اليوم، تقتصر أفضل الأمثلة لهذا النوع من الموائل على عدد قليل من المجاميع عند قاعدة سفوح جبال الهملايا الخارجية بما في ذلك وحدات حفظ الببر (تي سي يو أس) راجاجي-كوربت وبارديا-بانكي ووحدات حفظ الببر عبر الحدود شيتوان-بارسا-فاليميكي ودودهوا-كايلالي وسوكلافانتا-كيشانبور. تكون كثافة الببر في هذه الوحدات مرتفعة، ويرجع ذلك جزئياً إلى الكتلة الأحيائية الاستثنائية لفرائسها من الحافريات.

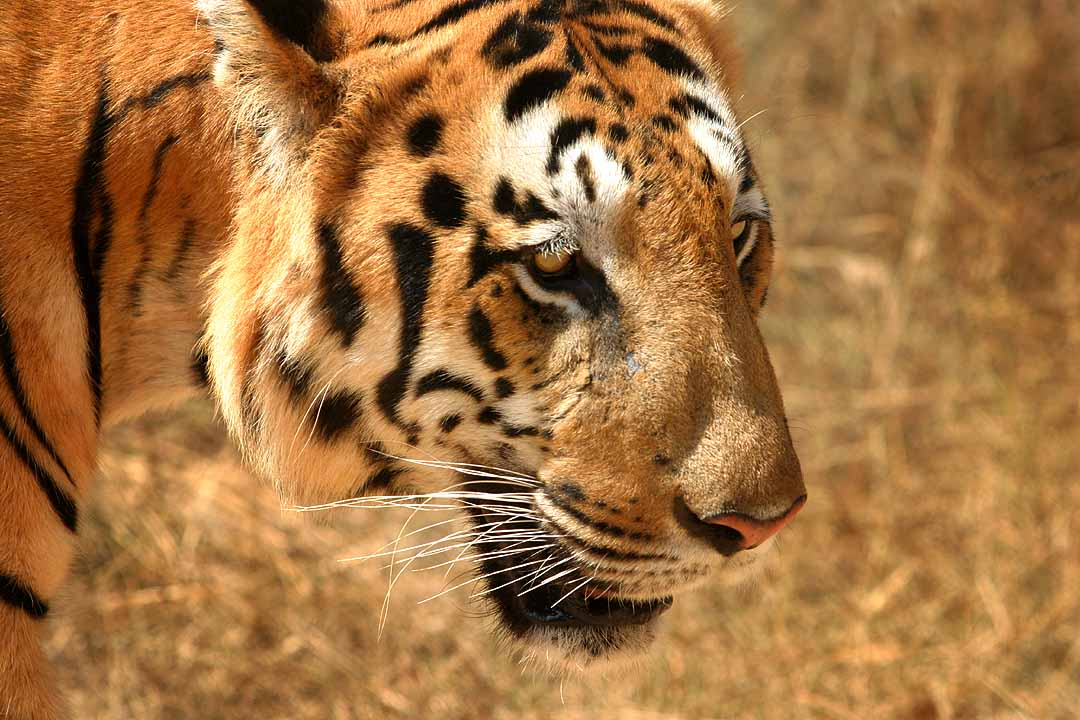
ببر في جنوب الهند

في باكستان، كانت خيربور آخر معقل للببر في أواخر القرن التاسع عشر. أُطلق النار على آخر الأفراد سنة 1906 في باهاوالبور في أدغال نهر السند.

### الهند

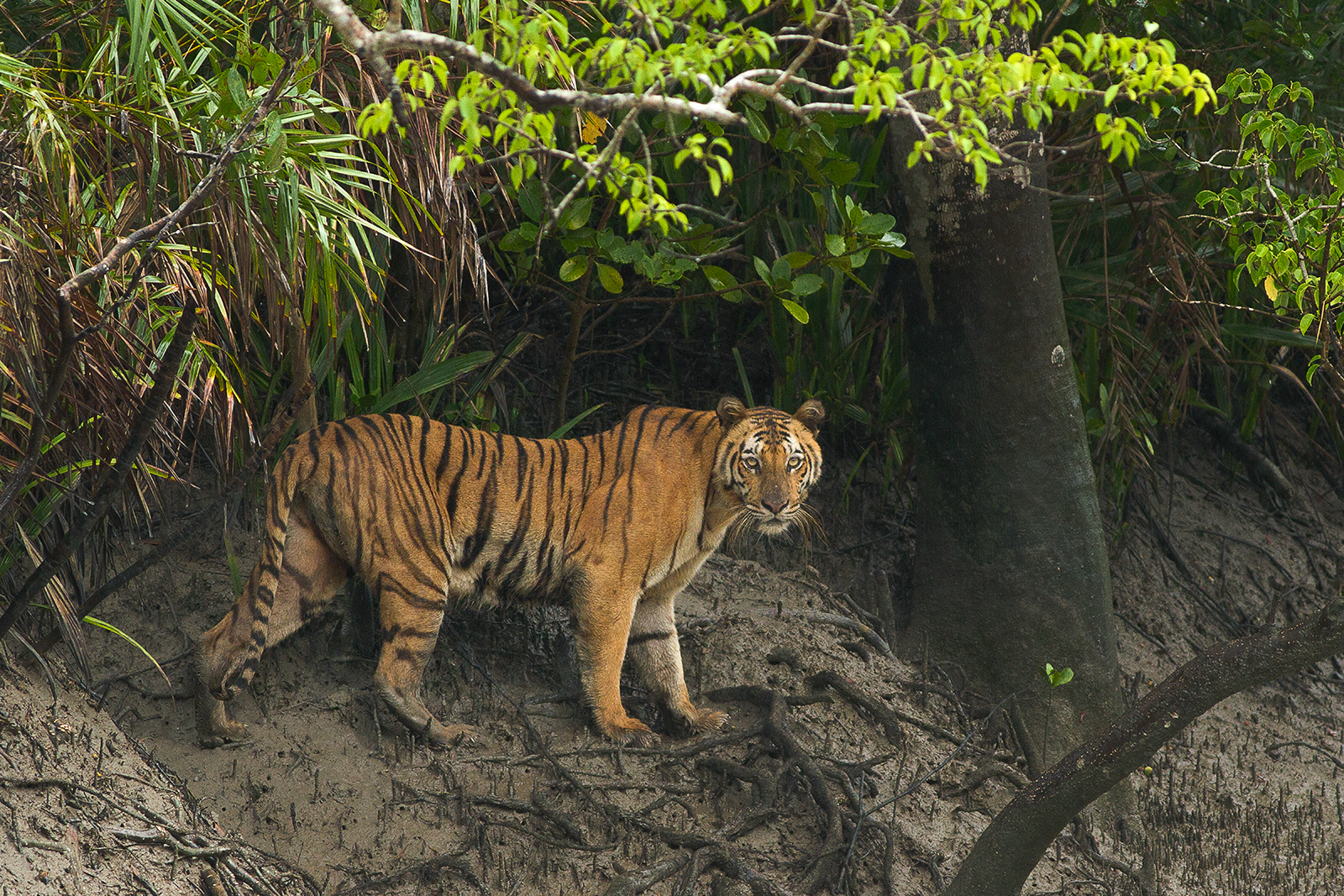
خيثمة في محمية سونداربانس للببور

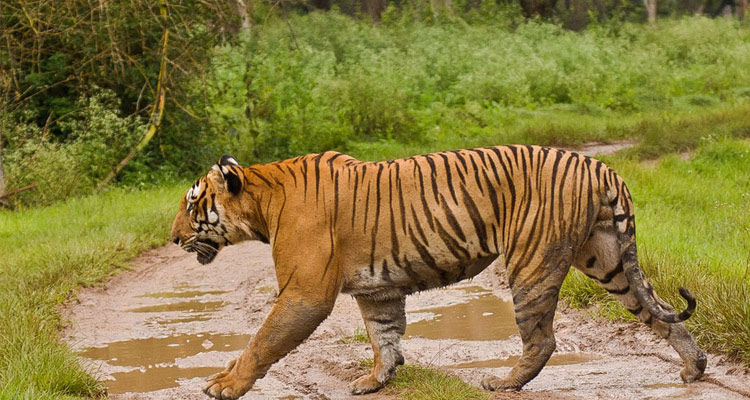
ببر في متنزه مُوْدُوْمَلَيْ الوطني

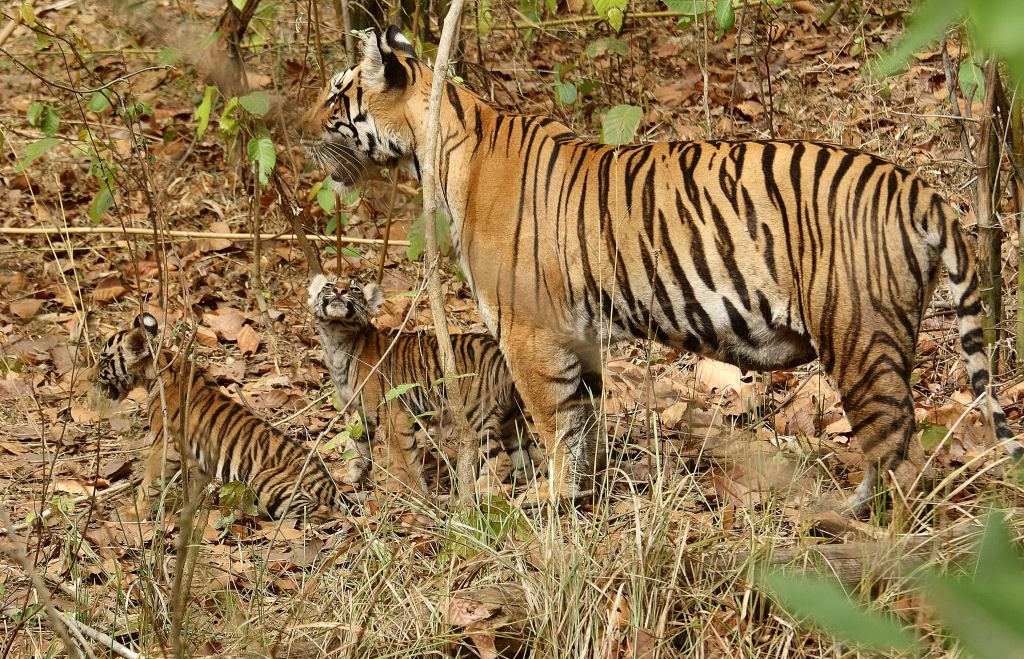
خيثمة مع أشبال في محمية كانها للببور

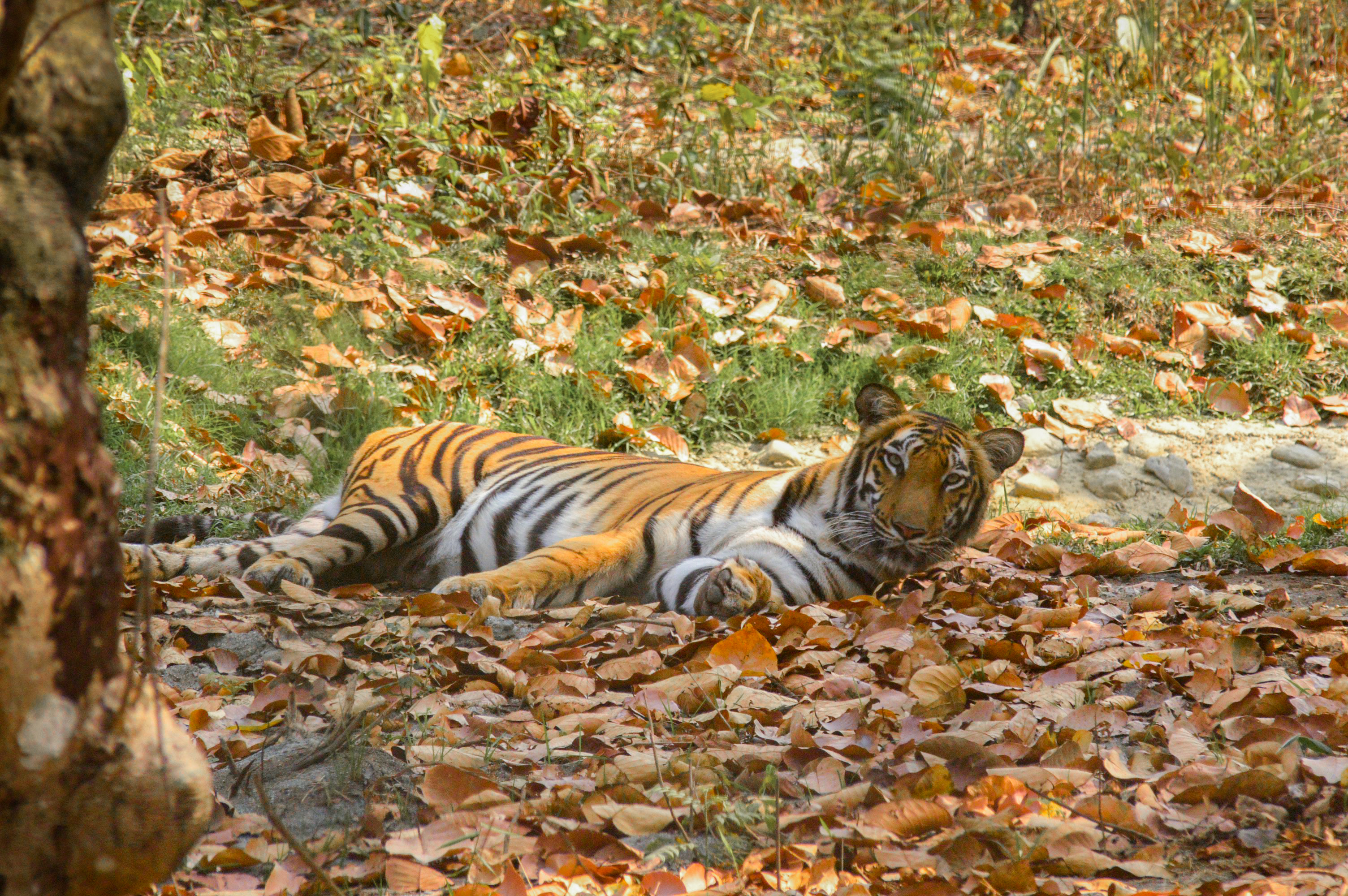
ببر بنغالي في محمية ماهانَندا للحياة البرية

في القرن العشرين، اعتمدت التعدادات الهندية للببور البرية على التحديد الفردي لآثار الأقدام التي تُعرف باسم علامات الصلصال– وهي طريقة تم إنتقادها باعتبارها ناقصة وغير دقيقة. تستخدم الكاميرا الفخية الآن في العديد من المواقع.

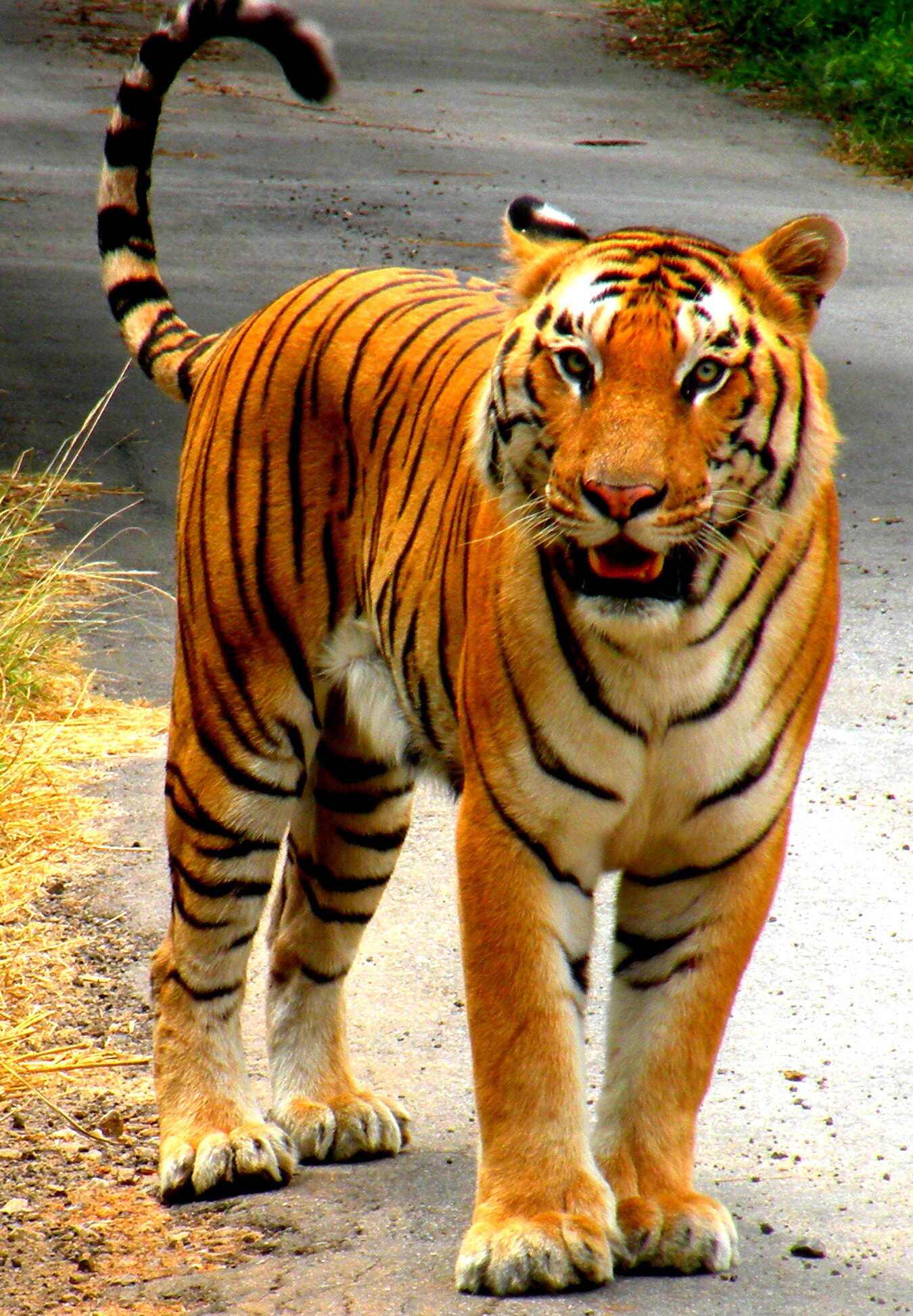
ببر في بانرغاتا

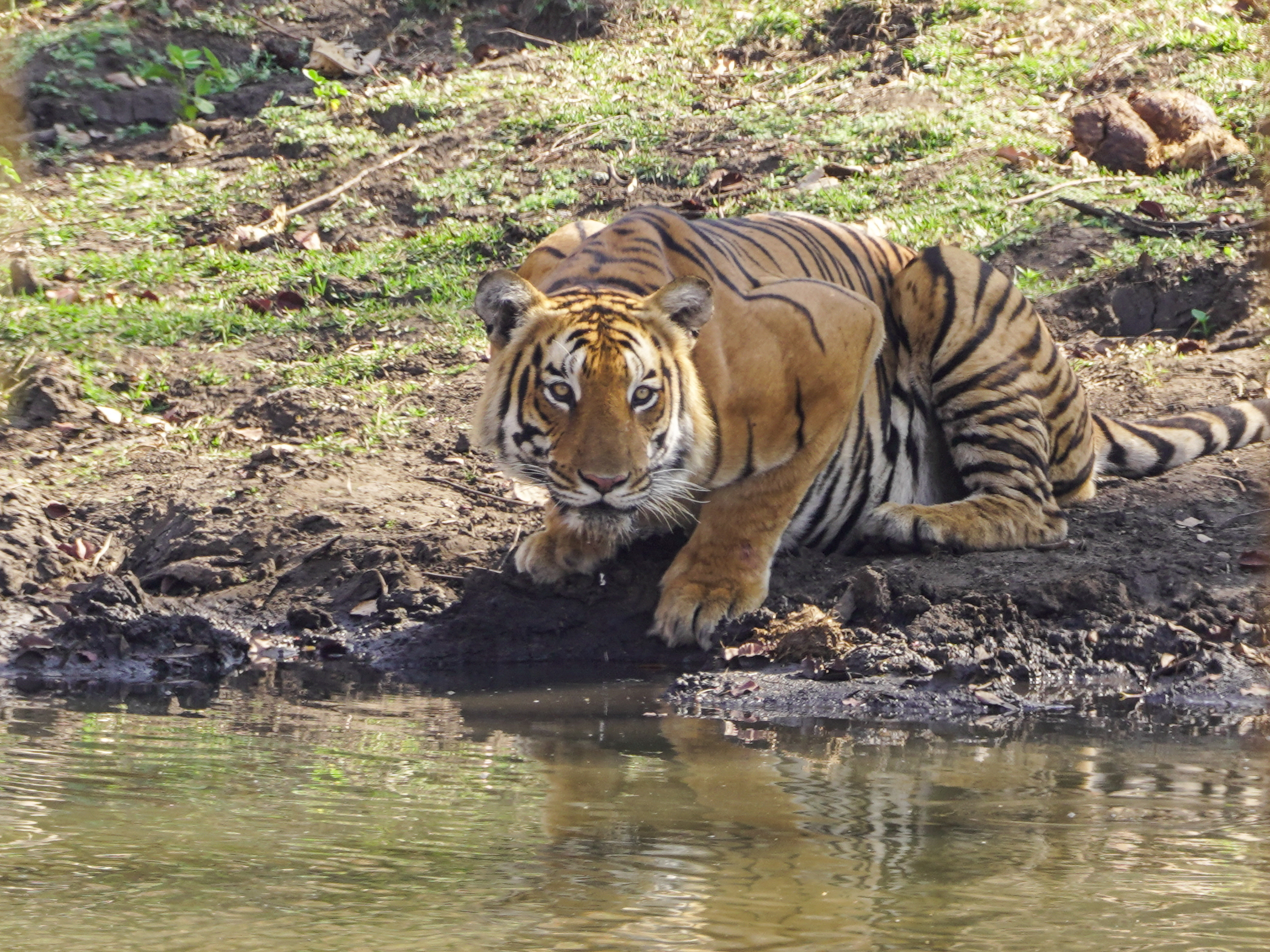
خيثمة في متنزه مودملي الوطني

موائل الببر الجيدة في الغابات شبه الاستوائية والمعتدلة تشمل وحدات حماية الببر (تي سي يو أس) ماناس- نامدافا. تشمل وحدات حفظ الببر الموجودة في الغابات المدارية الجافة محمية هزاريباغ للحياة البرية [الإنجليزية]، ومحمية ناجارجونسار-سريسايلام للببور [الإنجليزية] وممر كانها- إندرافاتي وغابات أوريسا الجافة ومتنزه بانا الوطني [الإنجليزية] ومحمية ميليغات للببور، ومحمية راتاباني للببور [الإنجليزية]. من المحتمل أن تكون وحدات حفظ الببر في الغابات الإستوائية النفضية الرطبة من الموائل الأكثر وفرة للببور وفرائسها، وتشمل محميات كازيرانجا- ميغالايا كانها- بينتش وسيمليبال وإندرافاتي للببور. تمثل وحدات حفظ الببر في الغابات المدارية دائمة الخضرة موائل الببور الأقل شيوعاً، حيث تقتصر إلى حد كبير على مناطق المرتفعات والأجزاء الأكثر رطوبة من منطقة غاتس الغربية، وتشمل محميات الببر في بيريار وكلاكاد موندانثوراي وبانديبور ومحمية بارامبيكولام للببور.

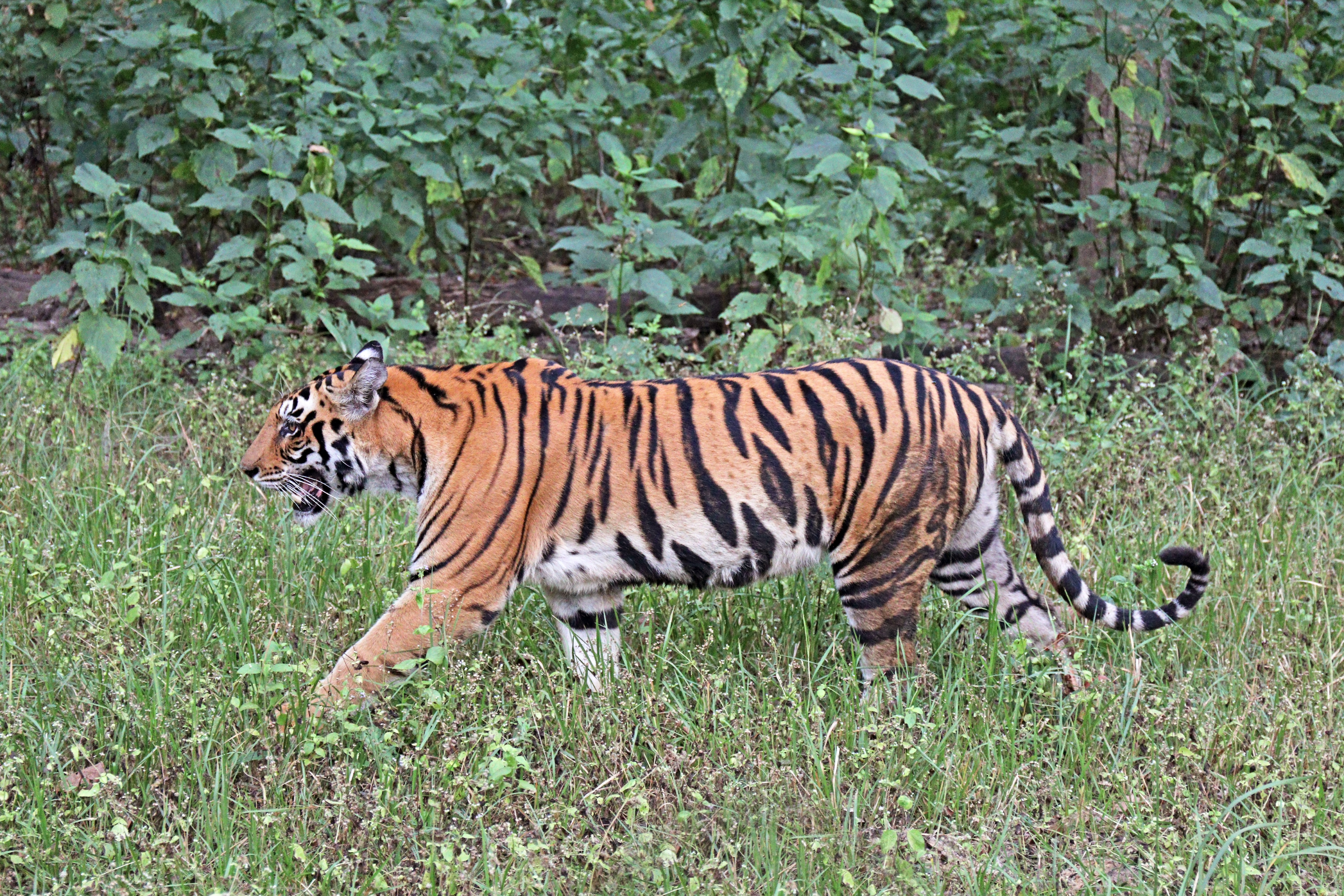
خيثمة شابة في محمية كانها للببور

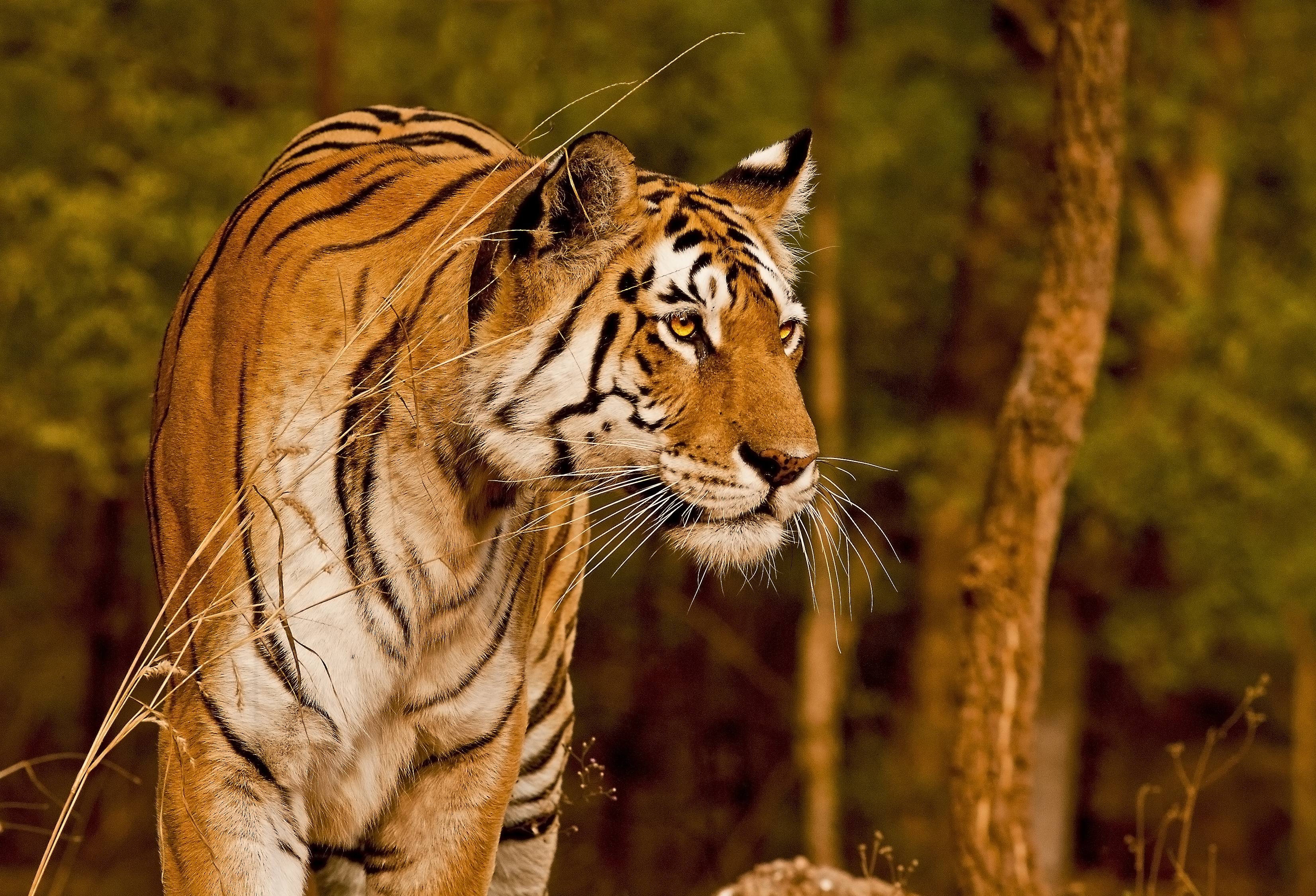
ببر في متنزه بينتش الوطني في ولاية ماديا برديش الهندية

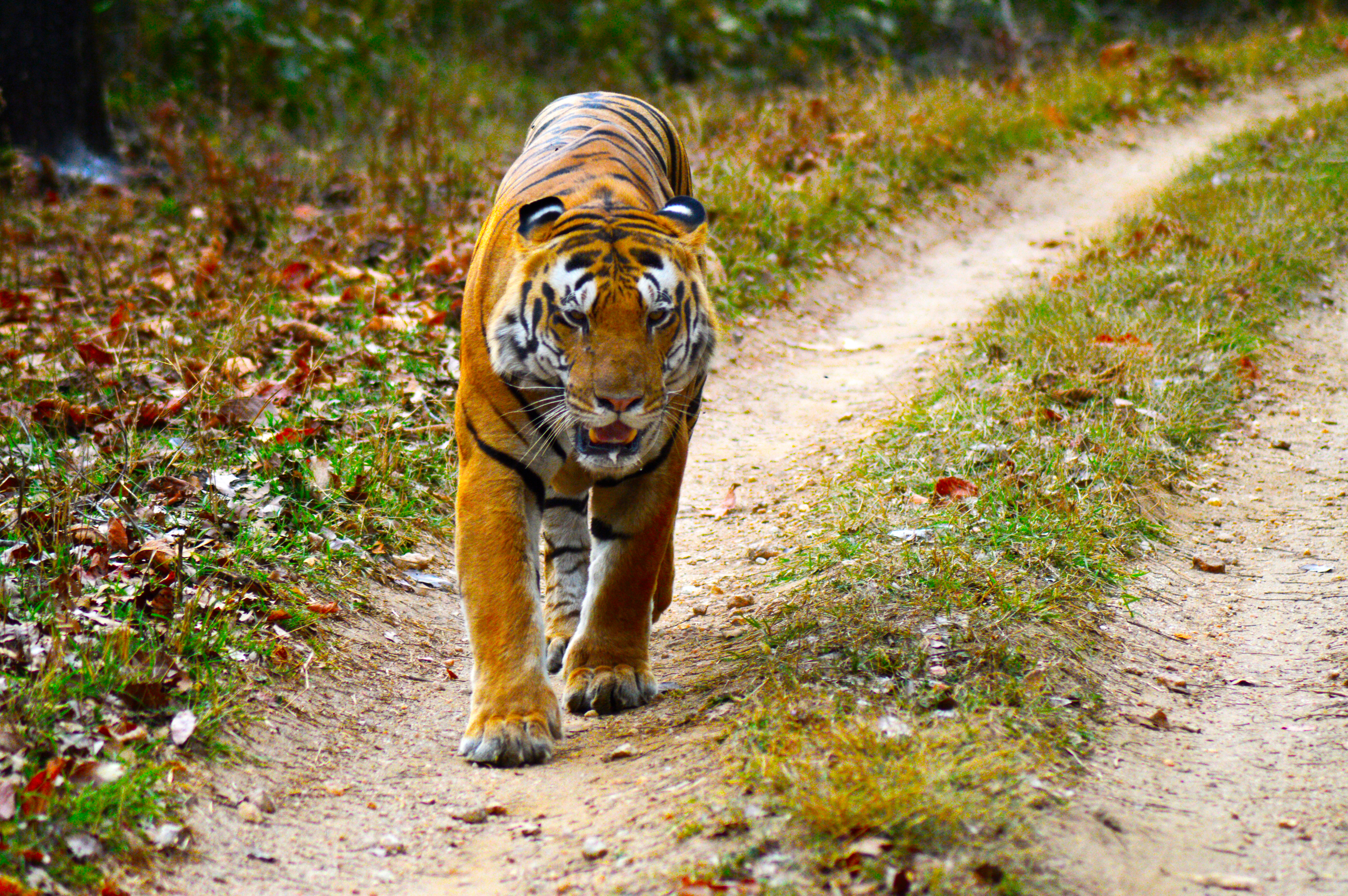
ببر بنغالي ملكي في متنزه كانها الوطني

أثناء إحصاء الببر عام 2008، تم استخدام مسوحات الكاميرا الفخية وإشارات باستخدام نظم المعلومات الجغرافية لتقدير الكثافة الخاصة بالمواقع الخاصة بالببور مع مجموعة المفترسات والفرائس. بناءً على نتائج هذه الدراسات الاستقصائية، قدّر إجمالي جمهرة الببر بحوالي 1411 فرداً حيث تتراوح ما بين 1,165 و1،657 ببراً من البالغين وشبه البالغين (الذين يزيد عمرهم عن 1.5 عاماً). في جميع أنحاء الهند، تم مسح ستة مجمعات للمناطق التي تستضيف الببور ولديها القدرة على التواصل. تشمل هذه المناطق ما يلي:

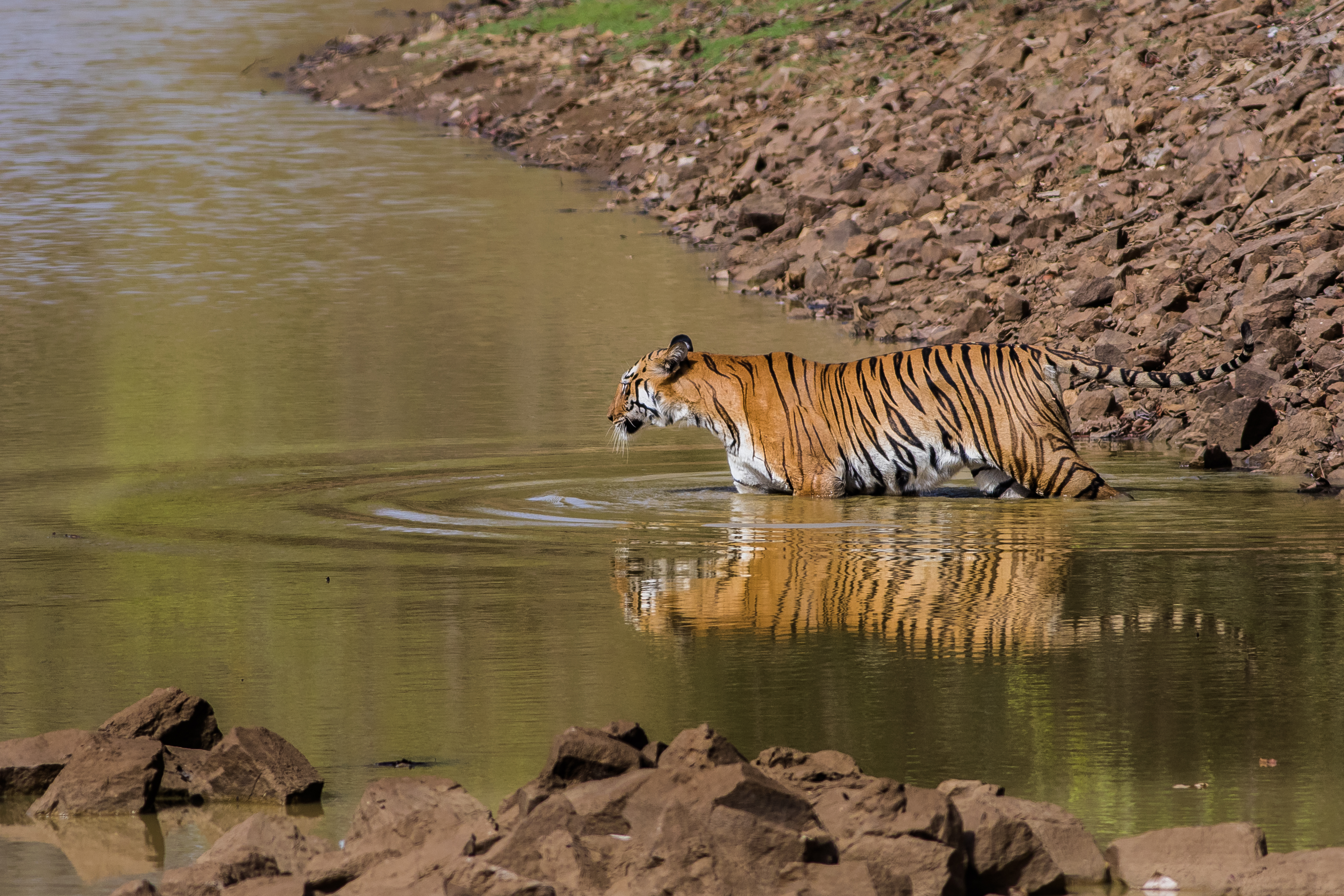
ببر في تادوبا

- في مناطق السهول الفيضية في سيفاليك- الغانج، توجد ستة جمهرات يقدر حجم جمهراتها ما بين 259 و335 فرداً على مساحة 5,080 كيلومتر مربع (1960 ميل مربع) من الموائل الحرجية التي تقع في متنزهات راجاجي وكوربت الوطنية وفي الموائل المتصلة في دودهوا- خيري- بيليبيت وفي محمية سوهيلوا للببور وفي محمية سوهاج بروا وفي متنزه فالميكي الوطني [الإنجليزية]؛

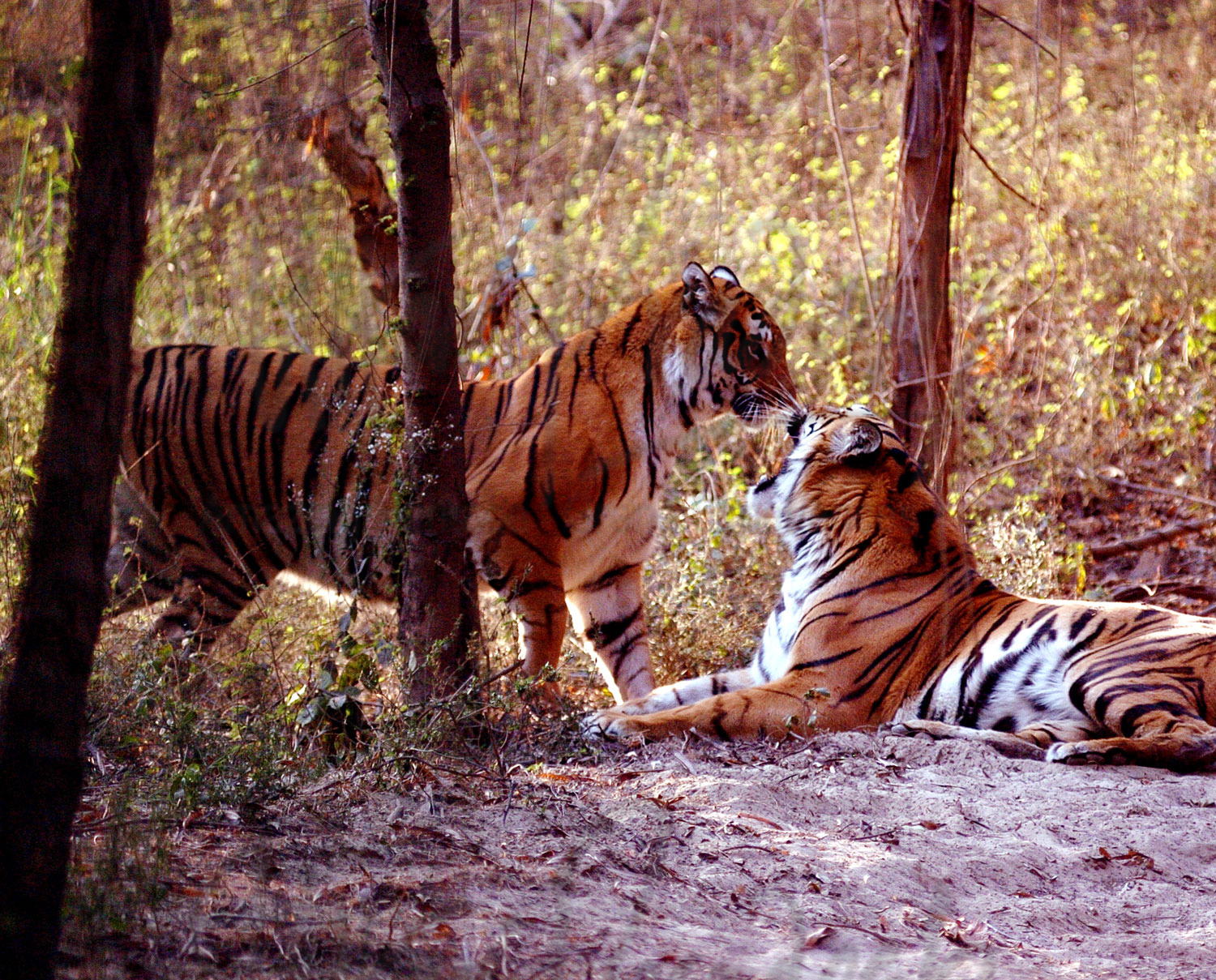
ببران في دودوها

- في المرتفعات بوسط الهند [الإنجليزية]، توجد 17 جمهرة يقدر حجم جمهراتها من 437 إلى 661 فرداً على مساحة 48,610 كيلومتر مربع (18,770 ميل مربع) من الموائل الحرجية، والتي تقع في مناطق في كانا- بينج وساتبورا- ميليغات وسانجاي- بالاماو ونافيجون- إندرافاتي؛ دُعِمَت الجمهرات المعزولة في محميات الببور في باندهافغار وتادوبا وسيمليبال والمتنزهات الوطنية في بانا ورانتامبور وكونو بالبور- مادهاف وساراندا،

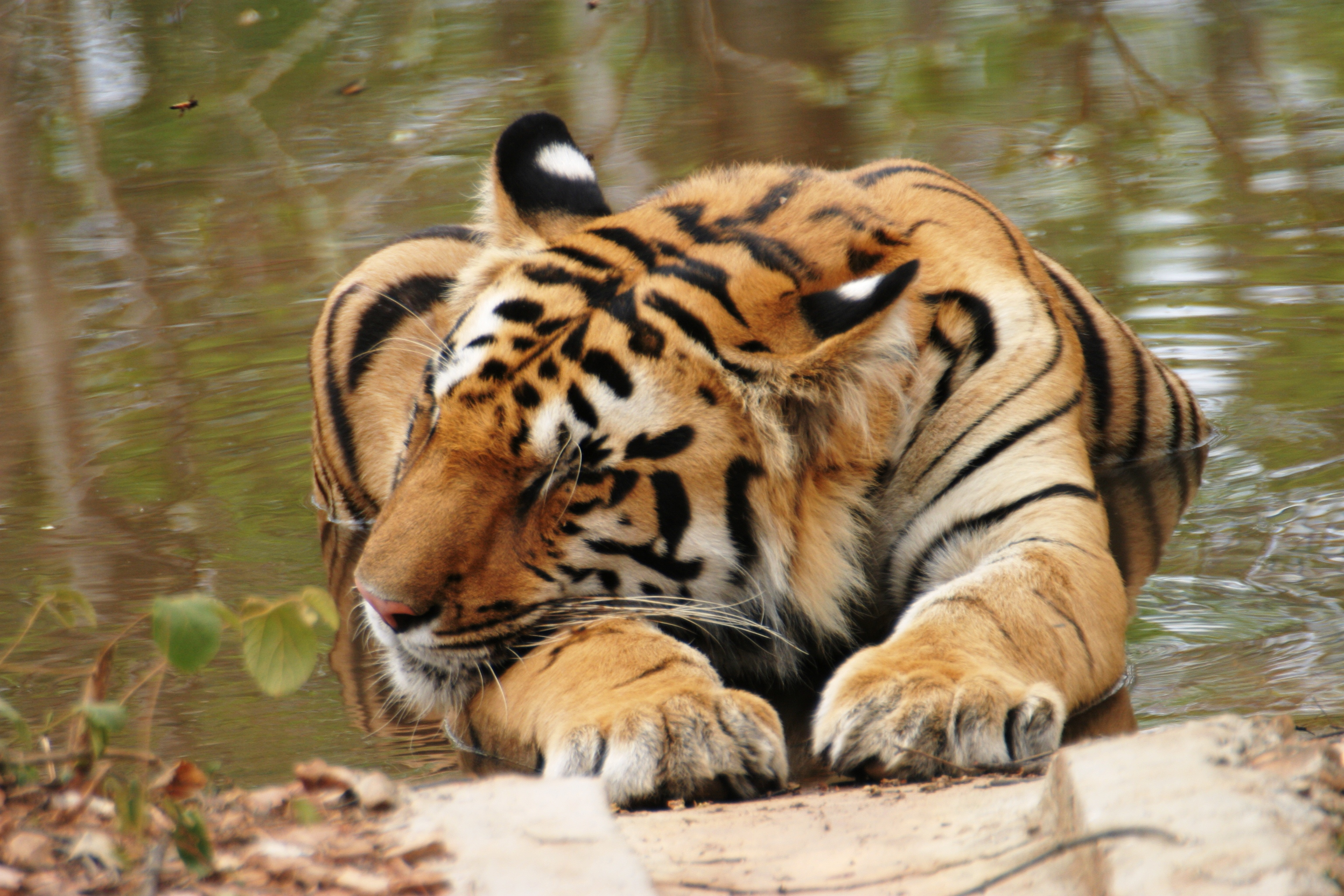
ببر في بينج

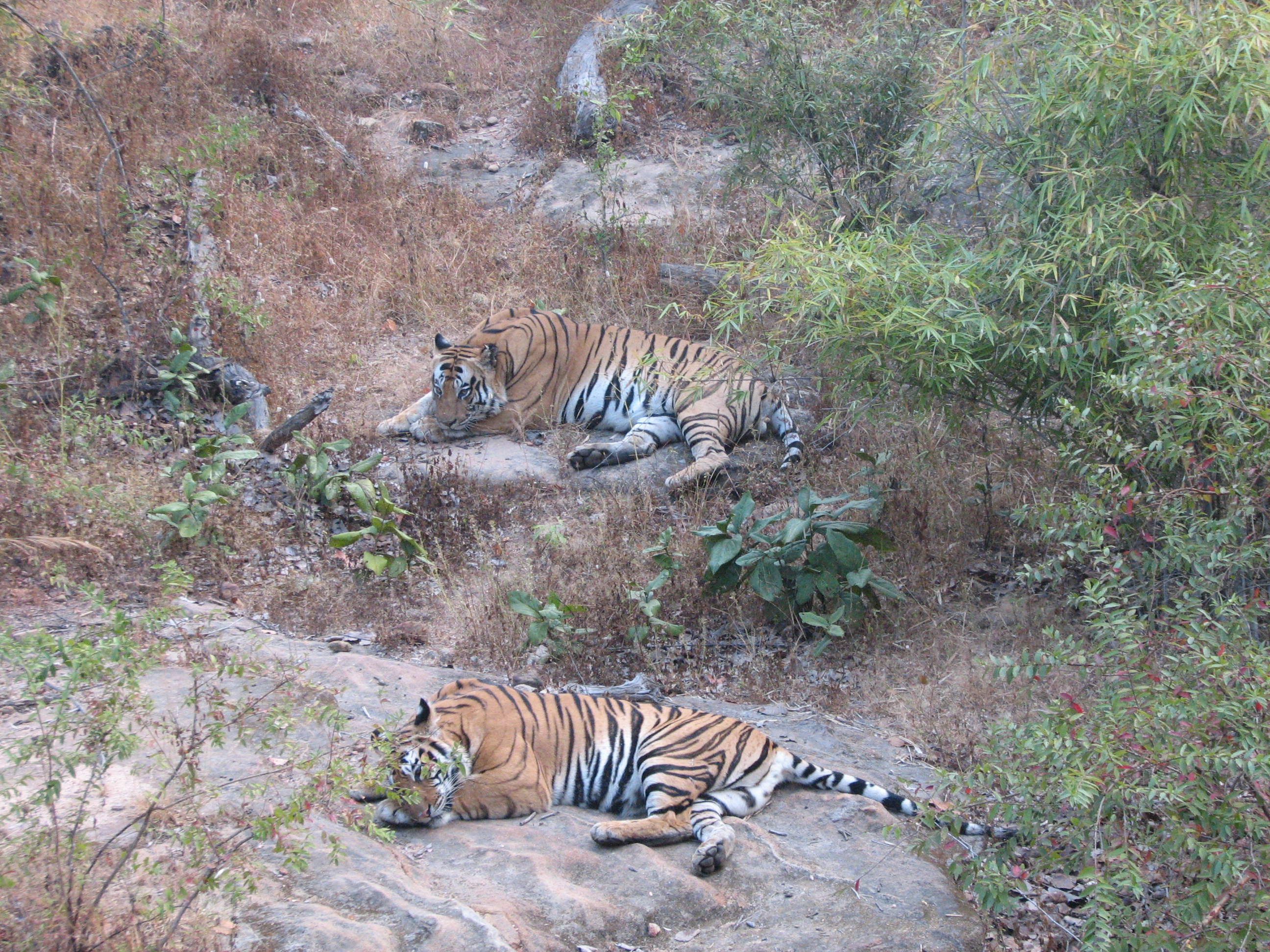
ببران في متنزه باندهافغار

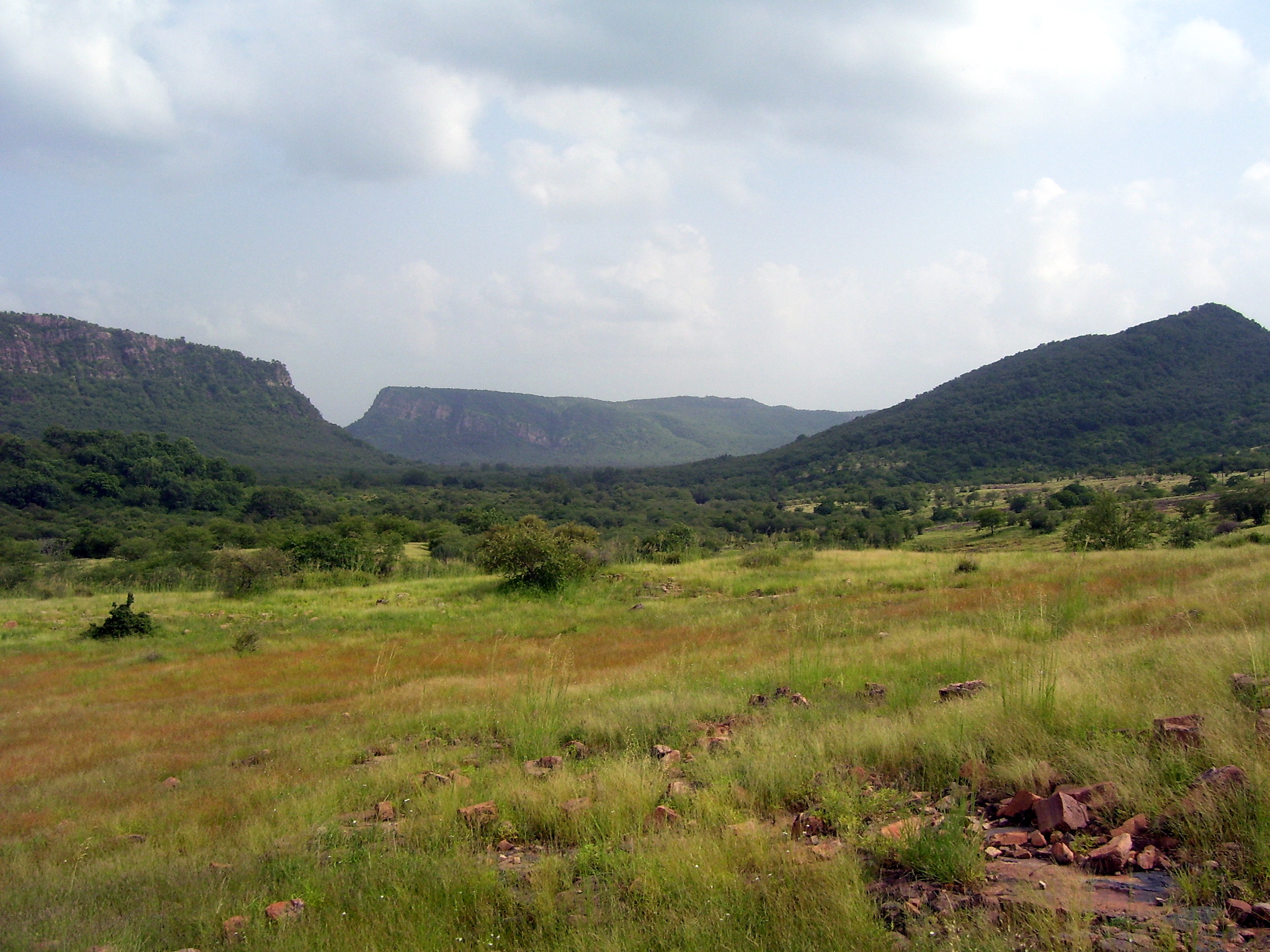
متنزه رانتامبور الوطني

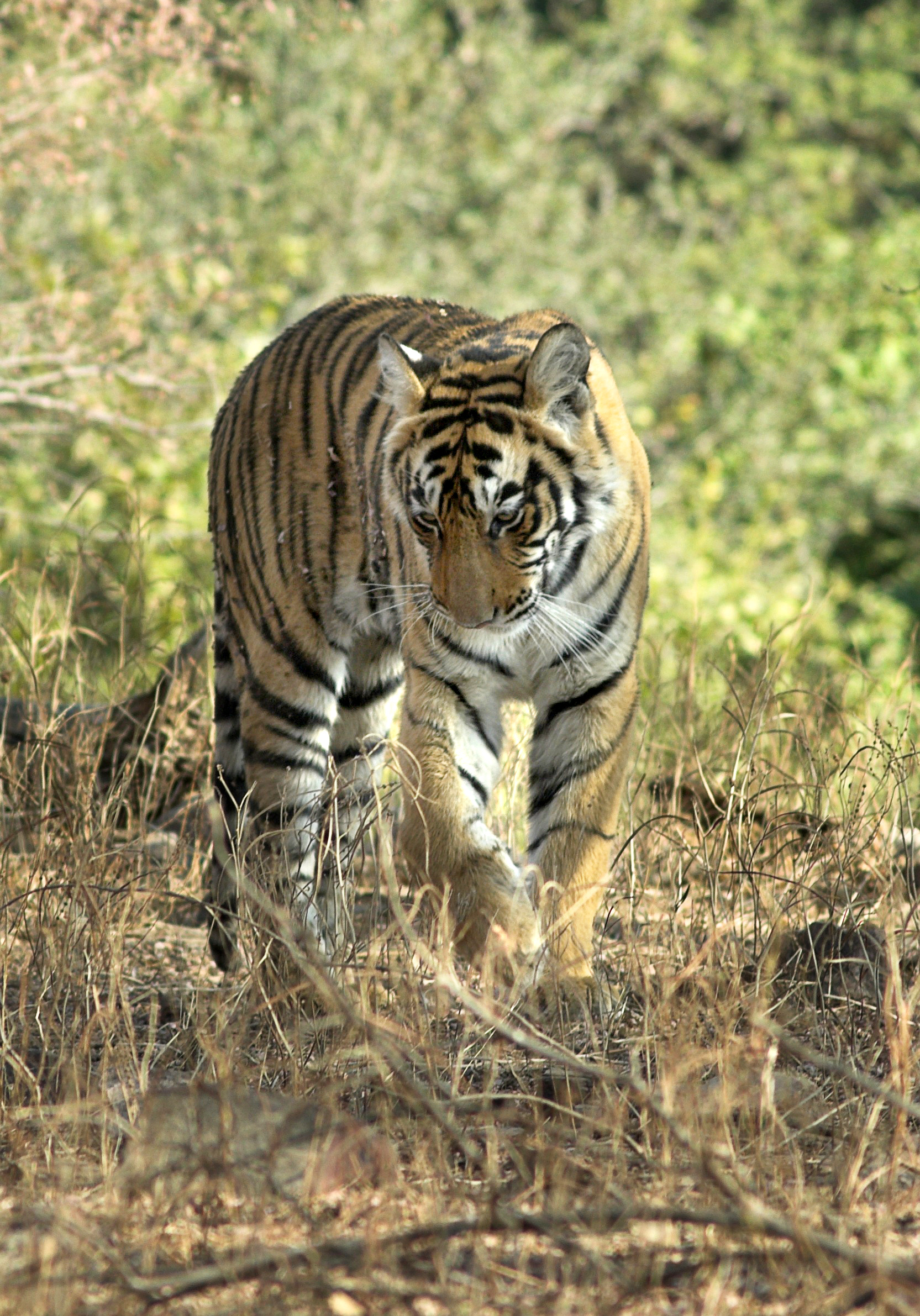
ببر في رانتامبور

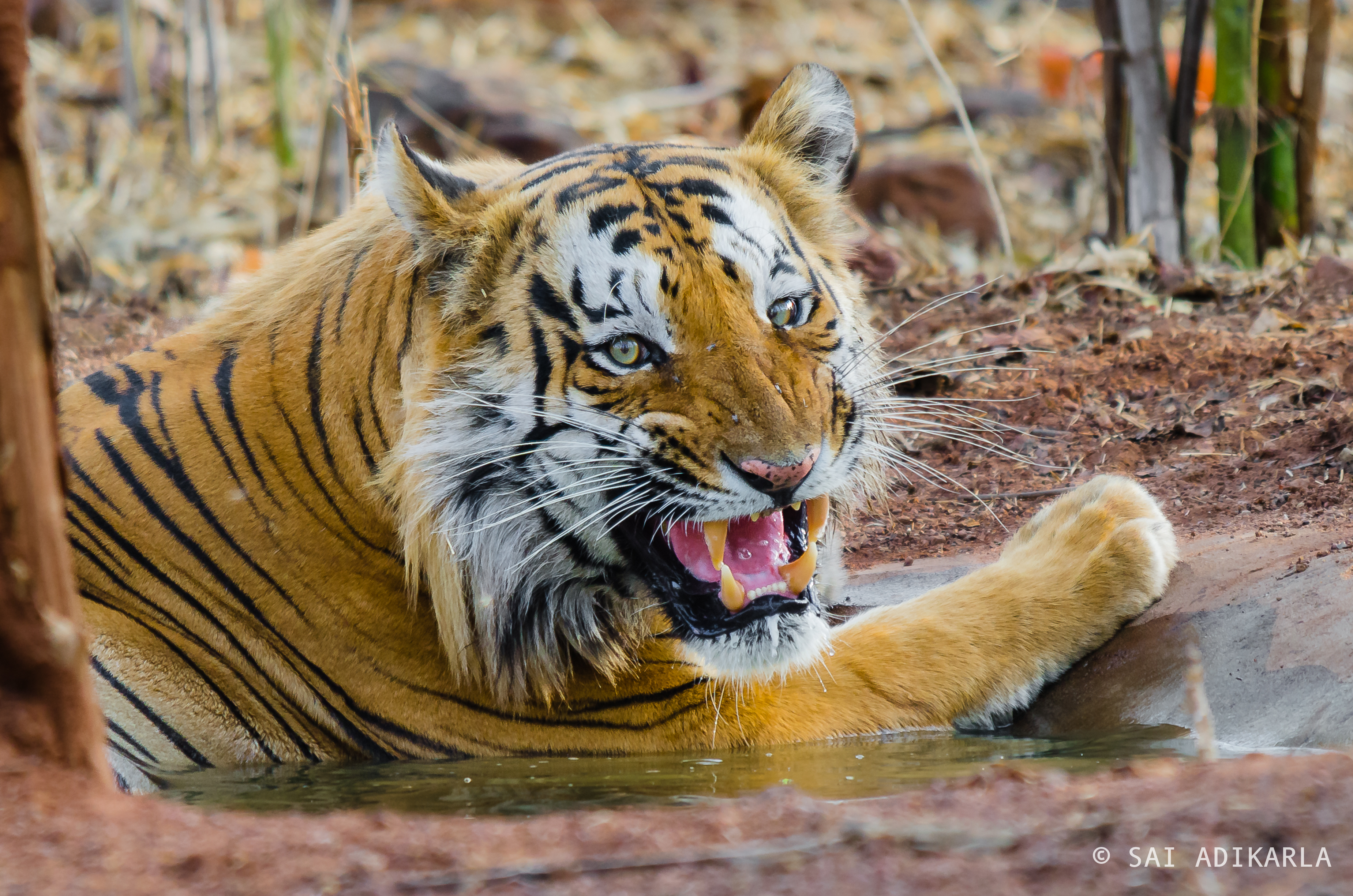
ببر بنغالي في تادوبا

- في مناطق جبال الغات الشرقية، هناك جمهرة منفردة تقدر حجم جمهرتها ما بين 49 إلى 57 فرداً في موائل تبلغ مساحتها 7777 كيلومتر مربع (3,001 ميل مربع) في ثلاث كتل غابات منفصلة تقع في متنزه سريفينكاتيشوارا الوطني [الإنجليزية] ومحمية ناجوناساجار للببور ومتنزه جندلا براهمشوارا الوطنية المجاورة المقترحة وغابات المستنقعات في تحصيل كانيجيري [الإنجليزية] وبادفيل [الإنجليزية]، وأودايجيري وجيدالورو [الإنجليزية]؛
- في مناطق غاتس الغربية، هنالك سبعة جمهرات يقدر حجم جمهراتها من 336 إلى 487 فرداً في منطقة غابات تبلغ مساحتها 21,435 كيلومتر مربع (8,276 ميل مربع) في ثلاث وحدات للمناطق الرئيسية هي بريار- كلاكاد موندانثوراي، وبانديبور وبارامبيكولام- مُوْدُوْمَلَيْ- أنامالاي موكورثي وأنشي- كودريموخ- دانديلي،

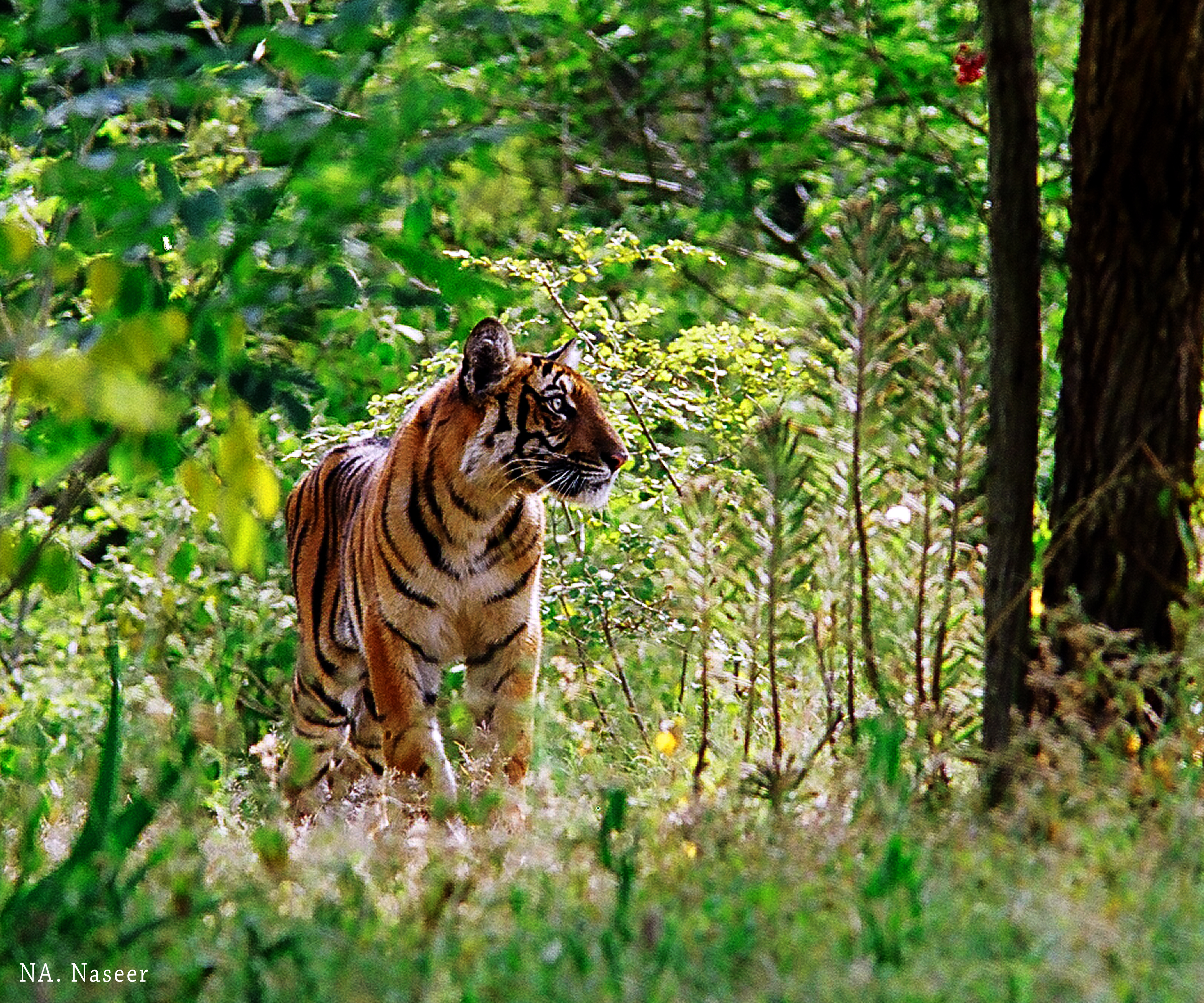
صورة لببر في مودوملي سنة 2019

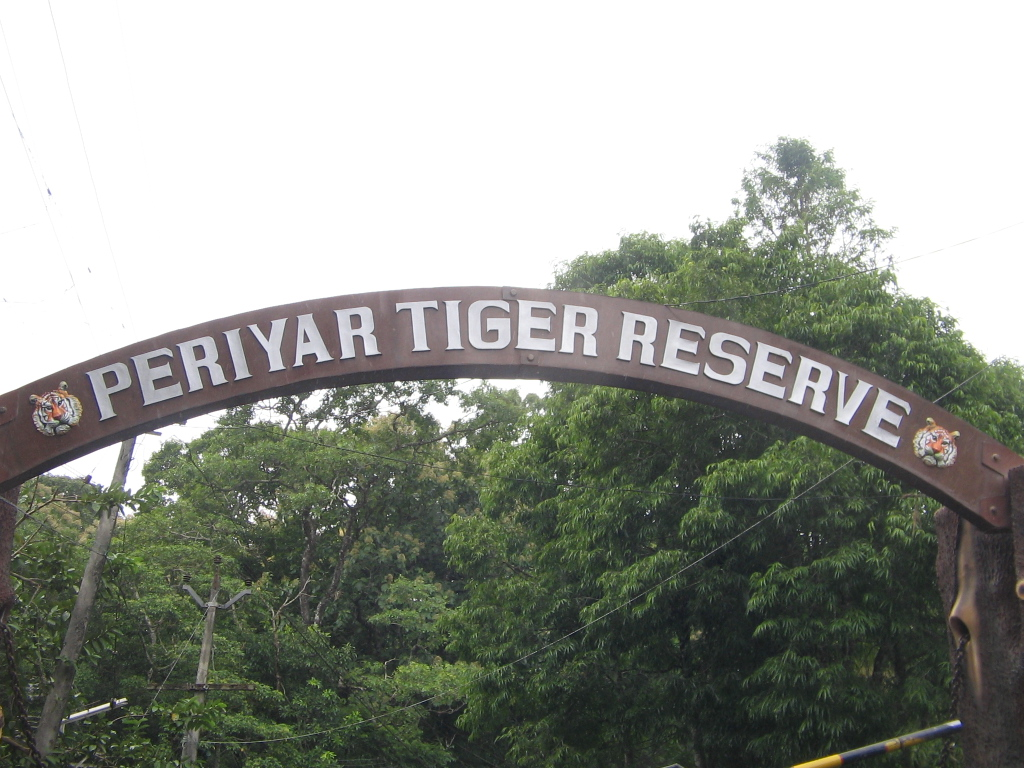
متنزه بريار للببور

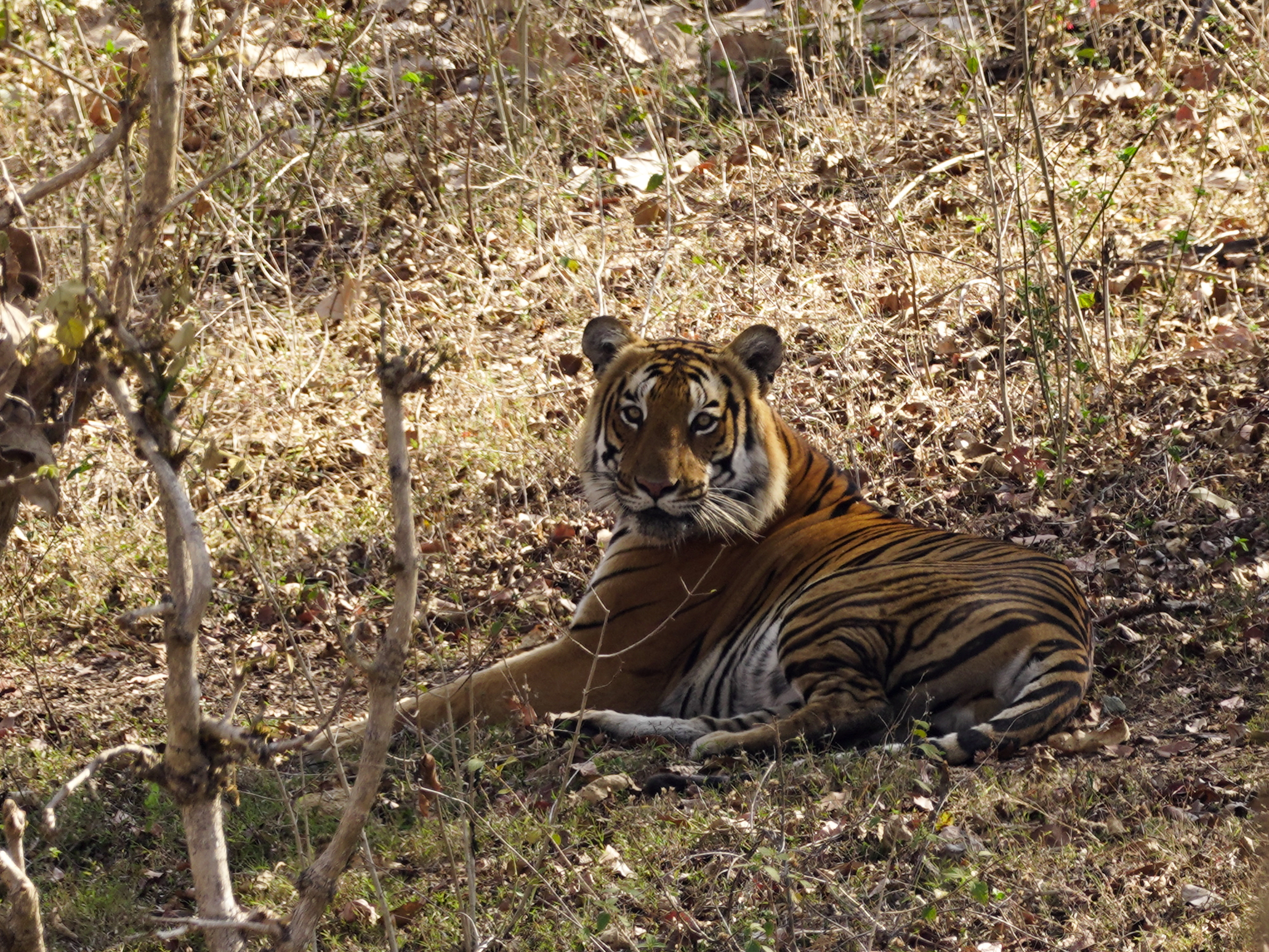
ببر بنغالي في متنزه مُوْدُوْمَلَيْ الوطني

- تعيش في سهول براهمابوترا الفيضية وببور التلال الشمالية الشرقية تعيش في مساحة 4230 كيلومتر مربع (1630 ميل مربع) في العديد من الغابات الغير مكتملة والمجزأة،
- الببور في حديقة سونداربانس الوطنية تعيش في حوالي 1586 كيلومتر مربع (612 ميل مربع) من غابات المانجروف.

ماناس-نامدافا وأورانغ-لاوكهاوا وكازيرانجا-ميغالايا هي وحدات حفظ الببر في شمال شرقي الهند، وتمتد على مساحة لا تقل عن 14500 كيلومتر مربع (5600 ميل مربع) عبر العديد من المناطق المحمية. الببور موجودة أيضاً في محمية باكي للببور. في تلال ميشمي، تم تسجيل الببور في عام 2017 حتى إرتفاع 3,630 متر (11,910 قدم) في الثلج.

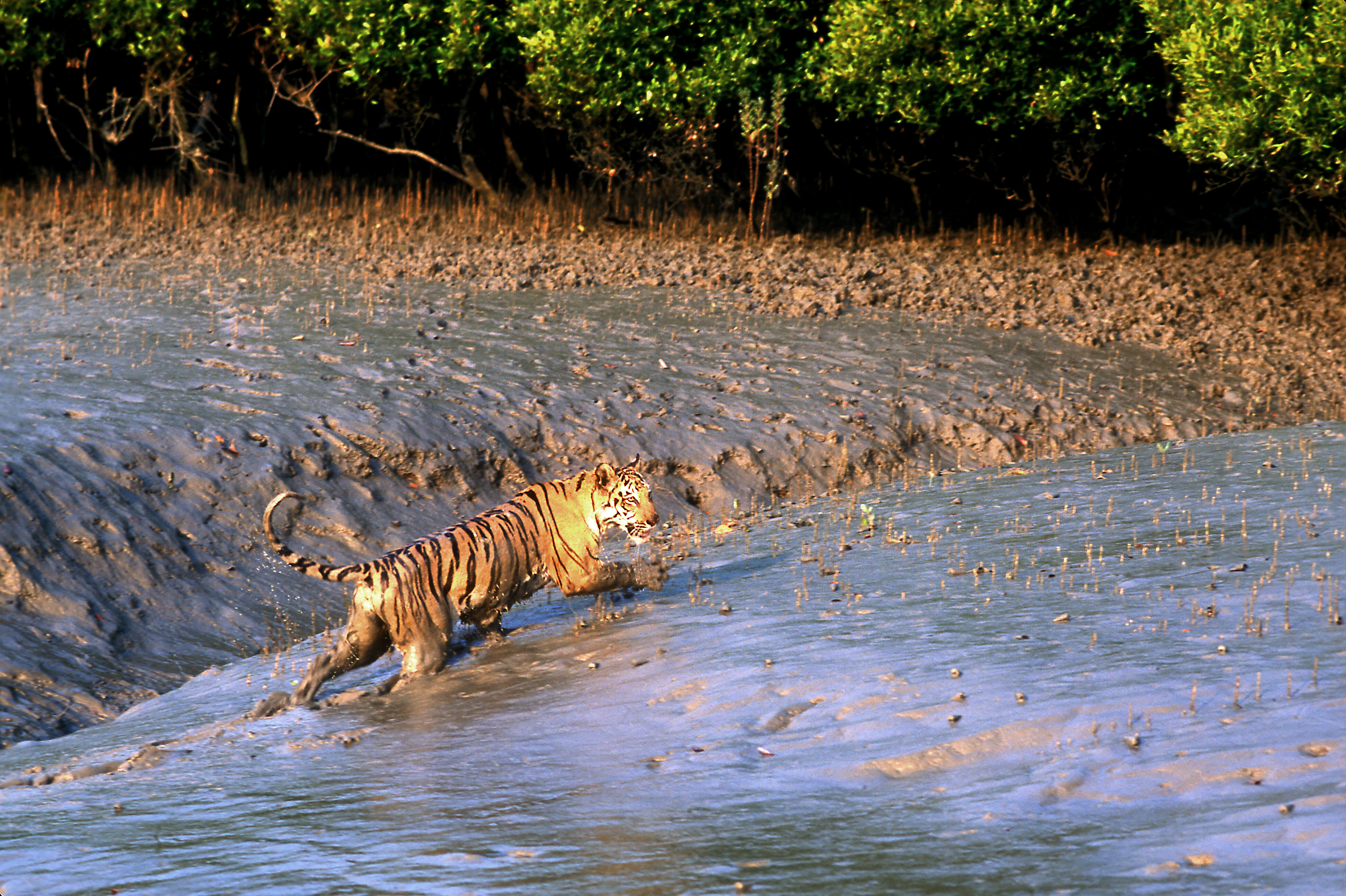
ببر في سونداربانس الهندية

يستضيف متنزه رانثامبور الوطني جمهرة الببور في أقصى غرب الهند. غابة دانجز في جنوب شرقي كجرات هي موئل محتمل للببور.

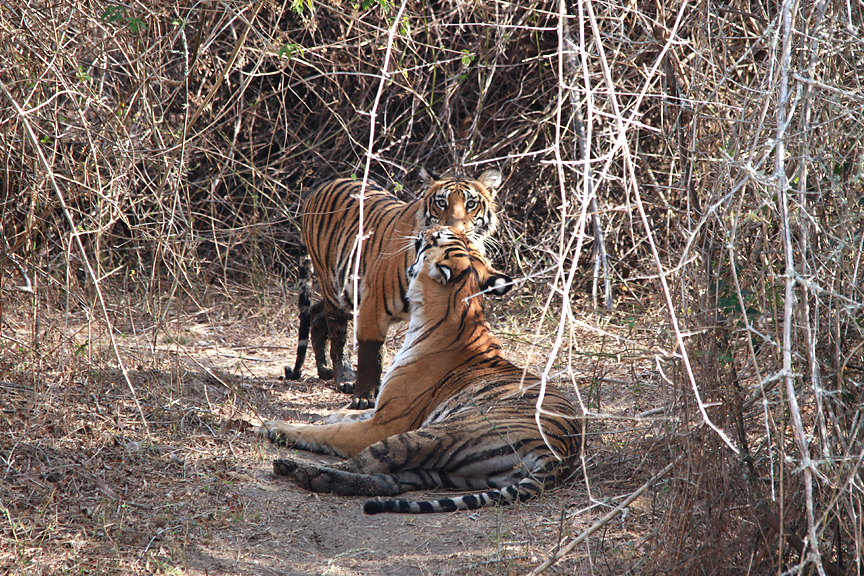
خيثمة وشبلها

اعتباراً من عام 2014، قُدرت جمهرة الببور الهندية على مساحة فوق 89,164 كيلومتر مربع (34,426 ميل مربع) وعددهم 2226 ببراً بالغاً وقريبة من البلوغ أكبر من عام واحد. كان هناك حوالي 585 ببراً في منطقة غاتس الغربية، حيث تم إنشاء محميتي رادناغاري وساهيادري للببور حديثاً. أكبر جمهرة تقيم في محمية كوربت للببور بحوالي 215 ببور. جمهرات ببور الهند الوسطى مجزأة وتعتمد على محميات الحياة البرية التي تسهل الاتصال بين المناطق المحمية. بحلول سنة 2018، ارتفع عدد الجُمهرة إلى ما يُقدر بنحو 2,603- 3,346 فرداً.

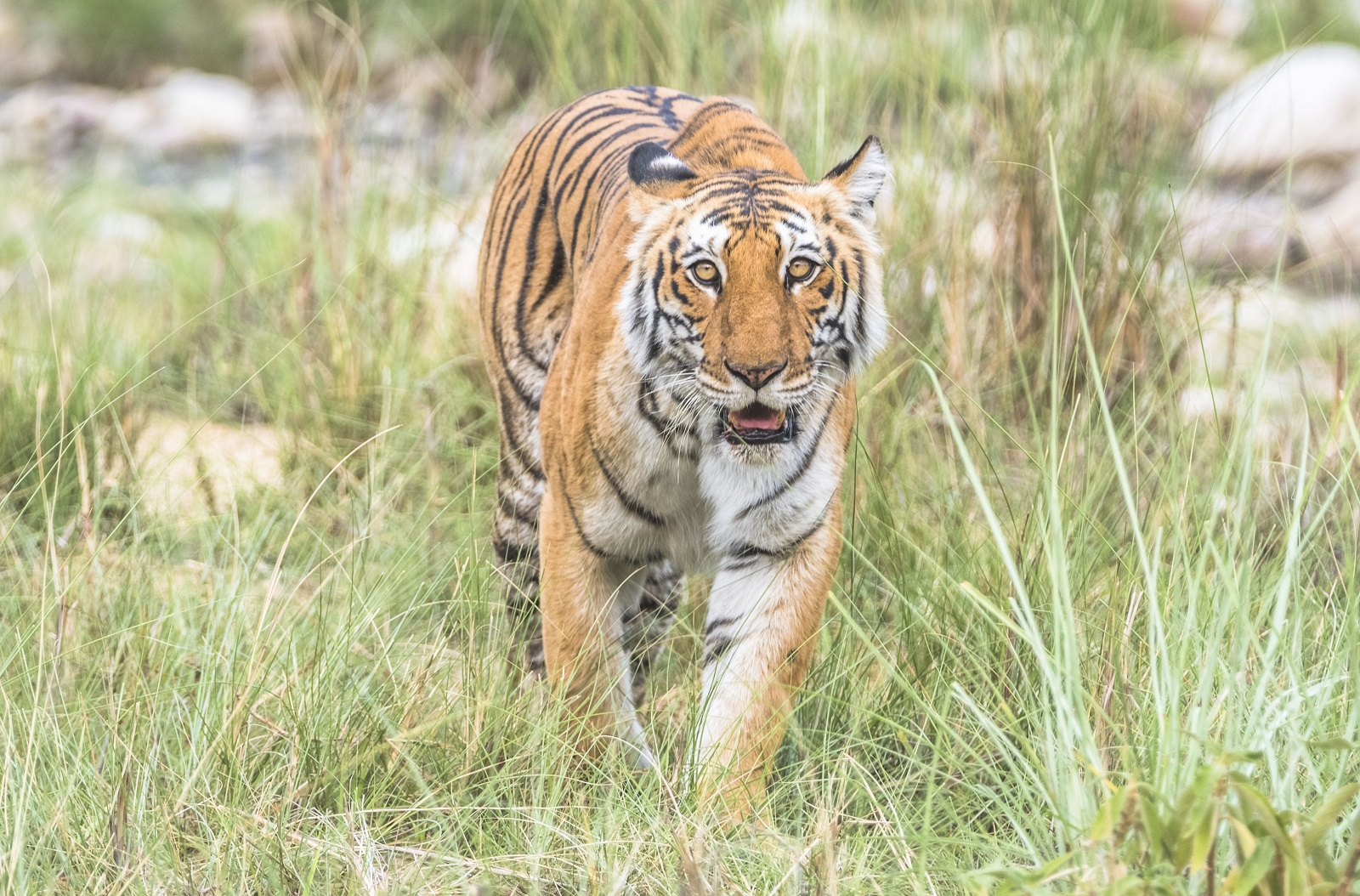
ببر في في متنزه جيم كوربت

في مايو عام 2018، تم تسجيل ببر في محمية ساهيادري للببور لأول مرة منذ ثماني سنوات.
في شباط عام 2019، شوهد ببر في منطقة لونافادا [الإنجليزية] في كجرات في مقاطعة ماهيساجار [الإنجليزية]، ووجد ميتاً بعد ذلك بوقت قصير. إفترض المسؤولون إنه نشأ في محمية راتاباني للببور [الإنجليزية] وإرتحل لحوالي 300 كيلومتر (190 ميل) لمدة تزيد عن عامين. ربما مات من الجوع. في آيار عام 2019، سجلت الكاميرات الفخية ببوراً في محمية مهادي للحياة البرية [الإنجليزية] ومحمية بهاجوان ماهايف ومتنزه موليم الوطني [الإنجليزية]، وهو أول تسجيل في غوا منذ عام 2013.
الببور في سونداربانس في الهند وبنغلاديش هي الوحيدة في العالم التي تقطن غابات المانجروف. قُدِرَت الجمهرة في الجانب الهندي من سونداربانس بـ86-90 فرداً في عام 2018.

### بنغلاديش

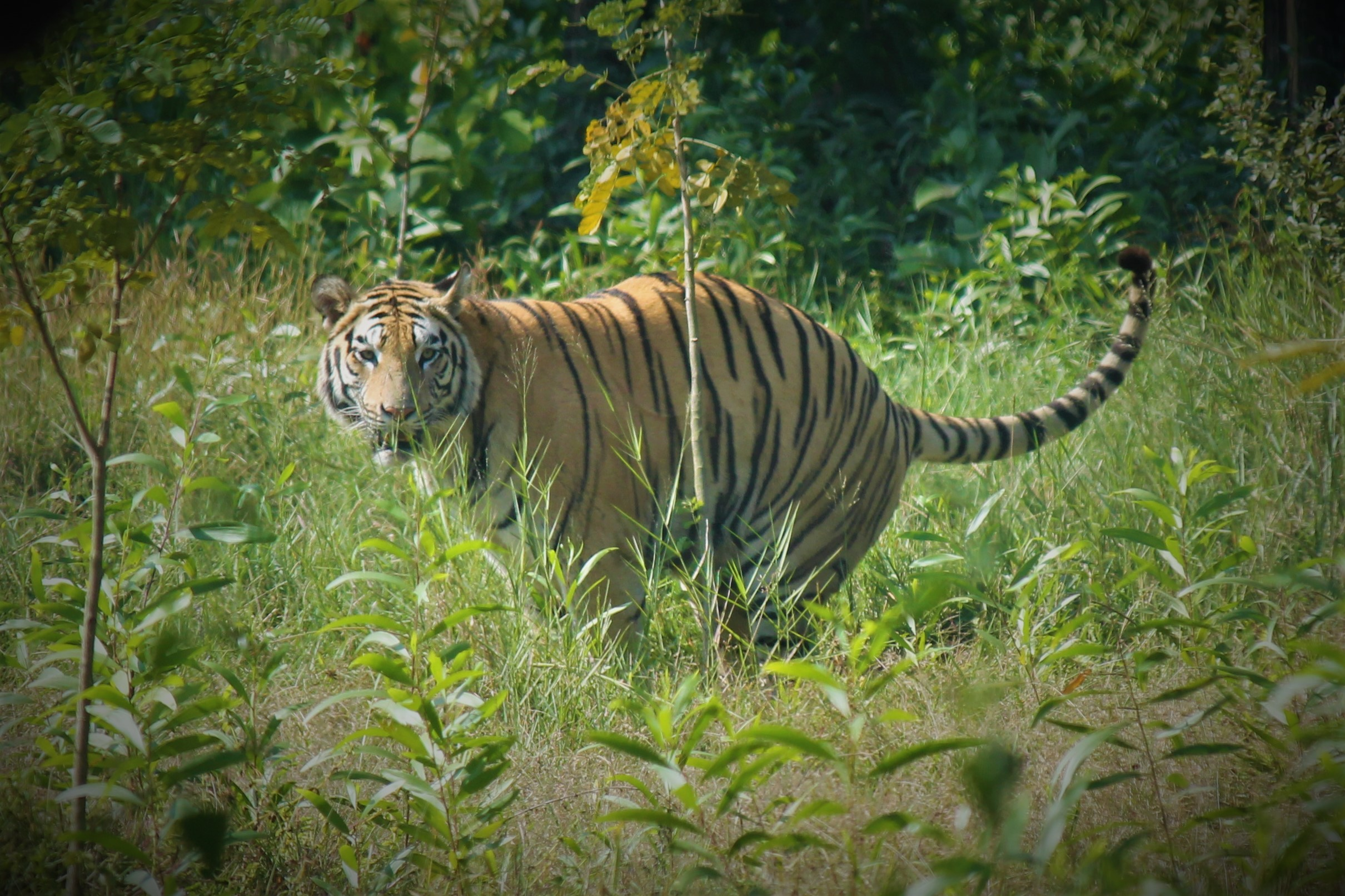
صورة لببر في بنغلاديش سنة 2015

في بنغلاديش، أُبعدت الببور الآن إلى غابات سونداربانس وتشتاغون هيل تراكتس. غابة تشتاغون متجاورة مع موئل الببور في الهند وميانمار، لكن حالة جُمهرة الببور غير معروفة.
اعتباراً من سنة 2004، تراوحت تقديرات الجمهرة في بنغلاديش من 200 إلى 419 فرداً، معظمها في سونداربانس. هذه المنطقة هي الموئل الوحيد للأيكة ساحلية في هذه المنطقة الحيوية، حيث تعيش الببور، وتسبح بين الجزر في الدلتا لاصطياد الفرائس. تقوم إدارة الغابات في بنغلاديش بإنشاء مزارع الأيكة الساحلية لتوفير العلف للأيل المرقط. منذ سنة 2001، استمر التشجير على نطاق صغير في سونداربانس.
من أكتوبر 2005 إلى يناير 2007، أُجْرِيَ أول مسح للكاميرا الفخية عبر ستة مواقع في سونداربانس البنغلاديشية لتقدير كثافة جمهرة الببور. أَعطَى متوسط هذه المواقع الستة تقدير 3.7 ببور لكل 100 كيلومتر مربع (39 ميل مربع). بما إن سونداربانس البنغلاديشية تبلغ مساحتها 5770 كيلومتراً مربعاً (2230 ميل مربع)، فقد خُمِّنَ أن إجمالي جمهرة الببور يشمل زهاء 200 فرد.
سجلت النطاقات الرئيسية لإناث الببور البالغة بين 12 و14 كيلومتر مربع (4.6 و5.4 ميل مربع)، مما يشير إلى قدرة استيعابية لزهاء 150 أنثى بالغة. نسبة إلى المناطق الأخرى، فإن إناث الببور البالغة في هذا النوع من الموائل لديها نطاق مسكن أصغر، تؤدي إلى كثافة أعلى للببور، والتي قد تكون مرتبطة بكل من الكثافة العالية للفرائس وصغر حجم الببور السونداربانية.
منذ سنة 2007، تجرى مسوح لرصد الببور كل عام من قبل فريق البرية في سونداربانس البنغلاديشية لرصد التغيرات في جمهرة الببور البنغلاديشية وتقييم فعالية أنشطة الحفظ. قام هذا المسح بقياس التغير في وتيرة مجموعات آثار أقدام الببور على طول جوانب مجاري المد والجزر كدليل للوفرة النسبية للببور عبر منطقة سونداربانس.
بحلول سنة 2009، قُدِّرَتْ جمهرة الببور في سونداربانس البنغلاديشية بما يتراوح بين 100 و150 أنثى بالغة أو 335-500 ببر بشكل عام. كانت نطاقات المسكن للإناث، المسجلة باستخدام أطواق نظام التموضع العالمي، من أصغر النطاقات المسجلة للببور، مما يشير إلى أن سونداربانس البنغلاديشية يمكن أن يكون لديها واحدة من أعلى كثافات وأكبر جمهرات الببور في أي مكان في العالم. وهي معزولة عن جمهرة الببور المجاورة بمسافة تصل إلى 300 كيلومتر (190 ميل). هناك نقص في المعلومات حول العديد من جوانب بيئة ببور سونداربانس، تشمل الوفرة النسبية، وحالة الجمهرة، والديناميكيات المكانية، واختيار الموائل، وخصائص تاريخ الحياة، والتصنيف، والوراثيات، والأمراض. لا يوجد أيضاً خطة مراقبة مطبقة لتتبع التغييرات في جمهرة الببور بمرور الزمن، لذلك لا توجد طريقة لتقدير رد فعل الجمهرة لأنشطة الحفظ أو المخاطر. ركزت معظم الدراسات على الصراع بين الببر والبشر في المنطقة، لكن دراستين في محمية شرق سونداربانس للحياة البرية وثقتا أنماط استخدام الموائل للببور، ووفرة فرائس الببر، ودراسة أخرى فتشت في كمية طفيليات الببر. حُدِّدَتْ بعض المخاطر الرئيسية للببور. الببور التي تعيش في سونداربانس مهددة بتدمير الموائل، ونضوب الفرائس، والمنافسة الشديدة العدوانية والمتفشية داخل النوع، والصراع بين الببر والبشر، والخسارة المباشرة للببور.
بحلول سنة 2017، قُدرت هذه الجمهرة بنحو 84-158 فرداً.
بسبب ارتفاع مستوى سطح البحر نتيجة تغير المناخ، فمن المتوقع أنه في العقود التالية، سيُفقد الموئل المناسب لهذه الجمهرة بشدة، بنسبة حوالي 50% بحلول سنة 2050 ونسبة 100% بحلول سنة 2070.

### النيبال

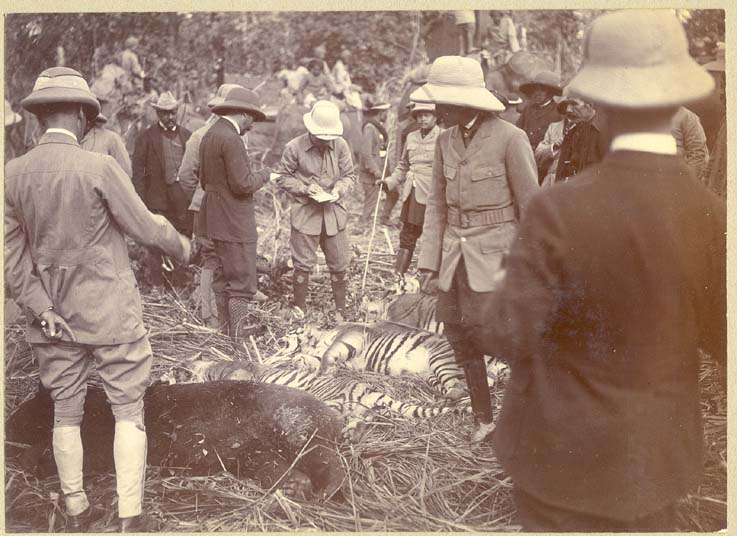
ببور قتلها الملك جورج الخامس في النيبال في عام 1911

تنقسم جمهرة الببور في تيراي في النيبال إلى ثلاث جمهرات فرعية معزولة وهي مفصولة بالحقول والموائل المستوطنة بكثافة. تعيش أكبر جمهرة في منتزه شيتوان الملكي الوطني وفي متنزه بارسا الوطني [الإنجليزية] المجاور الذي تبلغ مساحته 2543 كيلومتراً مربعاً (982 ميل مربع) من غابات الأراضي المنخفضة الرئيسية. وإلى الغرب، جمهرة شيتوان معزولة عن جمهرة وحيدة في متنزه بارديا الوطني [الإنجليزية] والموائل المجاورة غير المحمية في أقصى الغرب، تمتد إلى مسافة 15 كيلومتر (9.3 ميل) من محمية سوكلافانتا للحياة البرية، الذي يأوي أصغر الجمهرات.
من شباط إلى حزيران عام 2013، تم إجراء مسح للكاميرات الفخية في منطقة تيراي آرك [الإنجليزية]، عبر مساحة 4841 كيلومتر مربع (1869 ميل مربع) في 14 مديرية. قُدرت جمهرة الببور في البلاد بما يتراوح بين 163 و235 من البالغين الذين يتكاثرون ويتألفون من 102-152 ببراً في مناطق شيتوان- بارسا المحمية، و48-62 في متنزهات بارديا وبانك الوطنية و13- 21 في متنزه سوكلافانتا الوطني.
بين تشرين الثاني عام 2017 ونيسان عام 2018، أُجريَ المسح الثالث في كل أنحاء البلاد للببور والفرائس في منطقة تيراي آرك؛ قُدِرَت جمهرة البلاد بحوالي 220– 274 ببراً.

### بوتان

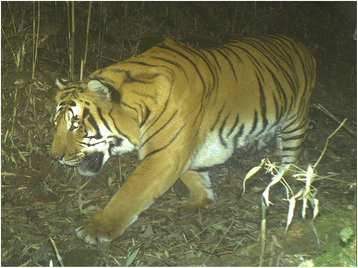
ببر في بوتان

في بوتان، وُثِقَت الببور في 17 من أصل 18 منطقة إدارية. يقطنون سفوح جبال الهيمالايا شبه الإستوائية على إرتفاع من 200 متر (660 قدم) في الجنوب إلى أكثر من 3000 متر (9,800 قدم) في الغابات المعتدلة في الشمال. يبدو أن معقلهم هو الحزام المركزي للبلاد بين نهر مو تشو في الغرب ونهر كولونغ تشو في الشرق والذي يتراوح إرتفاعه من 2000 إلى 3,500 متر (6,600 إلى 11,500 قدم). في سنة 2015، قدرت جمهرة ببور بوتان بنحو 103 أفراد.
تُشكل متنزهات رويال ماناس وجيغمي سينغي وانغشوك الوطنية أكبر منطقة حفظ للببر متجاورة في بوتان تمثل أنواع الموائل شبه الإستوائية إلى الشاهقة.
في عام 2010 سجلت الكاميرات الفخية زوج ببر على إرتفاع من 3000 إلى 4100 متر (9,800 إلى 13,500 قدم). إعتباراً من عام 2015، قُدِرَت جمهرة الببور في بوتان ب89 إلى 124 فرداُ في منطقة مسح مساحتها 28225 كيلومتر مربع (10,898 ميل مربع).
في عام 2008، تم تسجيل ببر على إرتفاع 4,200 متر (13,800 قدم) في متنزه جيغمي دورجي الوطني، وهو أعلى رقم إرتفاع قياسي لببر معروف حتى الآن. في عام 2017، سُجِلَت الببور في ذلك الوقت في محمية بومديلينغ للحياة البرية. ربما استخدمَ محمية الحياة البرية للوصول إلى شمال شرقي بوتان.
قُدِّر جمهرة ببور بوتان بنحو 90 فرداً تتألف من 60 أنثى و30 ذكراً وقُدرت الكثافة السكانية بما بين 0.19–0.31 ببر لكل 100 كيلومتر مربع (39 ميل مربع) في مارس 2015.

### التبت
حُقِّقَ في وجود الببر البنغالي في جنوب شرقي التبت سنة 1995 عندما كان فقدان الماشية مرتفعاً في محافظة مودوغ بسبب وجود حيوان مفترس كبير. عُثر على آثار أقدام الببور في المراعي حول عدة القرى.
أُطلق النار على أحد الببور سنة 1996، وأُبلغ عن 4-5 ببور من قبل المسؤولين في المنطقة في سنة 1999.
كان يُعتقد أن حوالي 8-12 ببراً بقيت في هذه المنطقة بعد عقد من الزمان.
كشف دراسات الكاميرات الفخية والمقابلات في السنوات من 2013 إلى 2018 في تسع مواقع محتملة في محافظة مودوغ أن 1–3 أفراد غير متوطنة قد دخلت المنطقة جنوب نهر يارلونغ تسانغبو، ولكن فقط خلال موسم الجفاف من أكتوبر إلى مارس.
في أوائل سنة 2019، صُور ببر بنغالي مرتين على ارتفاع 2000 متر (6600 قدم) في غابة عريضة الأوراق في محمية أخدود يارلونغ تسانغبو العظيم الوطنية الطبيعية.

### ميانمار
In Myanmar, the tiger is distributed across the country and among every province. The country is home to two tiger populations, Bengal and Indochinese tigers. In 1996, the composition of the two populations was 60% Bengal tigers and 40% Indochinese tigers. The natural topological barrier between these two populations is assumed to be the نهر إيراوادي، but there is no scientific evidence for that hypothesis. DNA studies are needed to confirm it.

## البيئة والسلوك
الوحدة الاجتماعية الأساسية للببر إبتدائية فهي عبارة فقط عن أنثى واحدة مع ذريتها. تتجمع الحيوانات البالغة مؤقتاً فقط عندما تسمح الظروف الخاصة، مثل: الإمدادات الوفيرة من الغذاء. وبخلاف ذلك، فإنهم يعيشون حياة إنفرادية، حيث يصطادون حيوانات الغابة والأراضي العشبية بشكل فردي، ويفترسونها. يحتفظ البالغون المقيمون من كلا الجنسين بنطاقاتهم الرئيسية، ويحصرون تحركاتهم على الموائل المحددة التي يلبون فيها إحتياجاتهم وإحتياجات أشبالهم، والتي تشمل الفريسة والمياه والمأوى. في هذه المواقع، يحافظون أيضاً على إتصالهم مع الببور الأخرى، خاصةً تلك المتعلقة بالجنس الآخر. أولئك الذين يشتركون في نفس الأرض يدركون جيداً تحركات وأنشطة بعضهم البعض. في منتزه شيتوان الملكي الوطني، بدأت الببور القريبة من البلوغ التي يتم تعقبها عبر الراديو في الانتشار من مناطق مولدها مبكراً في عمر 19 شهراً. بقيت أربعة إناث أقرب إلى نطاق أمهاتهن الرئيسة من 10 ذكور. انتشرن مؤخراً بين 9.5 و65.7 كيلومتر (5.9 و40.8 ميل). لم تعبر أي منهن المناطق المزروعة المفتوحة التي كان عرضها أكثر من 10 كيلومترات (6.2 ميل)، لكنهن إنتقلن عبر الموائل الغرينية والغابات الرئيسية.

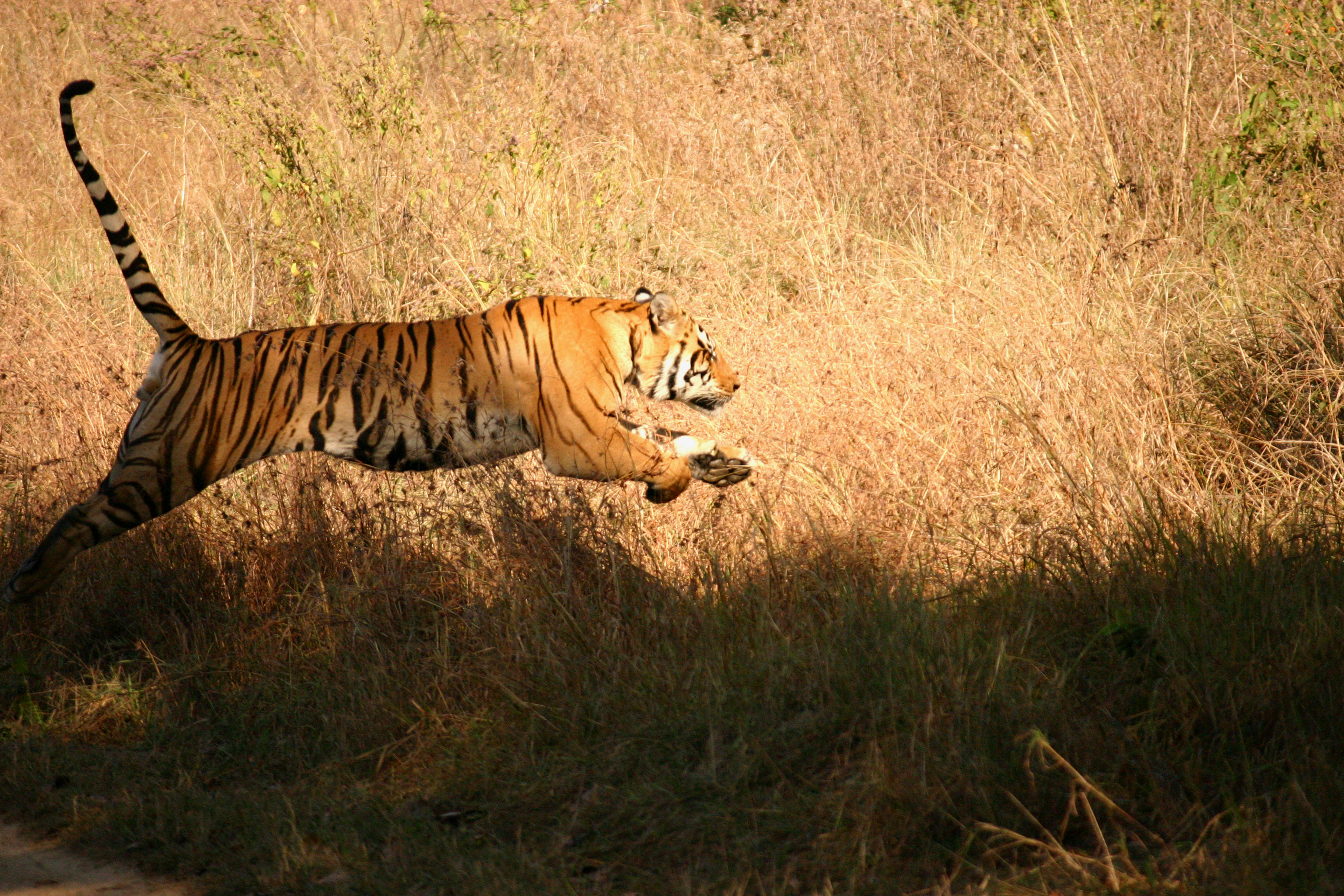
ببر يقفز

في محمية بانا للببور، إنتقل ببر ذكر قريب من البلوغ ومتعقب عن طريق الراديو من 1.7 إلى 10.5 كيلومتر (1.1 إلى 6.5 ميل) بين المواقع في الأيام المتعاقبة في فصل الشتاء، ومن 1 إلى 13.9 كيلومتر (0.62 إلى 8.64 ميل) في الصيف. كان نطاقه المحلي حوالي 200 كيلومتر مربع (77 ميل مربع) في الصيف و110 كيلومتر مربع (42 ميل مربع) في فصل الشتاء. تضمن نطاقه المحلي نطاقات محلية أصغر بكثير لأنثيين، ببرة مع الأشبال وببرة قريبة من البلوغ. واللاتي شغلن نطاقات محلية من 16 إلى 31 كيلومتر مربع (6.2 إلى 12.0 ميل مربع).
تميل النطاقات المحلية التي يشغلها مقيمون من الذكور البالغة إلى أن تكون ذات خصوصية مشتركة، على الرغم من إن أحد هؤلاء المقيمين قد يتسامح مع ذكر عابر أو قريب من البلوغ على الأقل لفترة من الزمن. يحتفظ الببر الذكر بأرض واسعة من أجل تضمين نطاقات محلية للعديد من الإناث ضمن حدوده، حتى يتمكن من الحفاظ على حقوق التزاوج معهن. ويكون التباعد بين الإناث أقل اكتمالاً. عادة ما يكون هناك تداخل جزئي مع الإناث المقيمات المتجاورة. فهي تميل إلى أن تكون لها مناطق أساسية، والتي هي حصرية أكثر، على الأقل لمعظم الوقت. النطاقات المحلية لكل من الذكور والإناث ليست مستقرة. يرتبط التنقل أو التبديل في النطاق المحلي من قبل أحد الحيوانات بتنقل الآخر. تتم التنقلات من الموائل الأقل ملائمة إلى الأفضل من الحيوانات المقيمة سابقاً. لا تصبح الحيوانات الجديدة مقيمة إلا عندما تقطن نطاقات شاغرة عند خروج المقيم السابق أو وفاته. هناك أماكن أكثر للإناث المقيمات بالمقارنة مع الذكور المقيمين.
خلال سبع سنوات من تتبع الكاميرات الفخية وبيانات رصدها في منتزه شيتوان الملكي الوطني، اُكتشف ستة إلى تسعة ببور قادرة على التكاثر، ومن اثنين إلى 16 ببراً غير قادرة على التكاثر، ومن ستة إلى 20 ببراً صغيراً تقل أعمارها عن سنة واحدة في منطقة دراسة من 100 كيلومتر مربع (39 ميل مربع). تركت إحدى الإناث المقيمات أرضها إلى إحدى ذرياتها الإناث وإستولت على منطقة مجاورة عن طريق إزاحة أنثى أخرى؛ وتمكنت أنثى مشردة من إعادة توطين نفسها في منطقة مجاورة أصبحت شاغرة بعد وفاة المقيم. من بين 11 إناث مقيمات، كانت 7 منهن لا زالت على قيد الحياة في نهاية مدة الدراسة، وإختفت إثنتان بعد أن فقدتا أراضيهما أمام المنافسات، وتوفيت إثنتان. تسببت الخسارة الأولية لاثنين من الذكور المقيمين والاستيلاء اللاحق على نطاقاتهم المحلية من قبل ذكور جدد في عدم الاستقرار الاجتماعي لمدة عامين. من بين أربعة من الذكور المقيمين، لا يزال واحد على قيد الحياة وأُزيح ثلاثة من قبل المنافسين. قُتل خمسة بطون من الأشبال عن طريق الوأد، وتوفي اثنان من البطون الصغار لإنهم كانوا أصغر من أن يتمكنوا من الدفاع عن أنفسهم عندما توفيت أمهاتهم. أُعتُبِرَ إن أحد الببور الأحداث قد لقى حتفه بعد أن تم تصويره بإصابات خطيرة من فخ نصب لأيل. وقد عاش الصغار الباقون لفترة طويلة بما فيه الكفاية للوصول إلى سن التشتت، وأصبح اثنان منهم مقيمين في منطقة الدراسة.

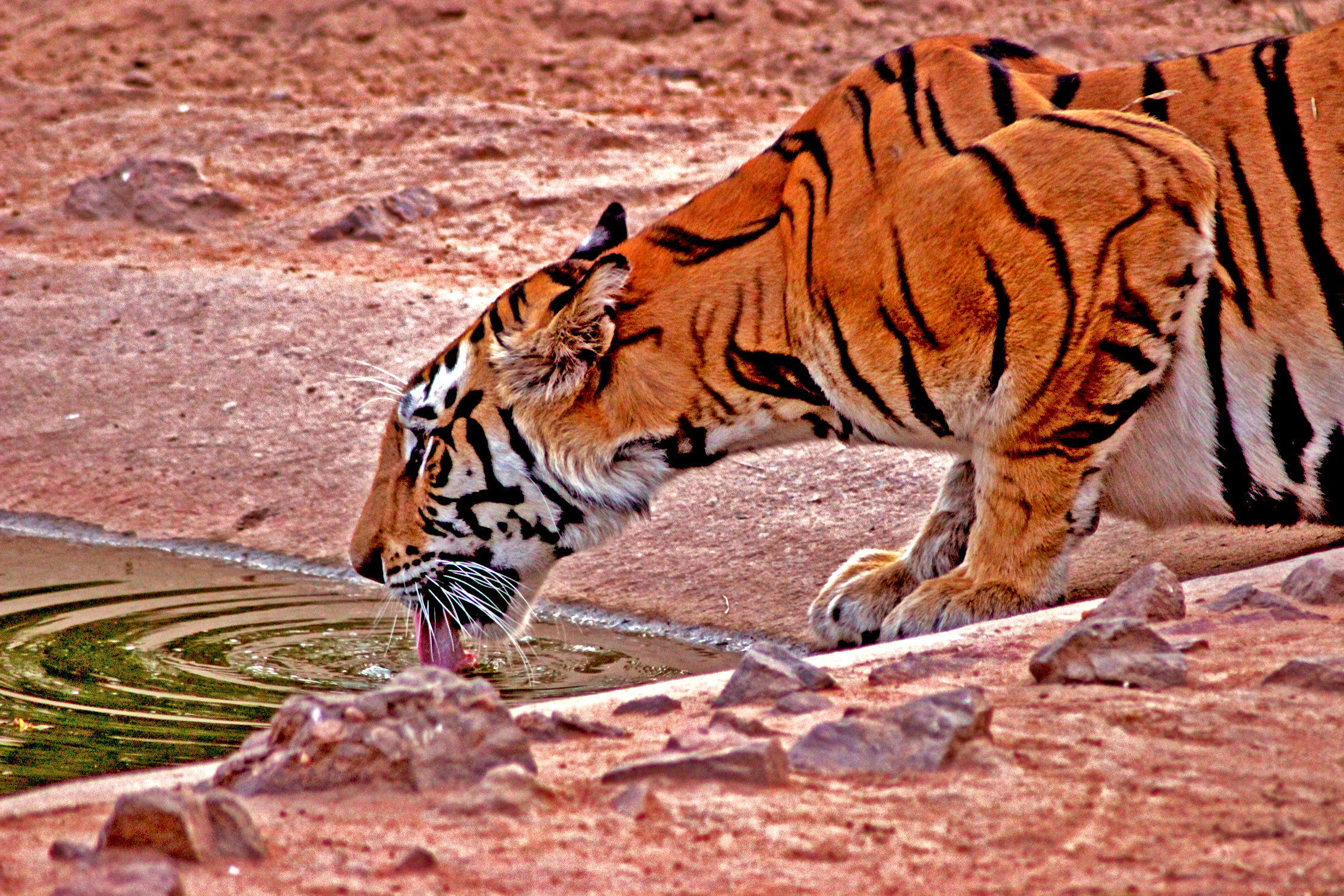
ببر يشرب الماء

### الصيد والحمية

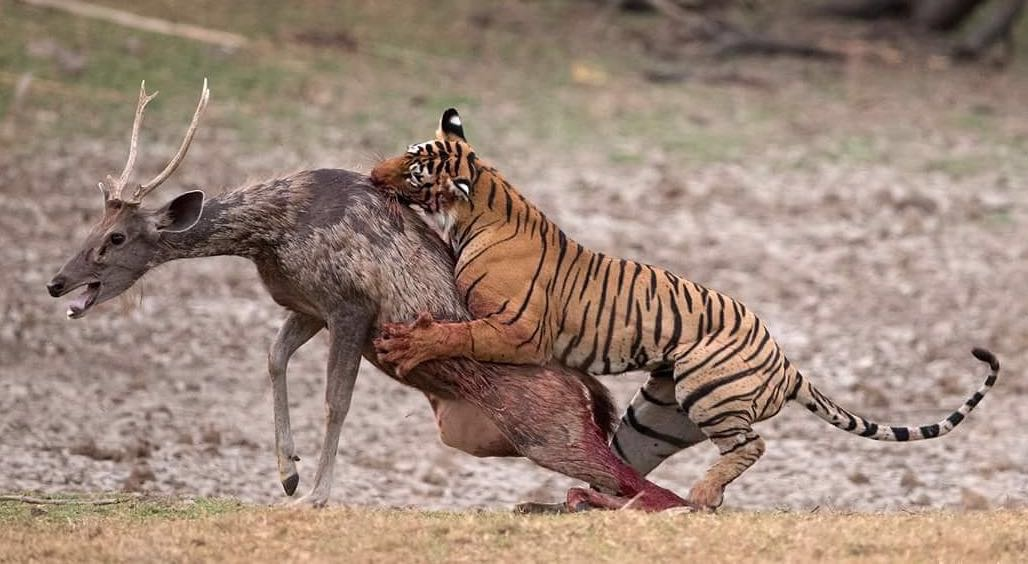
ببر يهاجم أيل الصمبر في محمية رانتامبور للببور

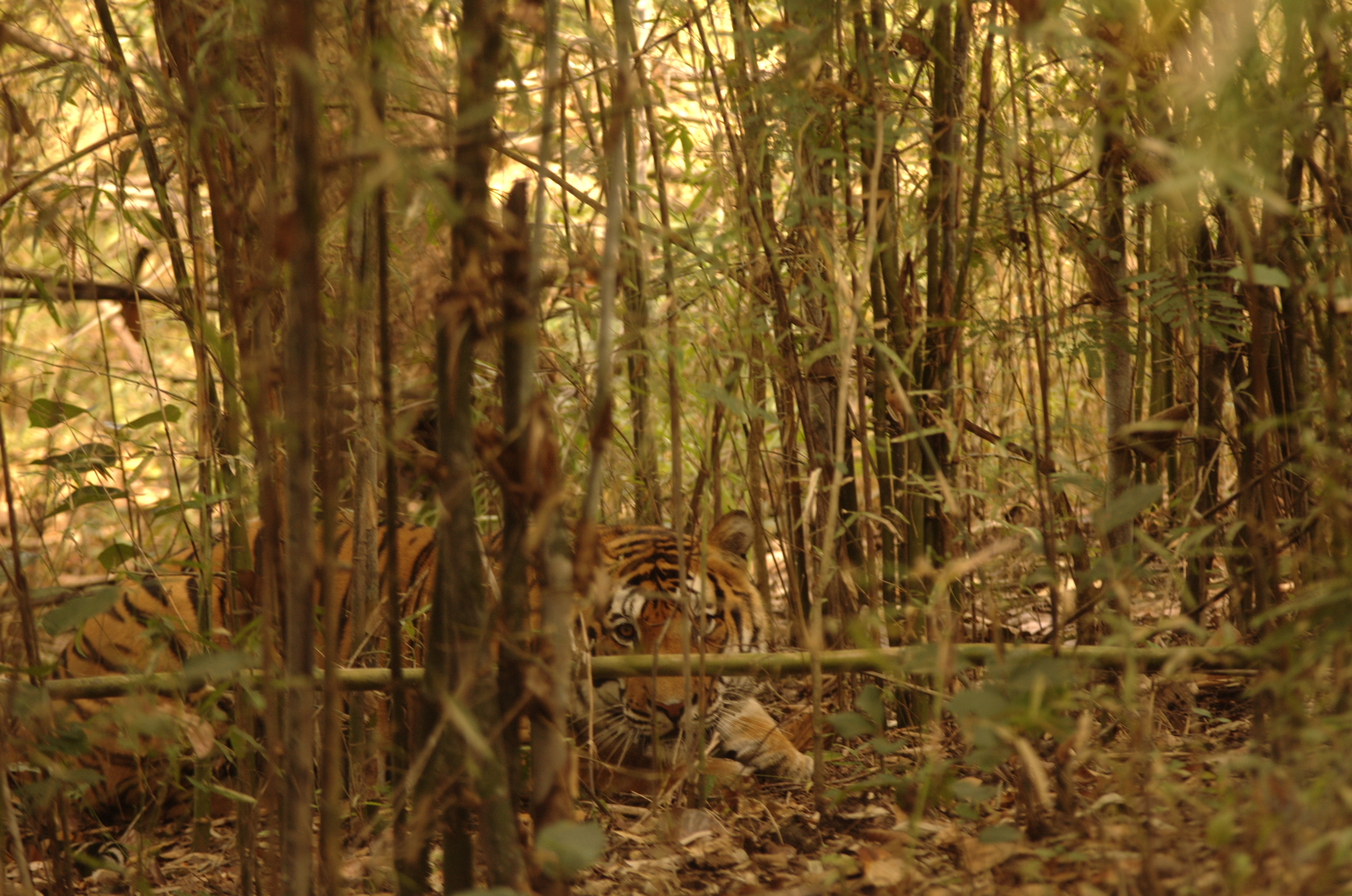
ببر يتموه في الغطاء النباتي لمتنزه كانها الوطني

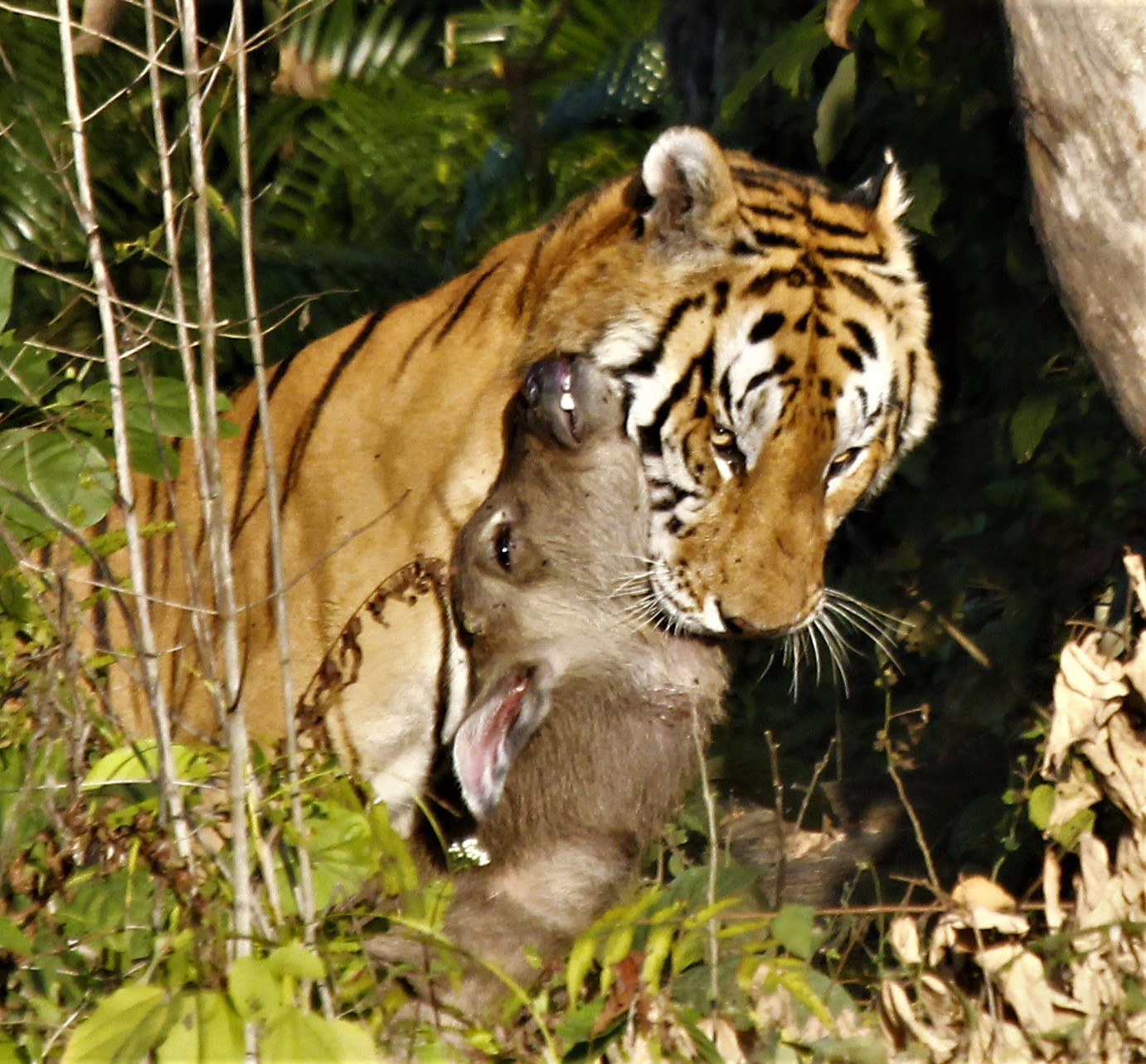
يلجأ الببر إلى أسلوب عض حنجرة الفريسة مما يؤدي لموتها خنقاً

الببور هي آكلة لحوم. إنها تفضل الحافريات الكبيرة مثل الأيل المرقط والصمبر والغور، وبدرجة أقل أيضاً أيل المستنقع وجاموس الماء والنلجاي والسيرو والطاكن. من بين أنواع الفرائس متوسطة الحجم، تقتل الخنازير البرية بشكل متكرر، وأحياناً تصطاد الأيل الخنزيري والمنتجق الهندي واللنغور الرمادي. تشكل أنواع الفرائس الصغيرة مثل حيوانات النيص والقواع والطاووس جزءاً صغيراً جداً في نظامها الغذائي. بسبب تعدي البشر على موطن الببر، فإنه يفترس أيضاً الماشية المنزلية.

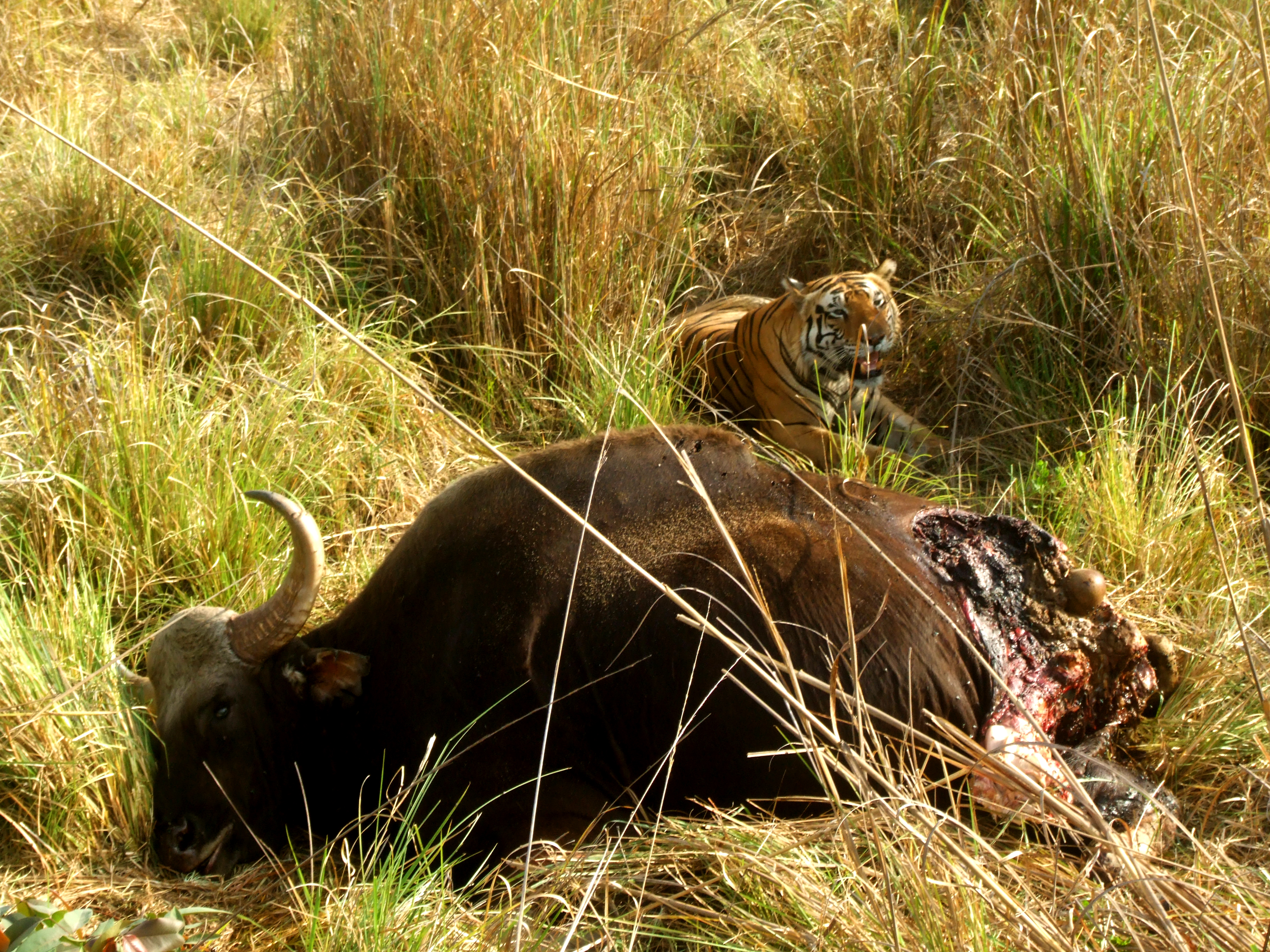
ببر من وسط الهند يقتات على غور

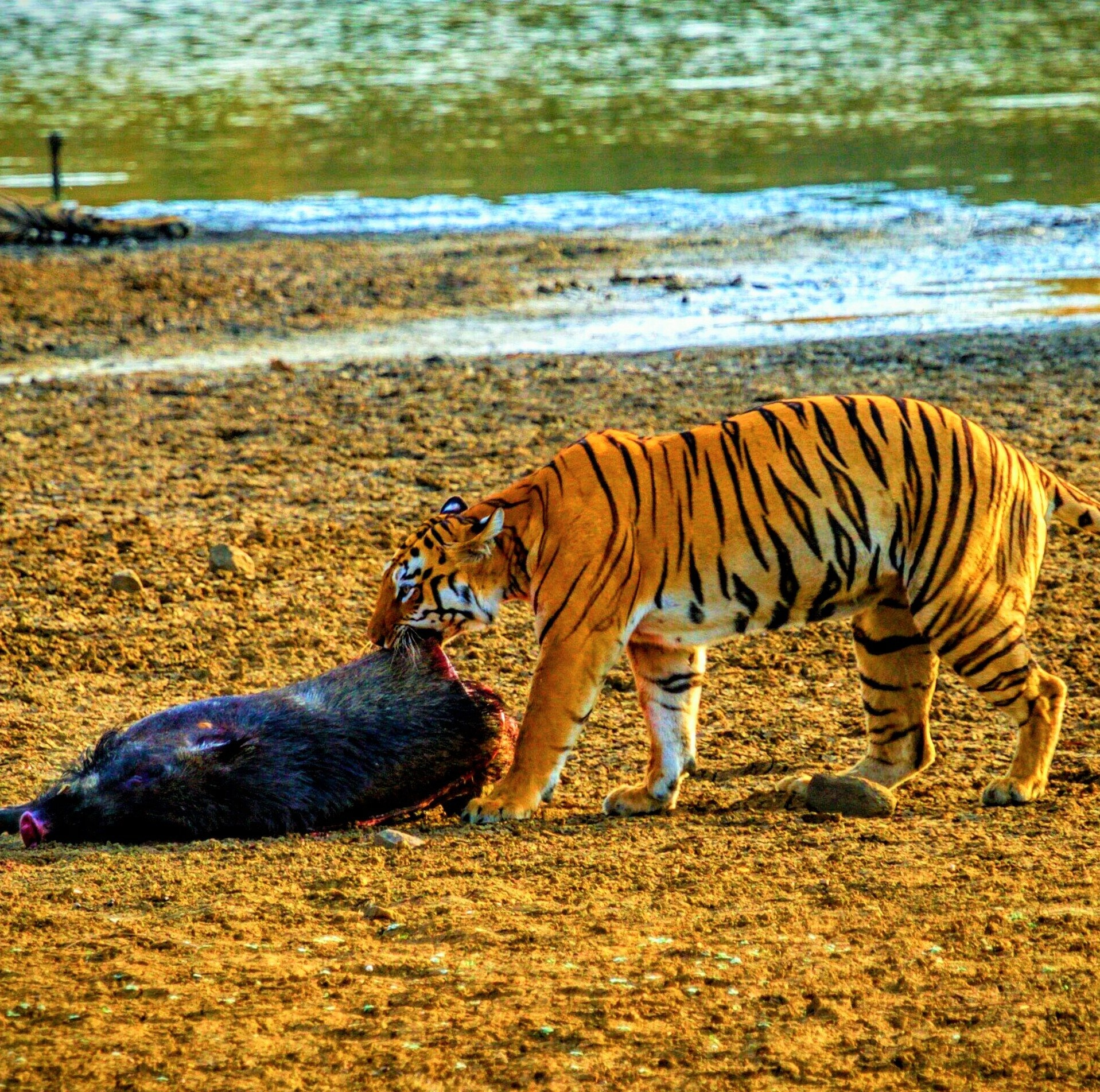
ببر يجر جثة خنزير

تقوم الببور البنغالية بين الفينة والفينة بمطاردة وقَتل الحيوانات المفترسة مثل النمر الهندي والذئب الهندي وابن آوى الهندي والثعلب وتمساح المَجار والدب الأسود الآسيوي والدب الكسلان وكلب الدول. ولا تُهَاجِم عموماً الفيلة الهندية ووحيدات القرن الهندية البالغة، ولكن سُجِّلَتْ مثل هذه الأحداث النادرة الغير عادية. في حديقة كازيرانجا الوطنية، قَتَلَتْ الببور 20 وحيد قرن في عام 2007. في سنتي 2011 و2014، سُجِّلَتْ حالتين لببور بنغالية قَتَلَتْ أفيالاً بالغة؛ في متنزه جيم كوربت الوطنية على أنثى فيل تبلغ من العمر 20 سنة، والأخرى على فيل مريض يبلغ من العمر 28 سنة في حديقة كازيرانجا الوطنية؛ وأُكِلَ هذا الأخير من قبل عدة ببور فوراً. في سونداربانس، عُثِرَ على ملك الكوبرا (Ophiophagus hannah) والكوبرا الهندية (Naja naja) في معدة الببور.

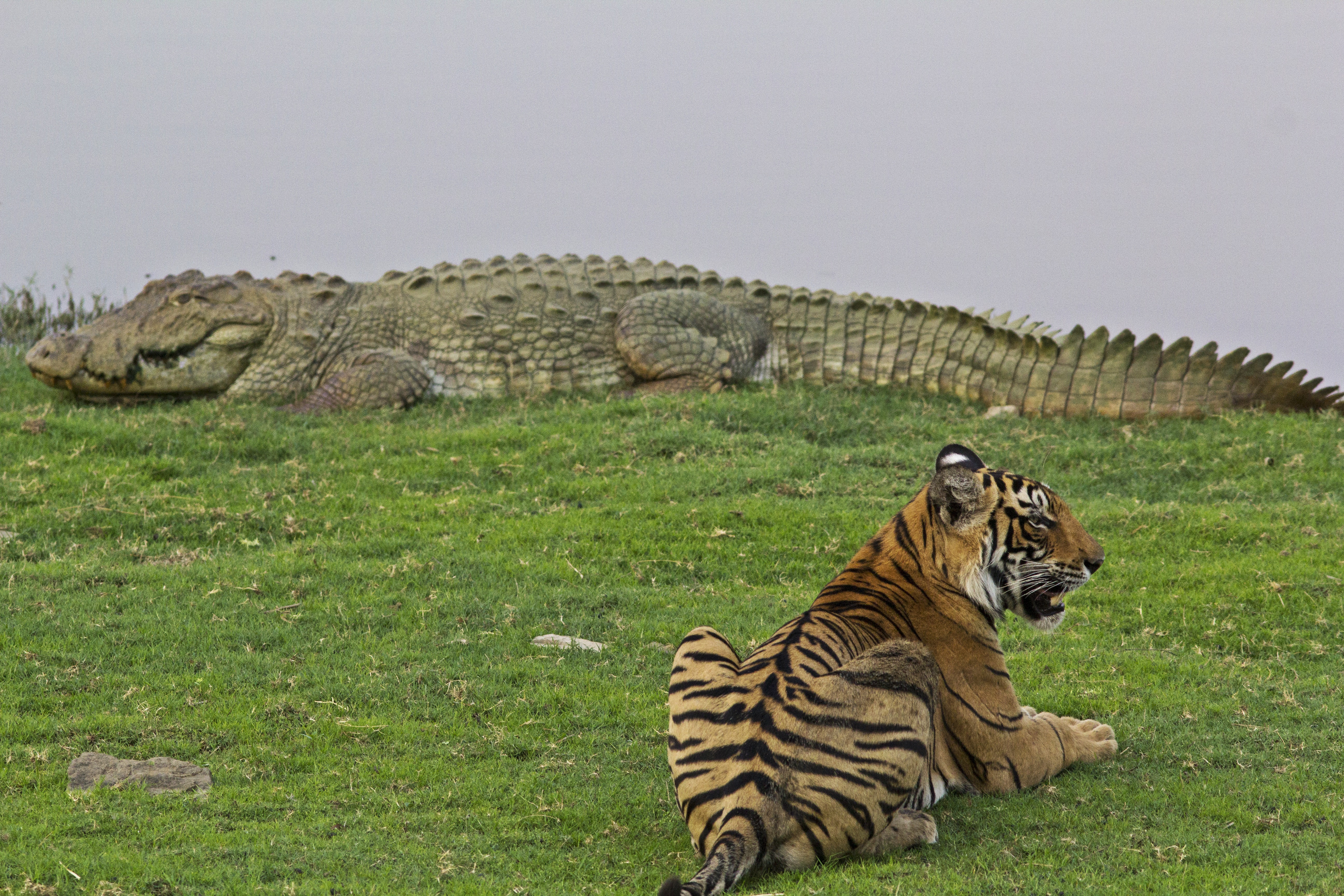
ببر بنغالي وتمساح المجار في رانتامبور

تشير نتائج تحليل البراز إلى إن الببور في حديقة ناغاراهول الوطنية فضّلت الفرائس التي تزن أكثر من 176 كيلوغراماً (388 رطلاً) وإنَّ متوسط وزن فرائس الببور يبلغ 91.5 كيلوغرام (202 رطل). وشملت أنواع الفرائس الأيل المرقط الصمبر والخنزير البري والغور. تم العثور على بقايا الغور في 44.8٪ من جميع عينات براز الببر، وبقايا الصمبر في 28.6٪، وبقايا الخنازير البرية في 14.3٪، وبقايا الأيل المرقط في 10.4٪ من جميع عينات البراز. في متنزه بانديبور الوطني، شكل الغور والصمبر معاً 73٪ أيضاً من حمية الببر.

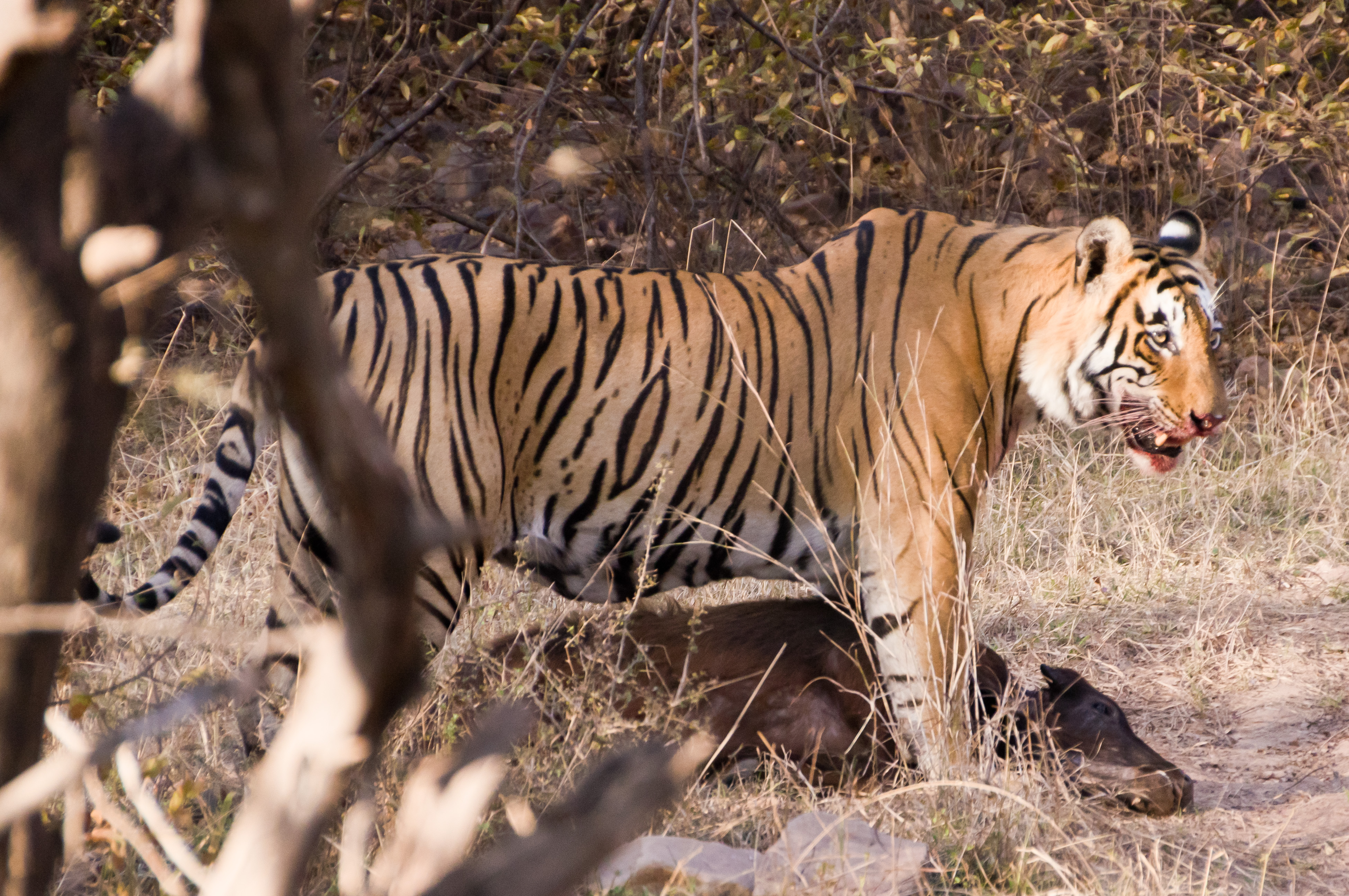
ببر بنغالي مع طريدته

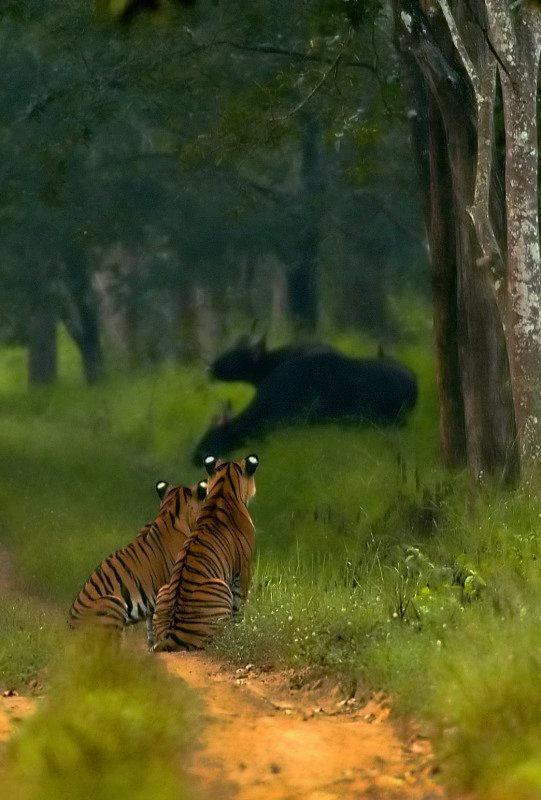
ببران يراقبان اثنين من ثيران الغور

في معظم الحالات، تقترب الببور من فرائسها من الجانب أو الخلف من مسافة قريبة قدر الإمكان ويقبضون على حنجرة الفريسة لقتلها. ثم يقومون بسحب جسد الذبيحة إلى ملجأ، أحياناً يزيد عن عدة مئات من الأمتار، لإلتهامها. تؤدي طبيعة طريقة صيد الببر وتوافر الفرائس إلى إسلوب تغذية «وليمة أو المجاعة»: وغالباً ما يلتهمون ما بين 18 و40 كيلوغرام (40-88 رطل) من اللحوم في وقت واحد.
إذا جرحت أو أصبحت طاعة في السن أو واهنة، أو الفرائس المألوفة أصبحت نادرة، فإن الببور تهاجم البشر وتصبح آكلة للإنسان.

### التناسل ودورة الحياة

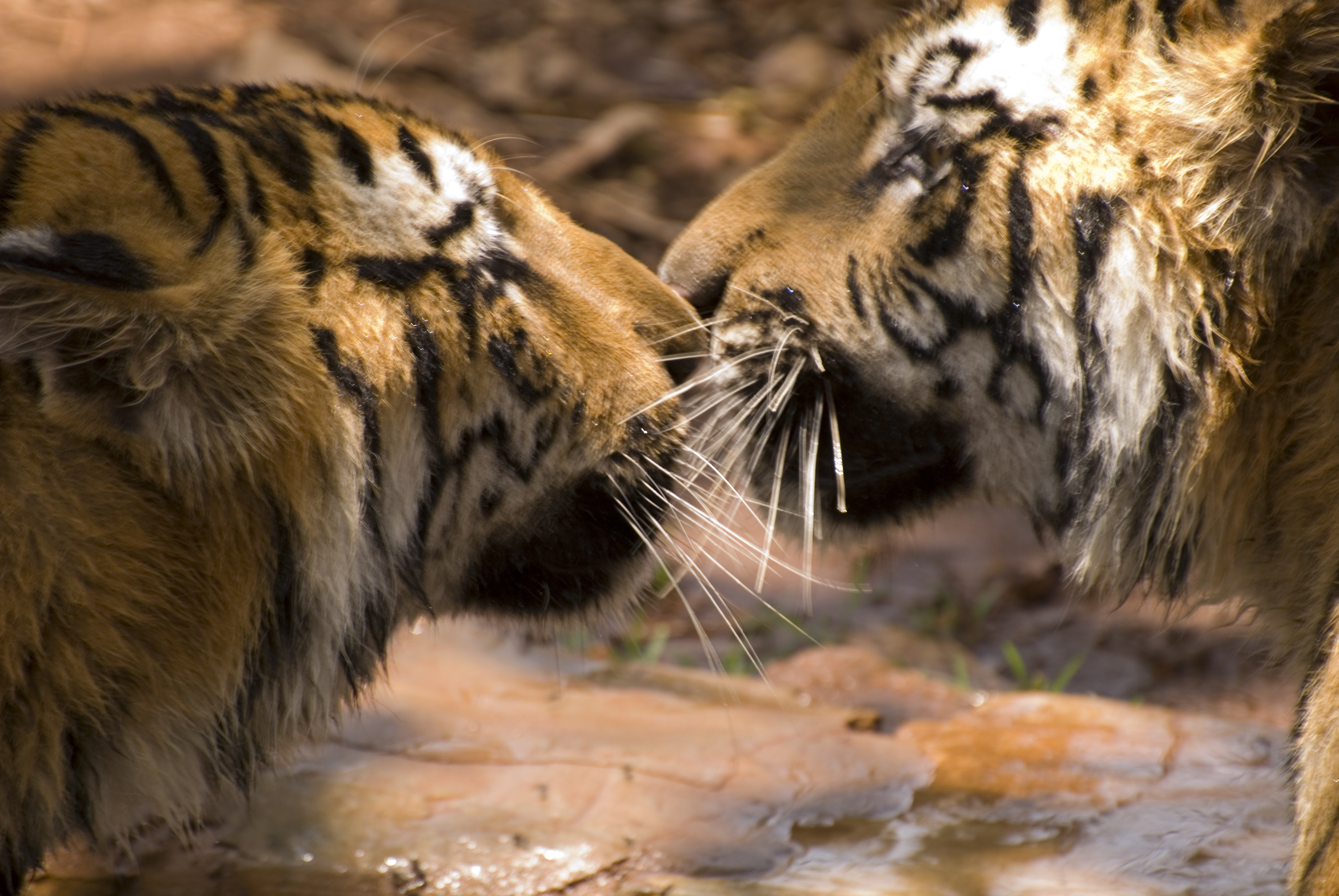
ذكر وأنثى يتواصلان مع بعضهما البعض في ولاية كارناتاكا

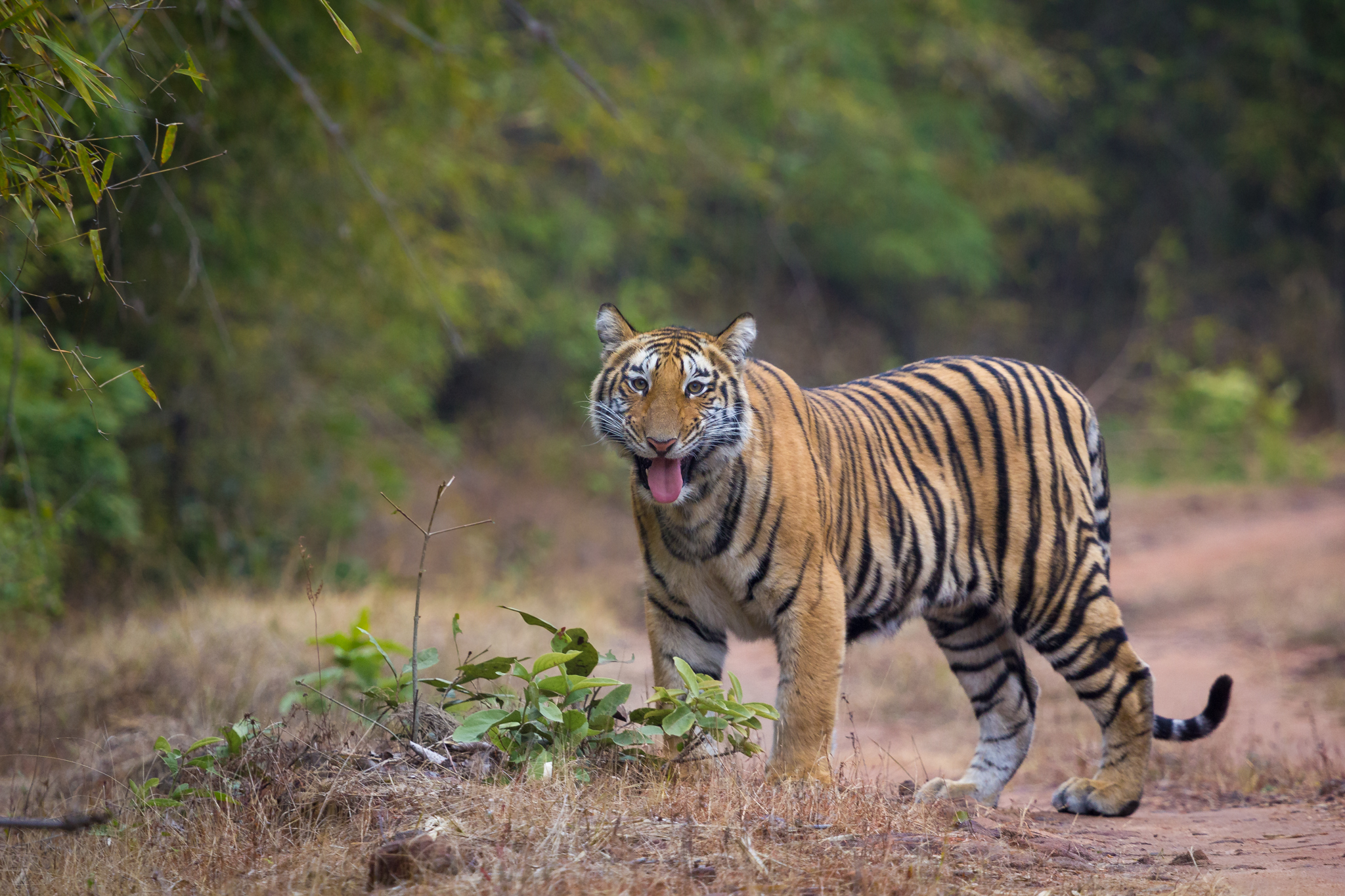
ببر شبه بالغ يظهر استجابة فليمن

الببر في الهند ليس لديه مواسم محددة للتزاوج والولادة. تُولد معظم الجراء في ديسمبر وأبريل. كما عُثر على الجراء في مارس ومايو وأكتوبر ونوفمبر. في الستينيات، أشارت جوانب معينة لسلوك الببر في متنزه كانا الوطني إلى إن قمة النشاط الجنسي كانت في الفترة من نوفمبر إلى فبراير تقريباً، مع إحتمال حدوث بعض التزاوج على مدار العام.

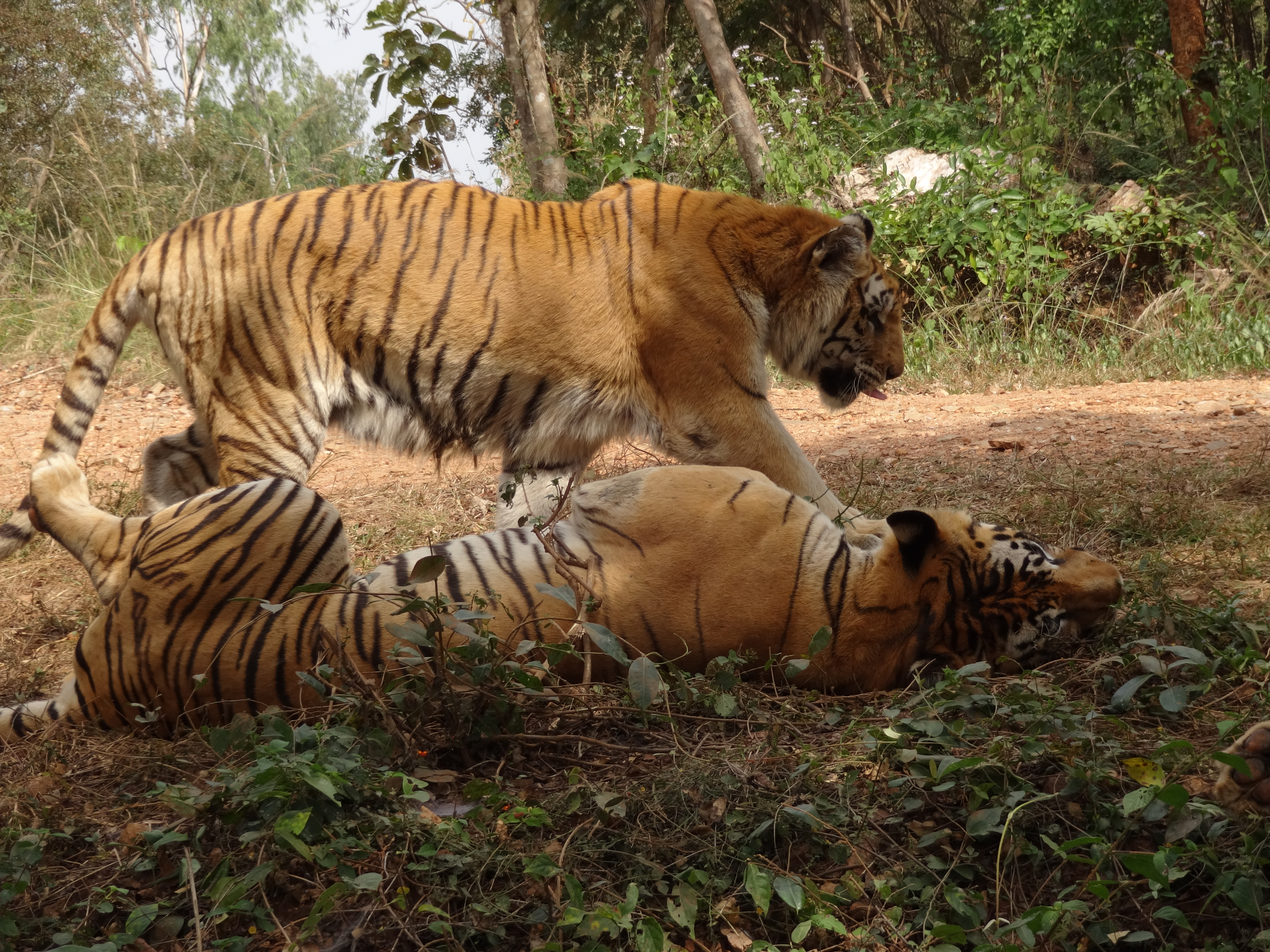
بعد انتهاء التزاوج مباشرة تستلقي الأنثى على ظهرها

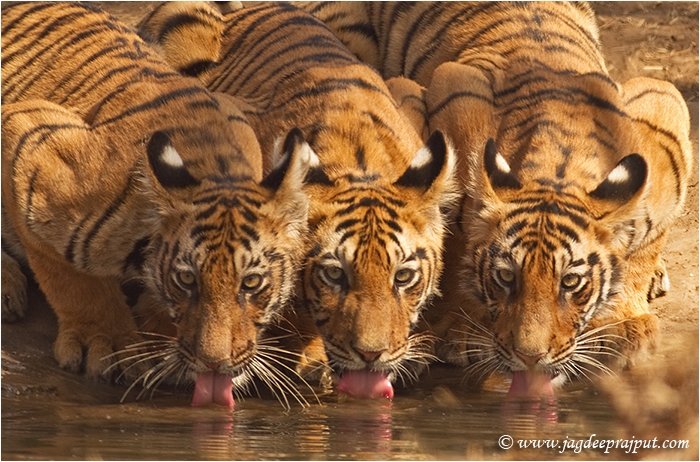
جراء ببور بنغالية ملكية

يبلغ الذكور مرحلة النضج عند عمر 4-5 سنوات، والإناث عند 3-4 سنوات. تحدث نزوة الببرة البنغالية على فترات من 3 إلى 9 أسابيع، وتكون متقبلة لمدة 3-6 أيام. بعد فترة الحمل التي تبلغ 104-106 أيام، تولد 1-4 أشبال في ملجأ يقع في العشب الطويل أو الأدغال الكثة أو في الكهوف. تزن الأشبال حديثة الولادة ما بين 780 إلى 1600 غرام (من 1.72 إلى 3.53 رطل) ولديها فراء صوفي سميك يتم إلقاؤه بعد 3-5 أشهر. عيونها وآذانها مغلقة. تبدأ الأسنان اللبنية بالبروز بعد حوالي 2-3 أسابيع من الولادة، ويحل محلها رويداً رويداً الأسنان الدائمة من عمر 8.5 إلى 9.5 أسبوع فصاعداً. وترضع لمدة 3-6 أشهر، وتبدأ في تناول كميات صغيرة من الطعام المجسم في عمر شهرين تقريباً. في هذا الوقت، تتابع والدتها في حملات الصيد الخاصة بها وتبدأ المشاركة في الصيد في عمر 5-6 أشهر. في عمر 2-3 سنوات، تبدأ ببطء في الانفصال عن مجموعة الأسرة وتُصبح عابرة، وتبحث عن منطقة، حيث يمكنها إنشاء نطاق مسكن خاص بها. يتحرك الذكور الصغار بعيداً جداً عن نطاق مسكن أمها الأصلي مقارنة بالإناث الصغيرات. حالما تنفصل المجموعة الأسرية، تدخل الأم في نزوة ثانية.

## المخاطر
لا يوجد أي من مناطق الحفظ في نطاق الببر البنغالي كبير بدرجة تكفي لدعم جمهرة فعالة تبلغ 250 فرداً. تشكل فقدان الموائل وحوادث الصيد غير القانوني على نطاق واسع تهديدات خطيرة لبقاء النوع.
يمنح قانون حقوق الغابات الذي أقرته الحكومة الهندية في عام 2006 بعض المجتمعات الأكثر فقراً في الهند الحق في إمتلاك الغابات والعيش فيها، والتي من المحتمل أن تتسبب في صراعها مع الحياة البرية وموظفي إدارة الغابات الذين يفتقرون إلى الموارد، والغير مدربين تدريباً جيداً وغير مجهزين. في الماضي، أظهرت الأدلة إن البشر والببور لا يمكن أن يتعايشوا.

### الصيد غير القانوني

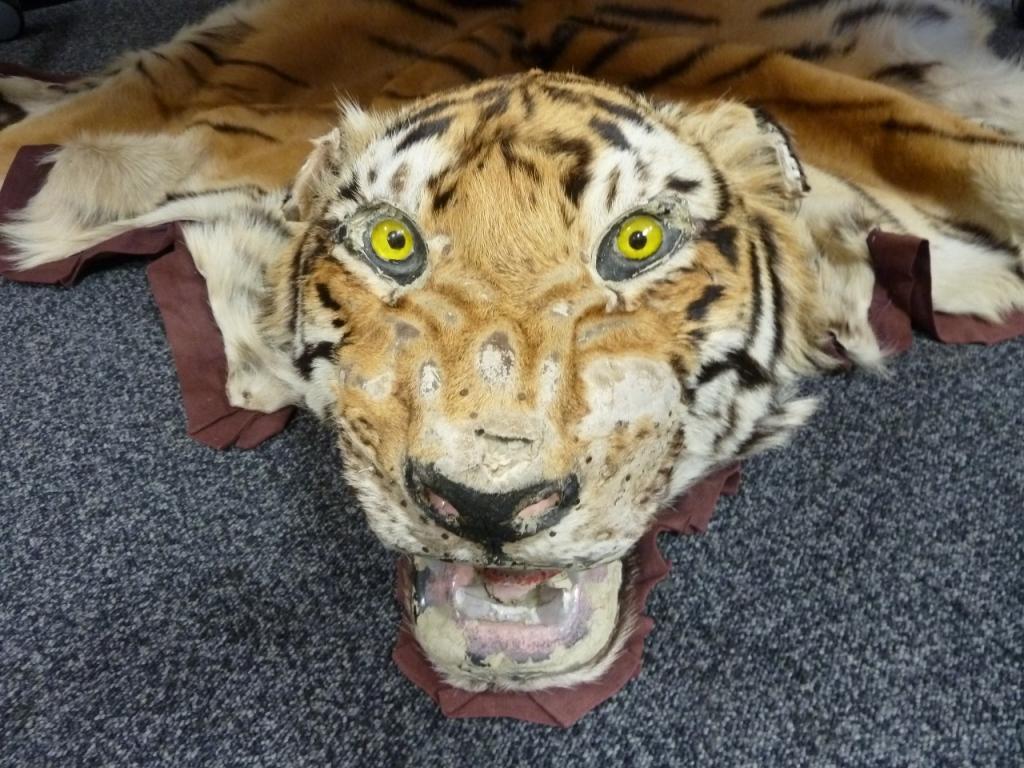
جلد الببر

إن أهم تهديد خطير مباشر لوجود جمهرات الببور البرية هو الاتجار غير المشروع في الجلود المسلوقة وأجزاء الجسم بين الهند والنيبال والصين. لقد فشلت حكومات هذه البلدان في تحقيق رد فعل مناسب للتطبيق، وظلت جريمة الحياة البرية تحتل أولوية منخفضة من حيث التعهد السياسي والتوظيف لسنوات. هناك عصابات منظمة تنظيماً جيداً من الصيادين المحترفين الذين ينتقلون من مكان إلى آخر ويقيمون المخيمات في المناطق الغير حصينة. يتم معالجة الجلد الخام في الحقل ويتم تسليمه إلى التجار الذين يرسلونها لمزيد من المعالجة إلى مراكز الدباغة الهندية. يقوم المشترون بإختيار الجلود من التجار أو المدابغ وتهريبها عبر شبكة ربط معقدة إلى الأسواق خارج الهند، وفي الصين بدرجة أولى. العوامل الأخرى التي تساهم في فقدانها هي التحضر والقتل للثأر. المزارعون يلقون باللوم على الببور في قتل الماشية ويطلقون النار عليها. ومع ذلك، قد تصبح جلودها وأجزاء جسمها جزءاً من التجارة غير القانونية. في بنغلاديش، تُقتل الببور على أيدي صيادين محترفين وصيادين محليين وصيادين ناصبي شراك والسراق والقرويين. كل مجموعة من الناس لديها دوافع مختلفة لقتل الببور، بدءاً من الربح والإثارة إلى المخاوف المتعلقة بالسلامة. يمكن لجميع المجموعات الإقتراب إلى تجارة الحياة البرية غير القانونية في أعضاء الجسم.
إن الطلب غير المشروع على العظام وأجزاء الجسم من الببور البرية لاستخدامها في الطب الصيني التقليدي هو السبب في ضغط الصيد غير القانوني الصارم على الببور في شبه القارة الهندية. لمدة لا تقل عن ألف عام، كانت عظام الببر عنصراً في الأدوية التقليدية التي توصف بإنها مُقوية للعضلات وعلاج للروماتزم وآلام الجسم.
بين عامي 1994 و2009، وثقت جمعية حماية الحياة البرية في الهند 893 حالة للببور التي قُتلت في الهند، وهي مجرد جزء بسيط من الصيد الجائر والاتجار في أجزاء الببر خلال تلك السنوات.
في عام 2004، قُتلت جميع الببور في محمية ساريسكا للببور الهندية على أيدي الصيادين. في عام 2007، داهمت الشرطة في الله آباد اجتماعاً للصيادين المشتبه بهم وناصبوا الفخاخ ورفقاء السواح. كان أحد الأشخاص المقبوض عليهم هو أكبر مشتر لأجزاء الببر الهندي التي باعها لمشترين صينيين، وذلك باستخدام نساء من قبيلة بدوية كرفيقات للسواح. في عام 2009، لم يبقَ أي من الببور الأربعة والعشرين المقيمة في محمية بانا للببور بسبب الصيد الجائر المفرط.
في تشرين الثاني عام 2011، تم العثور على ببرين ميتين في ولاية ماهاراشترا: تم حبس ببر ذكر وقتل في فخ. توفيت ببرة من الصعق بالكهرباء بعد مضغها لسلك كهربائي يوفر طاقة لمضخة مياه، تم الإشتباه في إن ببرة ميتة أخرى عثر عليها في منطقة محمية كانا للببور قد تم تسميمها. في سنة 2021، اِعْتَقَلَتْ الشرطة البنغلاديشية صياداً غير شرعياً يُشْتَبَهُ في قتله 70 ببراً بنغالياً خلال فترة 20 عاماً.

### الصراع بين الإنسان والببور

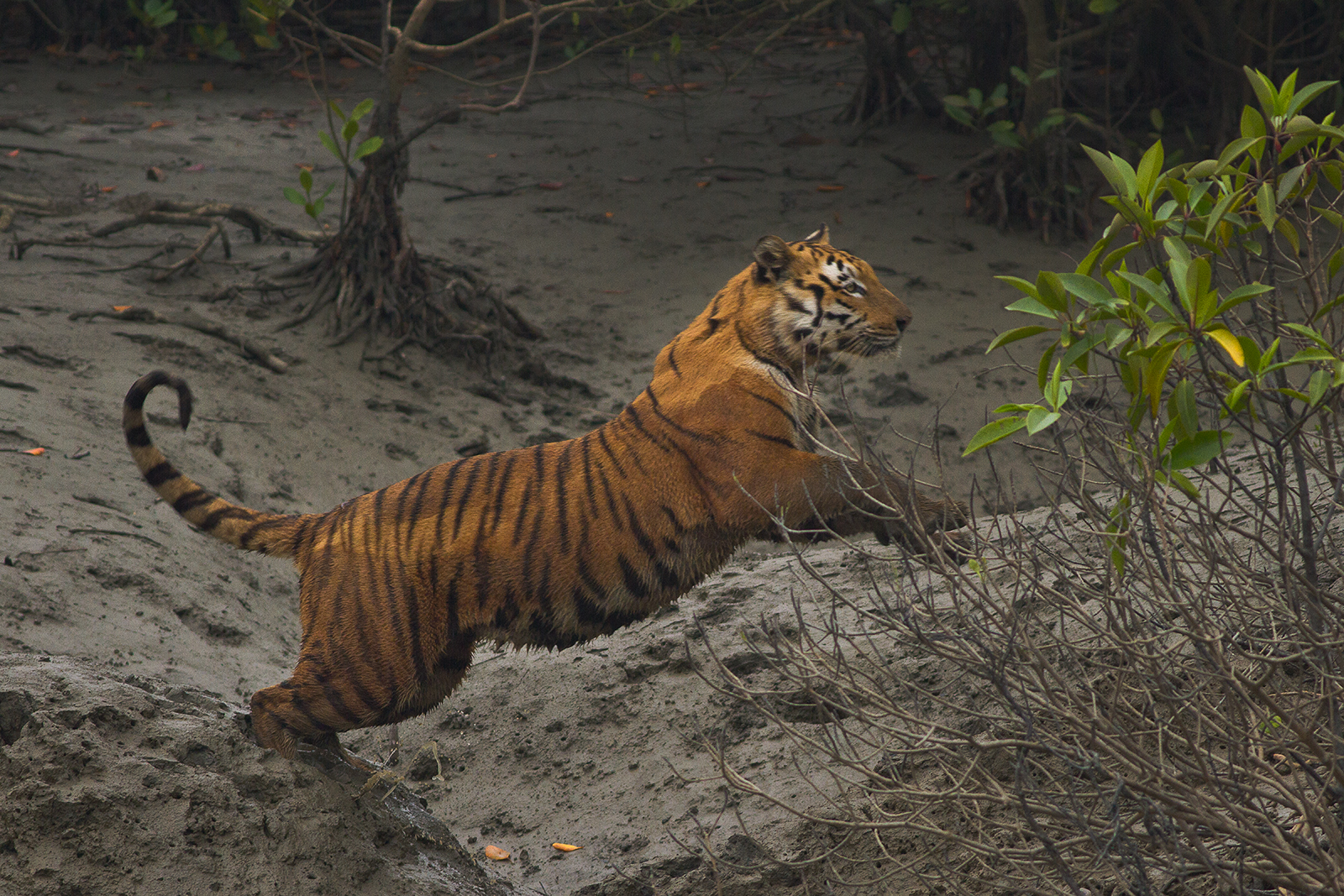
الببور في منطقة سونداربانس -الواقعة في الهند وبنغلاديش- هي أشهر وأكثر الببور في العالم التي يعرف عنها سلوك مهاجمة وأكل لحوم البشر

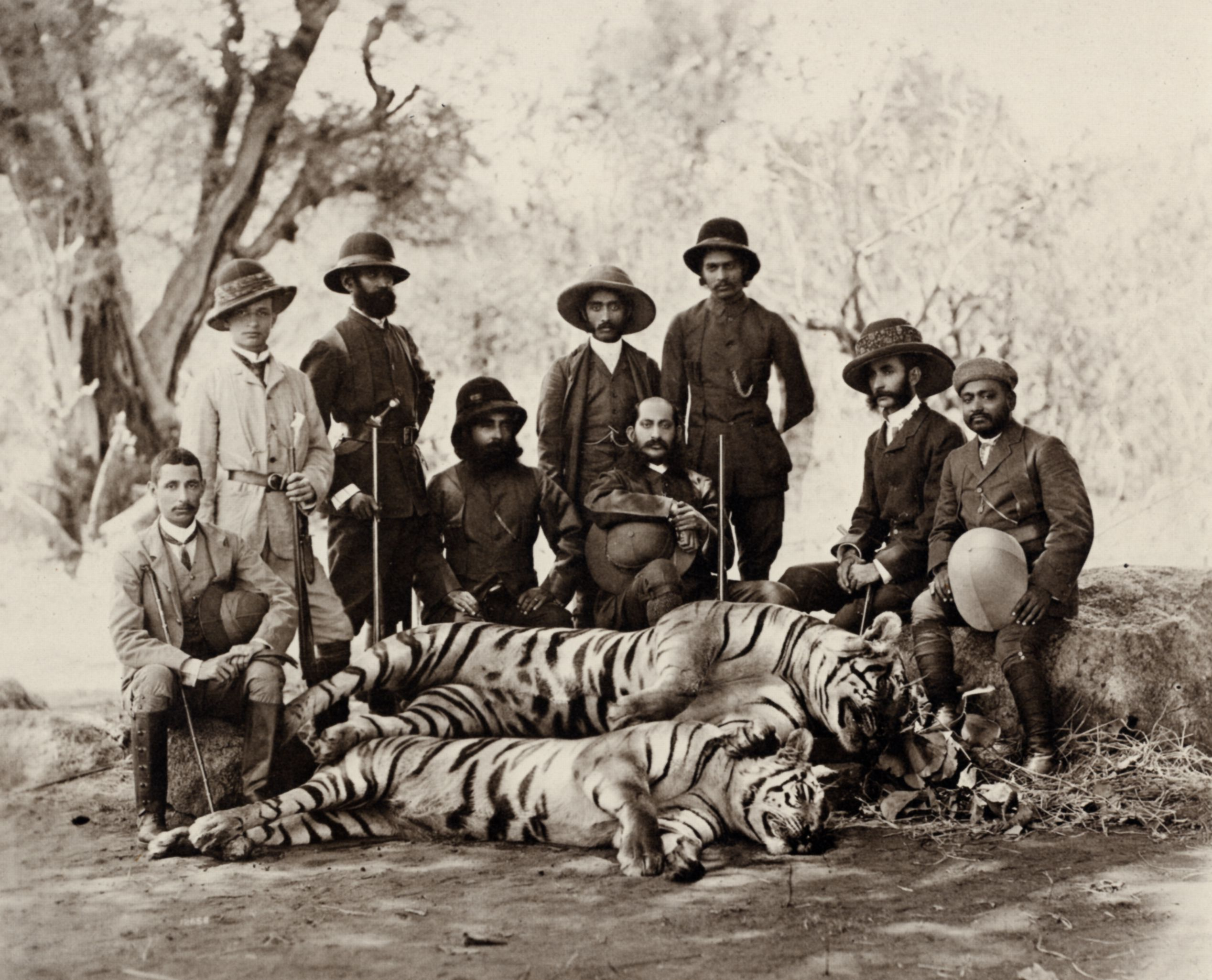
ببران أُطلق عليهما النار في الهند سنة 1892.

كانت شبه القارة الهندية مسرحاً للمواجهات العنيفة بين الببور والبشر. في بداية القرن التاسع عشر، كان عدد الببور كبيراً لدرجة أن من قتل الببور كُوفِئَ رسمياً في العديد من المناطق. أعالت منطقة تيراي أعداداً كبيرة من الببور التي حُشِرَتْ إلى موئل هامشي بعد الخمسينيات من القرن العشرين، عندما زاد تحويل الموائل الطبيعية لحقول الأرز. بدأت الببور المهاجمة بحصد أرواح البشر في المناطق المتاخمة للمزارع. يُعتقد أنها لاحقت المواشي الداجنة -التي قضت الشتاء في السهول- عندما عادت إلى التلال في الربيع، ثم تُركت بدون فريسة عندما تفرقت القطعان عائدة إلى قُراها الخاصة بها. كانت هذه الببور مُسِنّة وأحداث ومُعَاقة. وجميعها عانت من بعض العاهات الناتجة في الدرجة الأولى إما عن جروح ناجمة عن طلقات نارية أو أشواك النيص.
في سونداربانس، كان 10 من أصل 13 من أكلة البشر المسجلة في السبعينيات من القرن العشرين من الذكور، وتسببت في نسبة 86% من الضحايا. صُنِّفَتْ أكلة البشر هذه إلى أفراد مؤكدة أو متخصصة التي تذهب خصيصاً لصيد الفريسة البشرية؛ وأفراد انتهازية، التي لا تبحث عن البشر، ولكنها إذا لاقت إنساناً، تهاجمه وتقتله وتلتهمه. في المناطق التي عُثر فيها على أكلة البشر الانتهازية، كان قتل البشر مرتبطاً بتوافرهم، حيث زُعم أن معظم الضحايا كانوا في موسم جمع العسل. على ما يبدو أن الببور في سونداربانس هاجمت البشر الذين دخلوا مناطقها بحثاً عن الخشب أو العسل أو السمك، مما دفعها للدفاع عن مناطقها. قد يكون عدد هجمات الببور على البشر أعلى خارج المناطق الملائمة للببور، حيث يوجد العديد من الناس، ولكن مع القليل من الفرائس البرية للببور.
في النيبال، كانت حالات الببور آكلة البشر متقطعة فقط. في منتزه تشيتوان الملكي الوطني، لم تسجل أي حالات قبل عام 1980. في السنوات القليلة التالية، قُتل 13 شخصاً وأُكلوا في المتنزه وضواحيه. في معظم الحالات، بدا إن أكل الإنسان كان مرتبطاً بمنافسة داخلية محددة بين الببور الذكور.
كشفت دراسة استقصائية أجريت مع 499 شخصاً محلياً في تشيتوان أن الطبقة الدنيا من الهندوس والناس الذين تقل أعمارهم عن ثماني سنوات في التعليم الرسمي لديهم مواقف سلبية تجاه الببر؛ كان معظمهم يملكون مواشي وسمعوا عن ببور تهاجم الناس والماشية.
في كانون الأول عام 2012، أُطلِقَ النار على ببر من قبل إدارة الغابات في ولاية كيرالا في مزرعة للبن على حدود محمية واياناد للحياة البرية. أمر قائد الحياة البرية المراقب في ولاية كيرالا بالبحث عن هذا الحيوان بعد إندلاع الاحتجاجات الجماعية حيث كان الببر يحمل الماشية بعيداً. شكلت إدارة الغابات فرقة عمل خاصة للقبض على الحيوان بمساعدة قوة حماية الببر الخاصة المكونة من 10 أفراد وفيلان هنديان مدربان من محمية بانديبور للببور في كارناتاكا.

## جُهود الانحفاظ

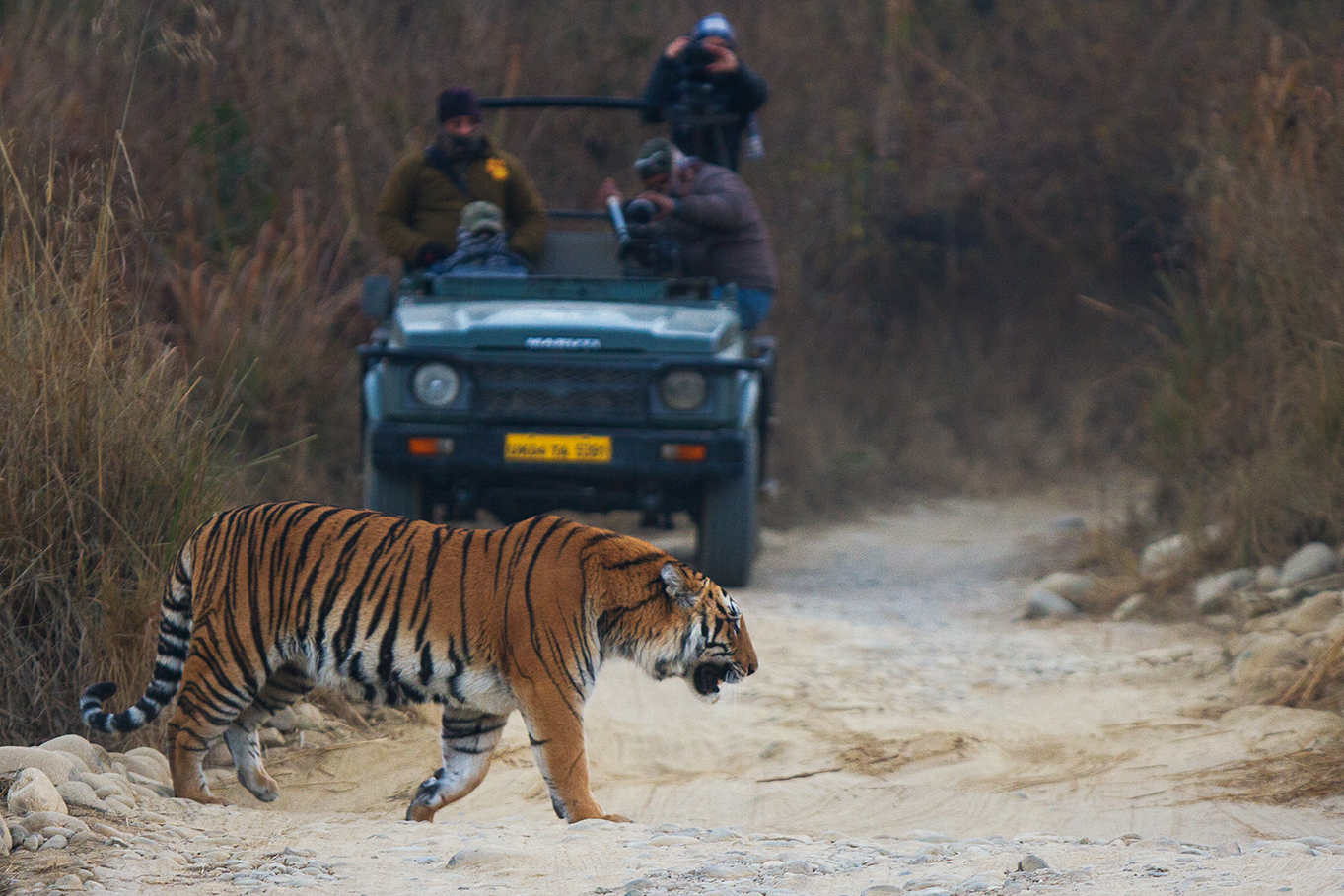
يشكل السواح -الذين يأتون من أجل إلتقاط الصور للببور- مصدر دخلاً للهند

توجد منطقة ذات أهمية خاصة في «منطقة تيراي آرك» في سفوح جبال الهيمالايا في شمالي الهند وجنوبي النيبال، حيث تتألف 11 منطقة محمية كملاذ للببور من سفوح الغابات الجافة والسافانا طويلة الأعشاب في منطقة تبلغ مساحتها 49000 كيلومتر مربع (19000 ميل مربع). وتتمثل الأهداف في تدبير أمر الببور باعتبارها مجموعة شبه مستقرة، يمكن أن يساعد إنتشارها بين الملاجئ الأساسية في الحفاظ على السلامة الجينية والديموغرافية والبيئية، وضمان تعميم حفظ الأنواع والموائل في برنامج التنمية الريفية. في النيبال، تم تطوير نموذج سياحي قائم على المجتمع مع التأكيد بقوة على تقاسم المنافع مع السكان المحليين وعلى تجديد الغابات المتدهورة. كان المنهاج ناجحاً جداً في الحد من الصيد الغير قانوني واستعادة الموائل وإنشاء جمهور محلي من الأنصار للحفظ.
تَشارَكَ الصندوق العالمي للطبيعة مع ليوناردو دي كابريو لتشكيل حملة عالمية بعنوان «أنقذوا الببور الآن» بهدف طموح هو بناء دعم سياسي ومالي ودعم الجمهور لمضاعفة جمهرة الببور البرية بحلول عام 2022. بدأت أنقذوا الببور الآن بحملتها في 12 منطقة مختلفة ذو أولوية لصندوق العالمي للطبيعة للببور منذ آيار 2010.

### في الهند

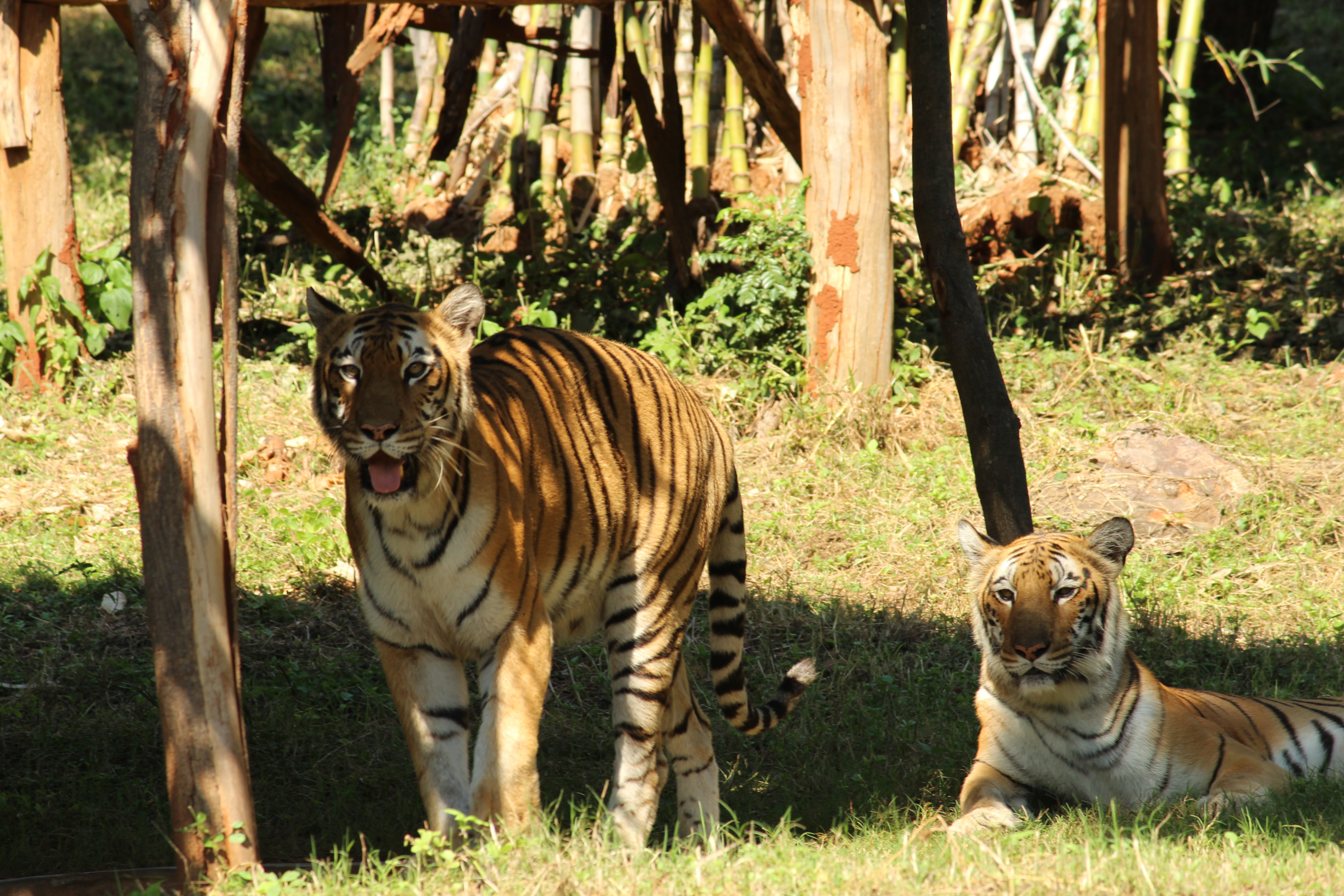
ببور في متنزه حديقة إنديرا غاندي للحيوانات في فيشاكبتنم في أندرا برديش

في سنة 1973، أُطلق مشروع الببر بهدف ضمان وجود جمهرة ببر قابلة للنمو في البلاد والحفاظ على المناطق ذات الأهمية البيئية كتراث طبيعي للناس. تصور فريق العمل الخاص بالمشروع إن محميات الببور هذه هي نواة تكاثرية، منها تنتشر الحيوانات الفائضة إلى الغابات المجاورة. يمثل إنتقاء المناطق للمحميات أقرب ما يمكن لتنوع النظم البيئية عبر توزيع الببور في البلاد. جُمعت الأموال والتعهدات لدعم البرنامج المكثف لحماية الموائل وإعادة تأهيلها في إطار المشروع. في أواخر الثمانينيات من القرن الماضي، كانت المحميات التسع الأولى التي تغطي مساحة تبلغ 9115 كيلومتراً مربعاً (3519 ميل مربع) قد زيدت إلى 15 محمية تغطي مساحة تبلغ 24700 كيلومتر مربع (9,500 ميل مربع). قُدر إن أكثر من 1100 ببر كانت تعيش في المحميات سنة 1984.

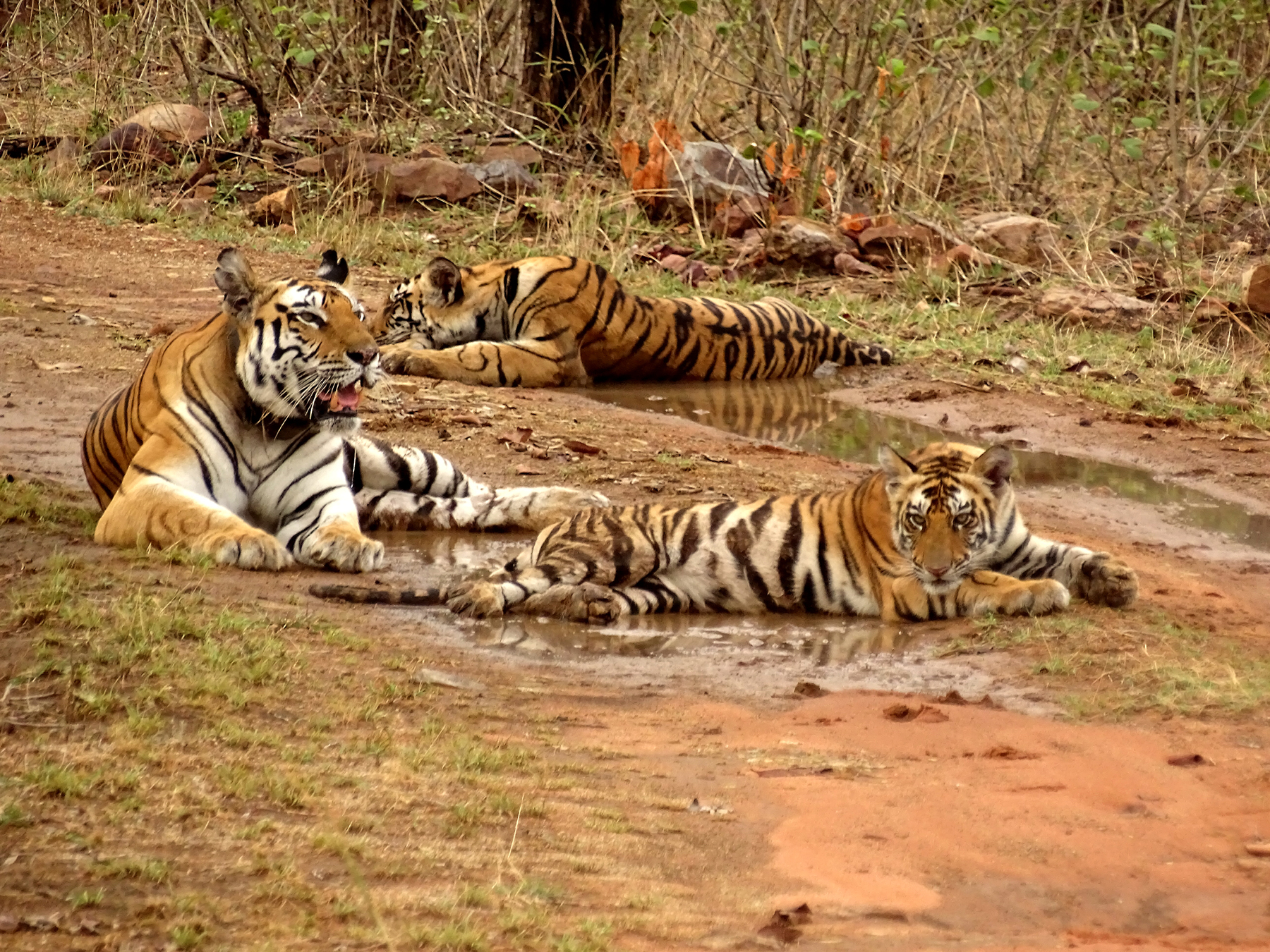
أشبال في متنزه بانا الوطني في الهند

من خلال هذه المبادرة، إنعكس تراجع الجمهرات في البداية، لكنه بدأ من جديد في السنوات الأخيرة؛ تناقصت جمهرة الببر الهندية من 3662 في التسعينات إلى ما يزيد قليلاً عن 1400 عن سنوات من 2002 إلى 2008.
يخول قانون حماية الحياة البرية الهندي سنة 1972 الوكالات الحكومية من إتخاذ تدابير صارمة وذلك لحفظ الببور البنغالية. أظهرت تقديرات معهد الحياة البرية في الهند إن أعداد الببر قد هبطت في ولاية ماديا براديش بنسبة 61%، وماهاراشترا بنسبة 57%، وراجستان بنسبة 40%. أول إحصاء حكومي للببور، أُجري في إطار مبادرة مشروع الببر الذي بدأ في سنة 1973، أحصى 1827 ببراً في البلاد في تلك السنة. باستخدام هذه المنهجية، لاحظت الحكومة زيادة مطردة في الجُمهرة، حيث بلغت 3700 ببر في سنة 2002. ومع ذلك، فإن استخدام تقنية إحصاء أكثر موثوقية وإستقلالية بما في ذلك الكاميرا الفخية للتعداد في عموم الهند في سنتي 2007-2008 أظهرت إن الأرقام كانت في الواقع أقل أكثر من النصف مما إدعت أصلاً من قبل وزارة الغابات.
بعد الكشف عن فقط 1411 ببور بنغالية باقية في البرية في الهند، بإنخفاض عن 3600 في سنة 2003، أسست الحكومة الهندية ثمانية محميات جديدة للببور. بسبب تناقص أعداد الببر، تعهدت الحكومة الهندية بمبلغ 153 مليون دولار أمريكي لمزيد من التمويل لمبادرة مشروع الببر، وأسست قوة حماية للببر لمقاومة الصيادين غير القانونيين، وتمويل نقل ما يصل إلى 200000 قروي لتقليل التفاعل بين البشر والببور. دعا علماء الببر الهنود إلى استخدام التكنولوجيا في جهود الحفظ.
في يناير سنة 2008، أطلقت الحكومة الهندية قوة مخصصة لمكافحة الصيد غير القانوني تتكون من خبراء من الشرطة الهندية ومسؤولي الغابات ومختلف القوى البيئية الأخرى. غالباً ما يُشار إلى متنزه رانتامبور الوطني على إنه رائد النجاح من جانب المسؤولين الهنود ضد الصيد غير القانوني.
كان من المفترض إن كونو بالبور في ولاية ماديا براديش تستلم أسود آسيوية من ولاية كجارات. بما إنه لم يُنقل أي أسد من ولاية كجارات إلى ولاية ماديا براديش حتى الآن، فقد يُستخدم ملاذاً آمناً للببر عوضاً عن ذلك.
كان متوسط عدد جُمهرة الببور في الهند في تعداد سنة 2022 هو 3،682 فرداً وكانت تتوزع بالأعداد التالية في الولايات الهندية:
| الولاية         | إحصاء (2022) |
| --------------- | ------------ |
| أندرا برديش     | 62           |
| أروناجل برديش   | 29           |
| آسام            | 182          |
| بِهَار            | 31           |
| تشاتيسغار       | 19           |
| غوا             | 2            |
| جهارخاند        | 3            |
| كرناتكا         | 524          |
| كيرلا           | 183          |
| مدهيا برديش     | 785          |
| مهاراشترة       | 444          |
| أوديشا          | 20           |
| راجستان         | 88           |
| تاميل نادو      | 306          |
| تلنغانة         | 21           |
| أتر برديش       | 205          |
| أوتاراخند       | 560          |
| البنغال الغربية | 131          |
| المجموع         | 3،682        |

### في الأَسر
تم تربية الببور البنغالية في الأسر منذ عام 1880 وهجنت على نحو واسع مع ببور دول النطاق الأخرى.
في تموز عام 1976، حصل بيلي آرجان سينغ على ببرة أشرف على تربيتها من حديقة حيوانات تويكروس في المملكة المتحدة، وأعادها إلى البرية في منتزه دودهوا القومي بإذن من رئيسة وزراء الهند آنذاك أنديرا غاندي. في تسعينيات القرن العشرين، لوحظ إن بعض الببور من هذه المنطقة لها مظهر نموذجي للببور السيبيرية، وهي الرأس الكبير والفراء الباهت والبشرة البيضاء والخطوط العريضة، ويشتبه في كونها هجينة من الببور السيبيرية- البنغالية. تم تحليل عينات شعر الببر من المنتزه القومي باستخدام تحليل تسلسل الدنا المتقدرة. كشفت النتائج إن الببور المعنية كان لديهم نمط فرداني للميتوكندريون لببر بنغالي يشير إلى إن والدتهم كانت ببر بنغالي. تم استخدام عينات جلد وشعر ودم 71 ببراً تم جمعها في حدائق الحيوان الهندية، وفي المتحف الوطني في كلكتا، بما في ذلك عينتان من منتزه دودهوا القومي لتحليل التكرارات المترادفة القصيرة التي كشفت إن ببرين كانا لديهما أليلات في موقعين تشارك فيهما النويعتين البنغالية والسيبيرية.
ومع ذلك، شكلت أنماط إثنين من العينات الهجينة قاعدة عينة صغيرة للغاية تفترض بشكل قاطع إن تارا كانت مصدر جينات الببر السيبيري.

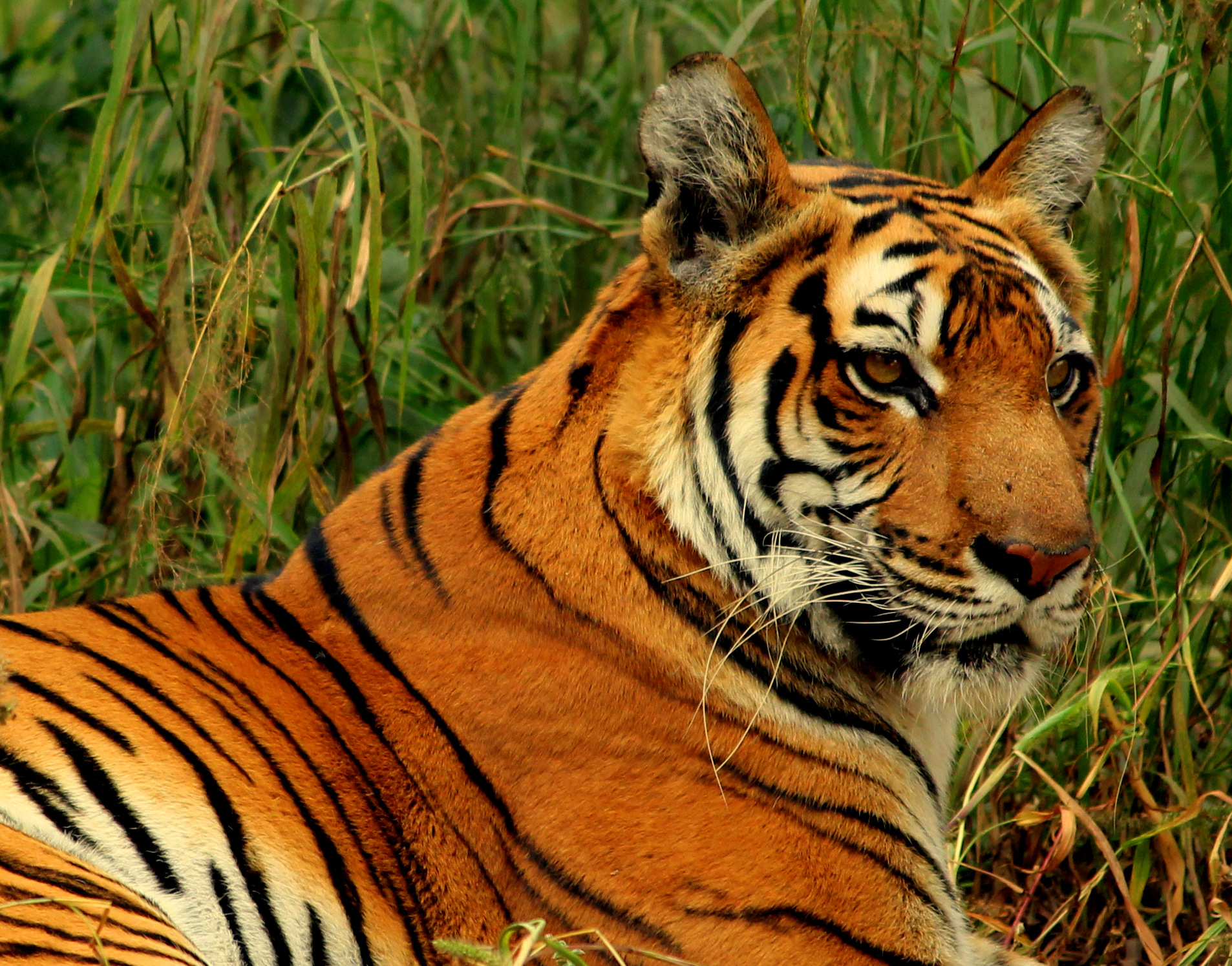
ببر بنغالي في حديقة دلهي الحيوانية الوطنية في الهند

حدائق الحيوانات الهندية ربت الببور لأول مرة في حديقة حيوانات أليبور في كلكتا. يدرج كتاب التسجيل المركزي العالمي للببور لعام 1997 الجمهرة العالمية الأسيرة للببور البنغالية في 210 أفراد يتم الحفاظ عليها جميعاً في حدائق الحيوان الهندية، بإستثناء أنثى واحدة في أمريكا الشمالية. يعد إستكمال كتاب التسجيل المركزي الهندي للببور البنغالية شرطاً أساسياً ضرورياً لإنشاء برنامج إدارة الببور الأسيرة في الهند.

### في بنغلاديش

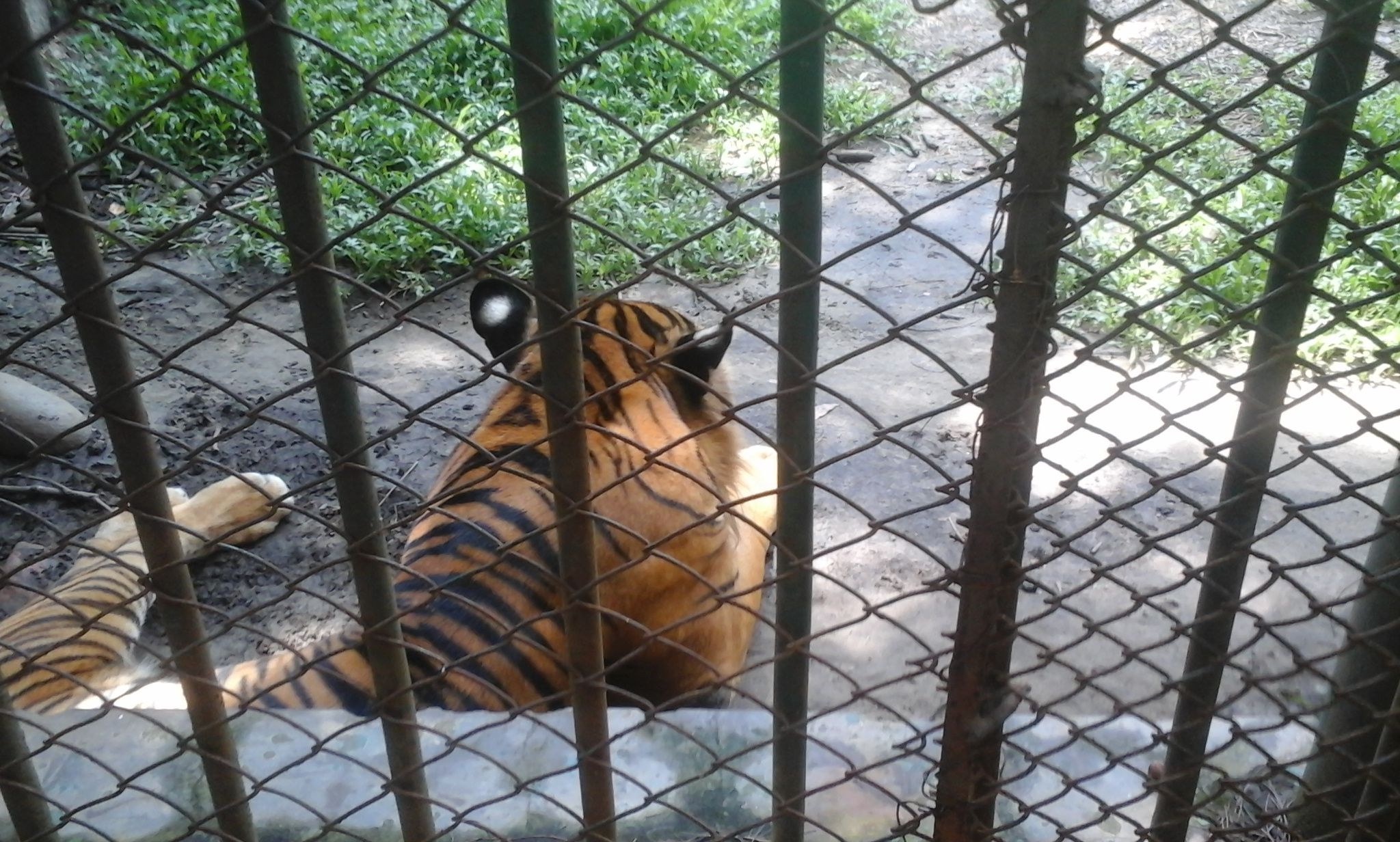
ببر بنغالي أسير في حديقة حيوانات بنغلاديش

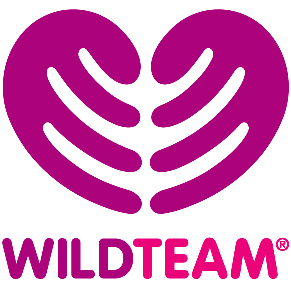
شعار فريق البرية

يعمل فريق البرية مع المجتمعات المحلية وإدارة الغابات في بنغلاديش للحد من صراع البشر مع الببور في سونداربانس البنغلاديشية. منذ أكثر من 100 عام، أصيب البشر والببور والماشية بجروح وقتلوا في الصراع؛ في العقود الأخيرة، قُتل ما يصل إلى 50 شخصاً و80 رأساً من الماشية و3 ببور في السنة. الآن، من خلال عمل فريق البرية، يوجد فريق الاستجابة للببر متمركزين على القارب يقدمون الإسعافات الأولية والنقل واستعادة الجسد للأشخاص الذين يقتلون في الغابة بواسطة الببور. أسس فريق البرية أيضاً 49 فريقاً متطوعاً للإستجابة للقرية تم تدريبهم على إنقاذ الببور التي ضلّت طريقها إلى مناطق القرية وبخلاف ذلك ستُقتل. تتكون هذه الفرق القروية من أكثر من 350 متطوعاً، الذين يدعمون أيضاً أنشطة عمل مكافحة الصيد الغير قانوني والتعليم/ التوعية في مجال الحفظ. يعمل فريق البرية أيضاً على تمكين المجتمعات المحلية من الوصول إلى الأموال الحكومية للتعويض عن فقدان/إصابة الماشية والأشخاص من الصراع. لمراقبة وتقييم فعالية الإجراءات، أسس فريق البرية أيضاً نظاماً لجمع بيانات وإعداد تقارير الصراعات بين البشر والببور.

### في النيبال
تهدف الحكومة إلى مضاعفة جمهرة الببور في البلاد بحلول عام 2022. في مايو عام 2010، تم إنشاء متنزه بانك الوطني بمساحة 550 كيلومتر مربع (210 ميل مربع).

### مشروع الإعادة إلى الحياة البرية في جنوب أفريقيا
في عام 2000، قام جون فارتي ببدء مشروع إعادة الببور البنغالية إلى البرية ببور الأخاديد، والذي قام بالتعاون مع عالم الحيوان ديف سالموني بتدريب أشبال الببر المرباة في الأسر على كيفية مطاردة الطعام خلسة وصيده والمساعدة بالصيد واستعادة غرائزهم المفترسة. وزعموا إنه بمجرد أن أثبتت الببور إنها قادرة على إعالة نفسها في البرية، سيتم إطلاق سراحهم في ملاذ آمن على مسافة مفتوحة في جنوب أفريقيا للدفاع عن أنفسهم.
تلقى المشروع جدلاً بعد إتهامات من قبل مستثمريها ومحافظيها بالتلاعب بسلوك الببور لغرض إنتاج فيلم، "العيش مع الببور"، ويُعتقَد إن الببور غير قادرة على الصيد. إدعى ستيوارت براي، الذي إستثمر أصلاً مبلغاً كبيراً من المال في المشروع، إنه هو وزوجته، لي تشيوان، شاهدوا طاقم الفيلم يطاردون الفريسة تجاه السياج وفي طريق الببور فقط من أجل لقطات مثيرة."
تم التأكد من إن الببور الأربعة المشاركة في هذا المشروع هي ببور سيبيرية- بنغالية التي تم تهجينها، والتي ينبغي أن لا تُستخدم للتكاثر أو إطلاق سراحها في كارو. لن تتمكن الببور غير النقية وراثياً من المشاركة في خطة بقاء الأنواع للببور، لإنها لا تستخدم للتكاثر، ولا يُسمح بإطلاق سراحها في البرية.

## في الثقافة
الببر هو أحد الحيوانات المعروضة في ختم باشوبتي من حضارة وادي السند. شعار نبالة الببر هو شعار على عملات تشولا المعدنية. تظهر أختام العديد من عملات تشولا النحاسية الببر، والسمك شعار بانديا، والقوس شعار تشيرا، مما يشير إن التشولائيين حققوا تفوقاً سياسياً على السلالتين الحاكمتين السابقتين. العملات الذهبية الموجودة في كافيلايادافالي في مقاطعة نيرول في أندرا برديش لها زخارف ببر، قوس وبعض العلامات غير الواضحة.

علم الجيش الوطني الهندي

اليوم، الببر هو الحيوان الوطني للهند. الأوراق النقدية البنغلاديشية تتميز بِبَبْر. يستخدم حزب الرابطة الإسلامية الباكستاني السياسي الببر كرمز إنتخابي له.
كما كان السلطان تيبو، الذي حكم مايسور في أواخر القرن الثامن عشر في الهند معجباً كبيراً بالحيوان. وأُخترعت لأجله أيضاً الآلة ذاتية التشغيل الشهيرة من القرن الثامن عشر، ببر تيبو. كان الببر رمز السلالة لهذه السلالة.
تواصلت الأيقونات، وخلال ثورة الهند سنة 1857، طبعت مجلة بانش رسماً كاريكاتورياً سياسياً يُظهِر الثوار الهنود على شكل ببر، يهاجم ضحية، ويهزم من قبل القوات البريطانية التي أظهرتها المجلة بشكل أسد ضخم.
كان العديد من الأشخاص يُلَقَبونَ بالببور أو الببور البنغالية. الثوري البنغالي جاتندراناث موخيرجي يدعى البغا جاتين (اللغة البنغالية لببر جاتين). غالباً ما كان المربي السير أشوتوش موخرجي يُدعى «ببر البنغال».
تم استخدام الببر البنغالي كشعار ولقب لشخصيات مشهورة. بعضها مذكور أدناه:
- يُطلق على أعضاء فوج البنغال الشرقي في جيش بنغلاديش لقب «الببور البنغالية»؛ شعار الفوج هو وجه ببر. الببور الكبيرة هو لقب الكتيبة الأولى.

### في الفنون

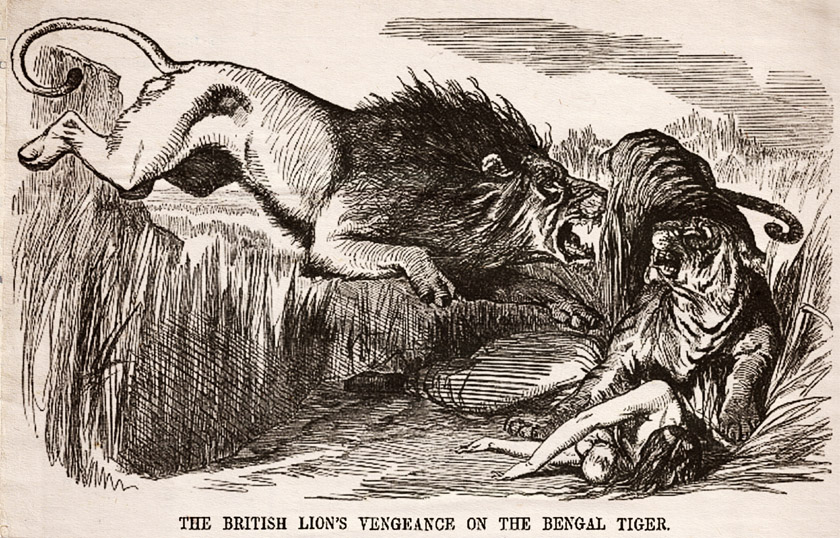
انتقام أسد بريطاني على ببر بنغالي، رسم كاريكاتوري لمجلة بانتش من عام 1857

- الخصم الرئيسي في كتاب الأدغال، شيريخان، هو ببر بنغالي.[137]
- يستند كتاب أكلة لحوم البشر من كومان على الببور والنمور في مقاطعة كومون.[138]
- في رواية المغامرات الخيالية حياة باي وفي فيلمها المعدل، ببر بنغالي يدعى ريتشارد باركر هو الشخصية الرئيسية.[139]
- تستند مسرحية ببر بنغالي في حديقة حيوان بغداد على قصة حقيقية لببر هرب من حديقة حيوانات بغداد في عام 2003 ويتردد على شوارع بغداد باحثاً عن معنى الحياة.[140][141][142]
- أرض الببور الضائعة فيلم وثائقي من قبل هيئة الإذاعة البريطانية عن الببور في بوتان.[143]
- الفيلم الهندي لعام 2014 الزئير - ببور سونداربانس يدور حول ببرة بنغالية بيضاء في سونداربانس.[144]

### أفراد بارزة
تشمل الببور البنغالية البارزة أكلة لحوم البشر ببر تشوغاره، ببر تشوكا آكل لحوم البشر، ببر بوالغاره وثاك آكل لحم البشر، ببر سيغور، ببر مونداتشيبيلام، وببر ويلي من مونداتشيبيلام.

### الببر ضد الأسد

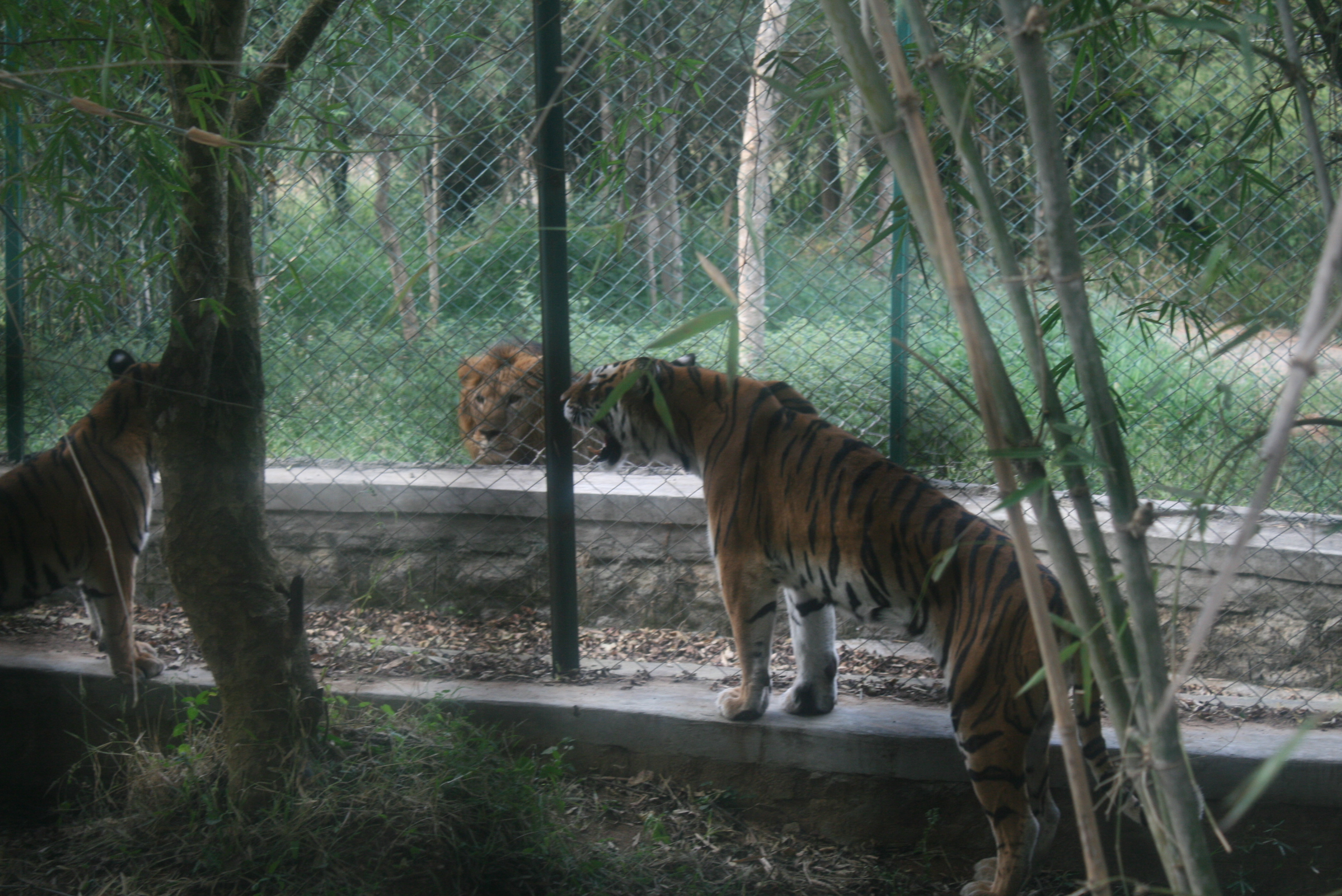
أسد آسيوي وببران بنغاليان في الأسر في حديقة بنيرغهاتا الوطنية في بهينغلو في كَرْنَاّْتَك في الهند. الهند هي آخر دولة بها كل من الأسود والببور في البرية. تاريخياً، تشارك الأسد والببر الحديثان السكن في جزءاً كبيراً من أوراسيا، من الهند في الشرق، ومن شمال إيران والعراق، إلى شواطئ البحر الأسود في الغرب.

بصرف النظر عن الإستخدامات المذكورة أعلاه للببر البنغالي في الثقافة، كان القتال بين الببر والأسد، لفترة طويلة، موضوعاً شائعاً للنقاش من قبل الصيادين وعلماء الطبيعة والفنانين والشعراء، واستمرت في إلهام الخيال الشعبي حتى يومنا هذا. كانت هناك حوادث تاريخية لمعارك بين ببور بنغالية والأسود في الأسر.

## معرض الصور

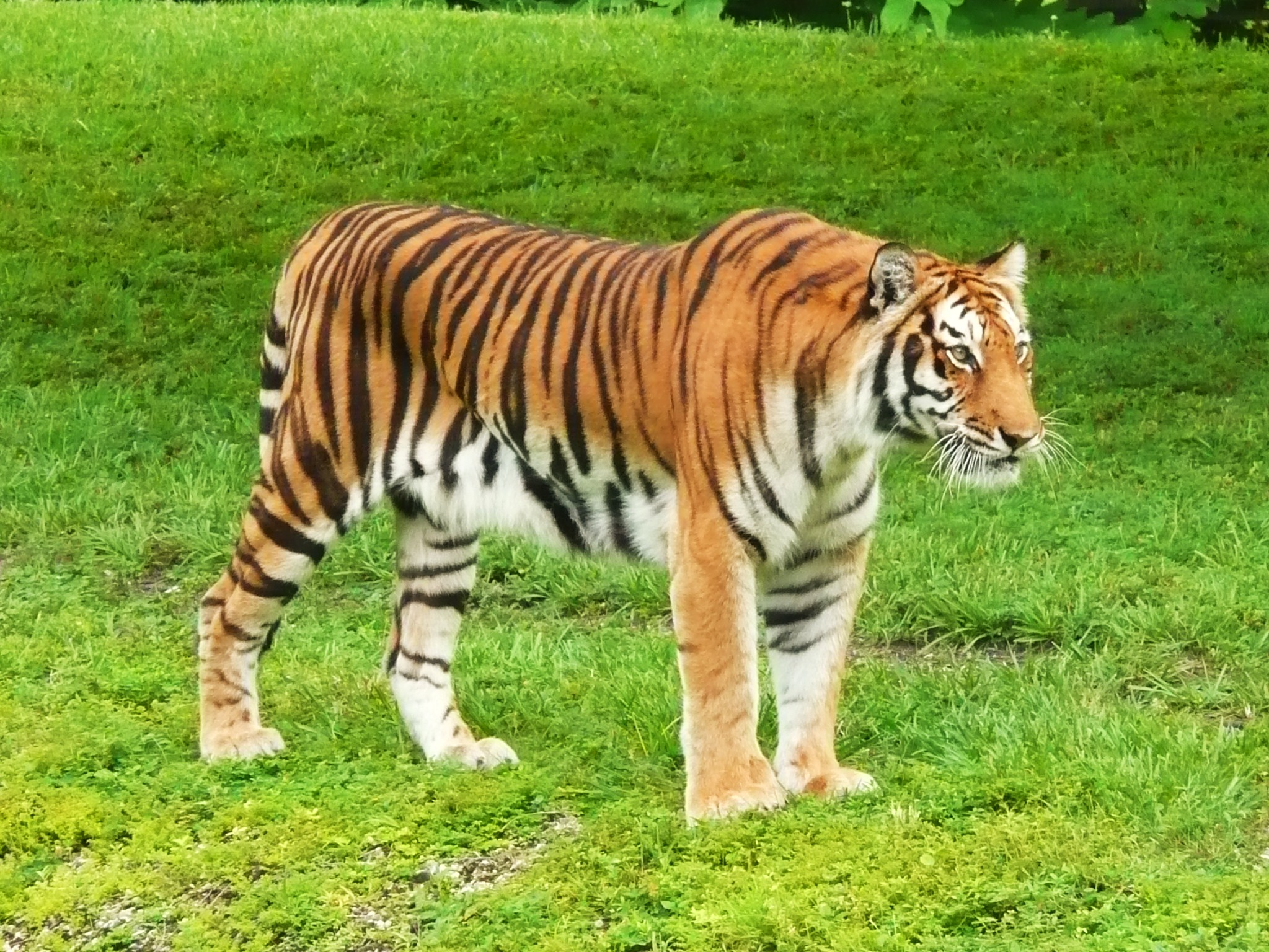
ببر بنغالي في حديقة حيوانات ميامي
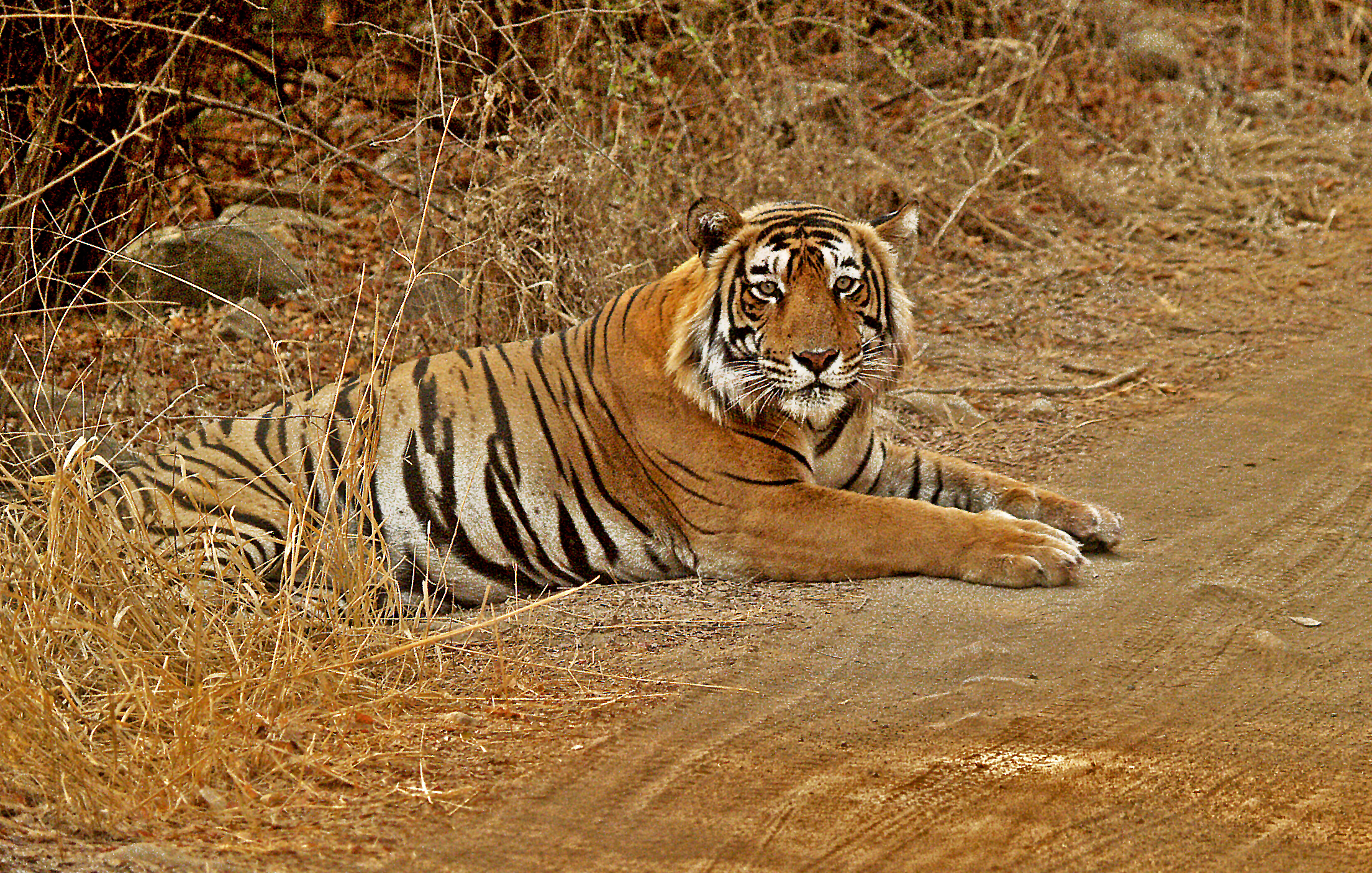
ببر بنغالي بري
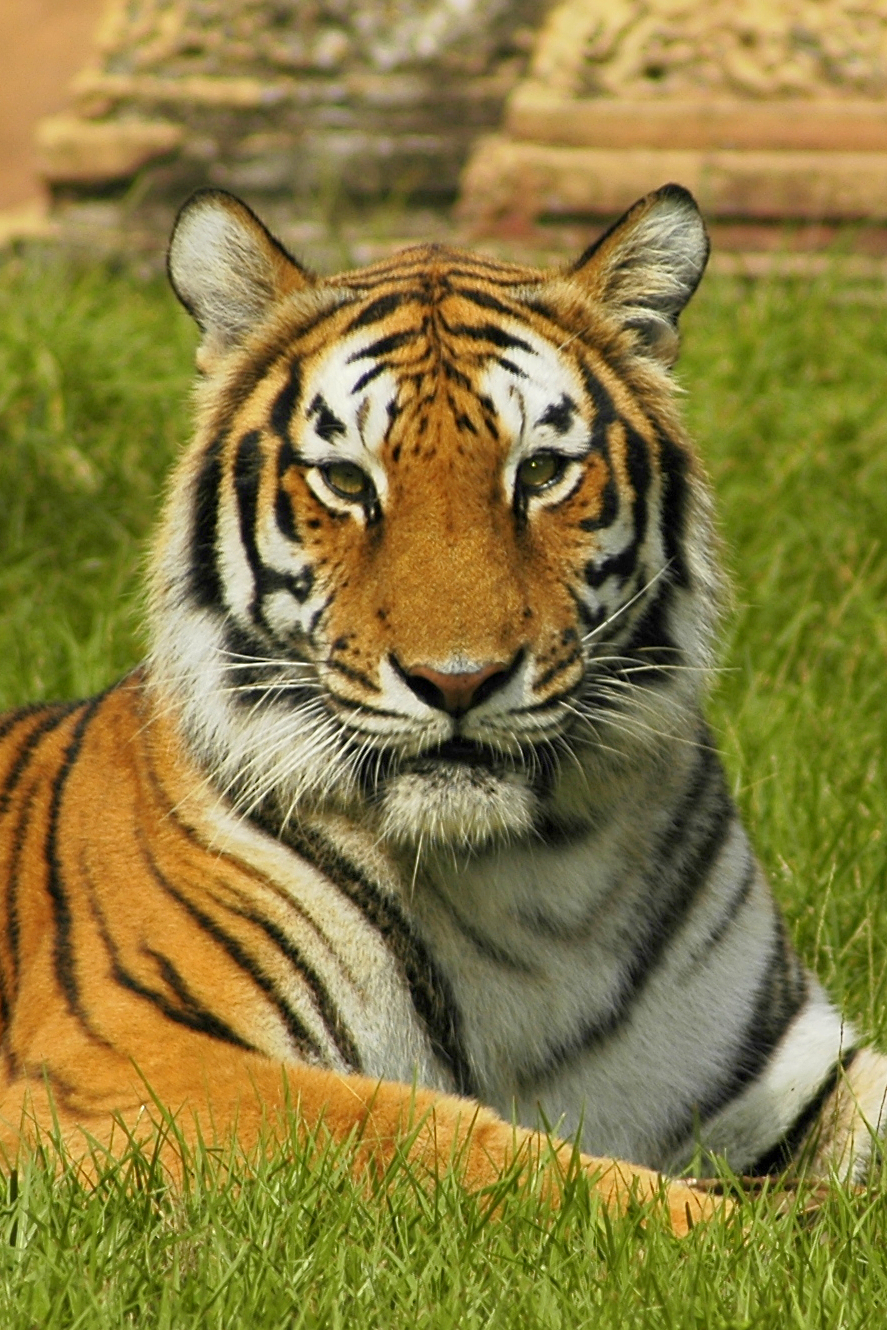
ببر بنغالي جالس
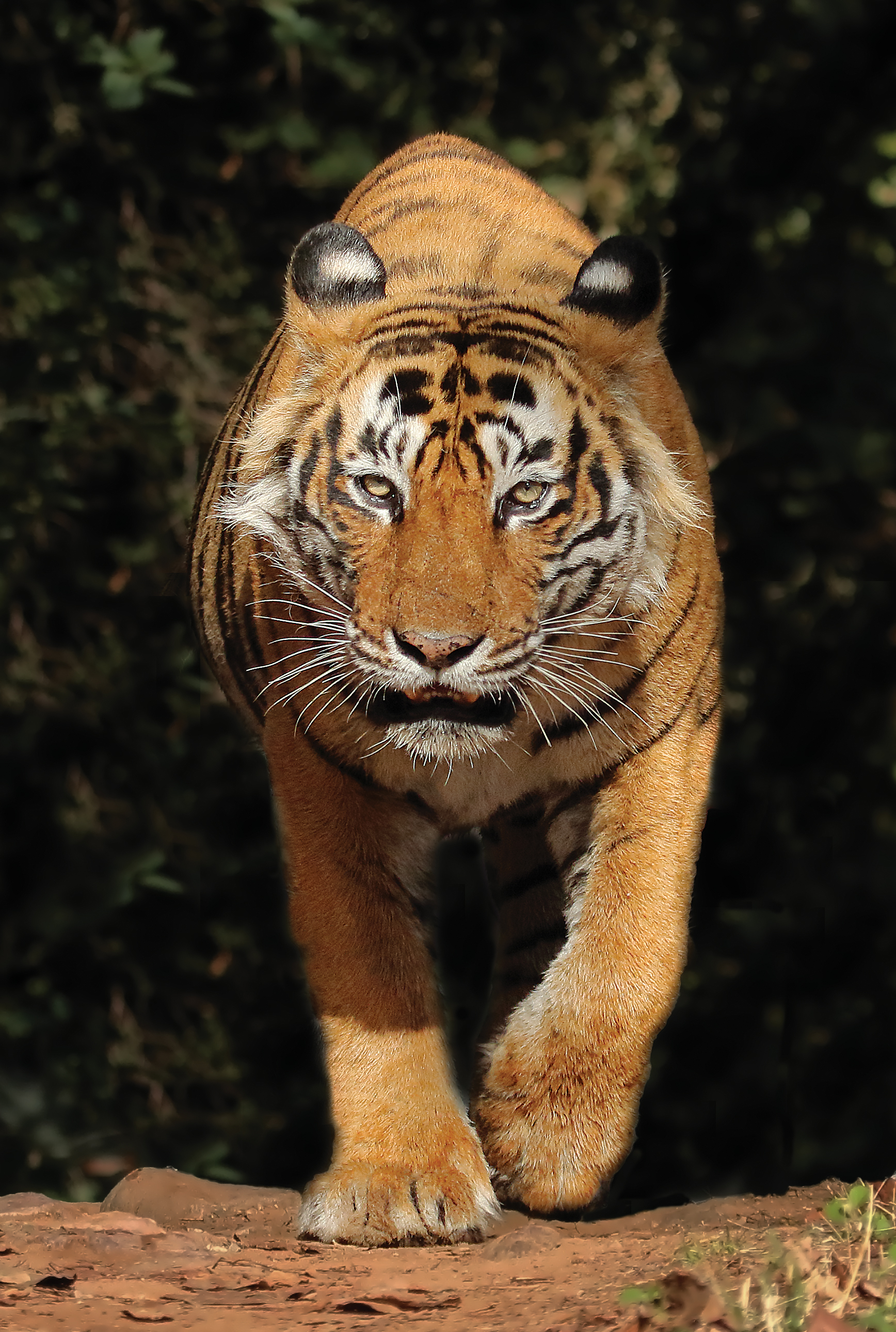
ببر هندي
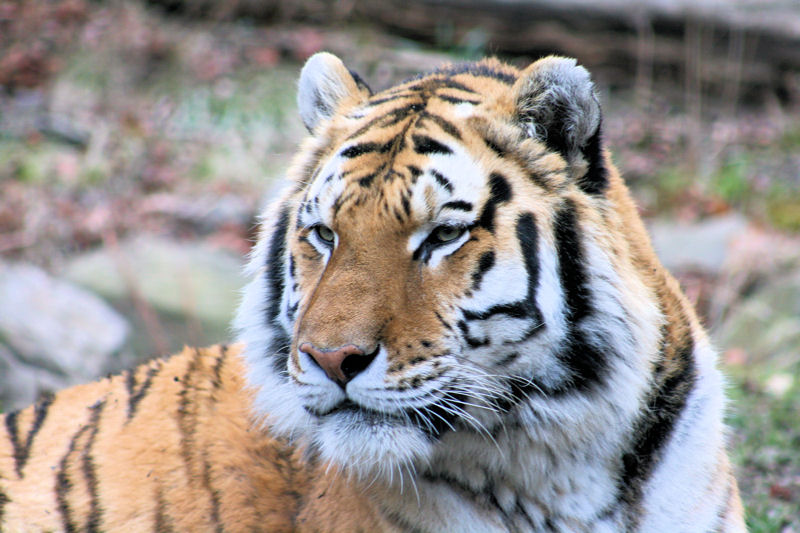
الببر البنغالي الملكي أو الببر الهندي
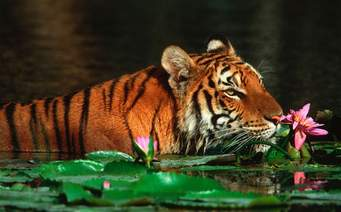
ببر في الهند
ببر بنغالي
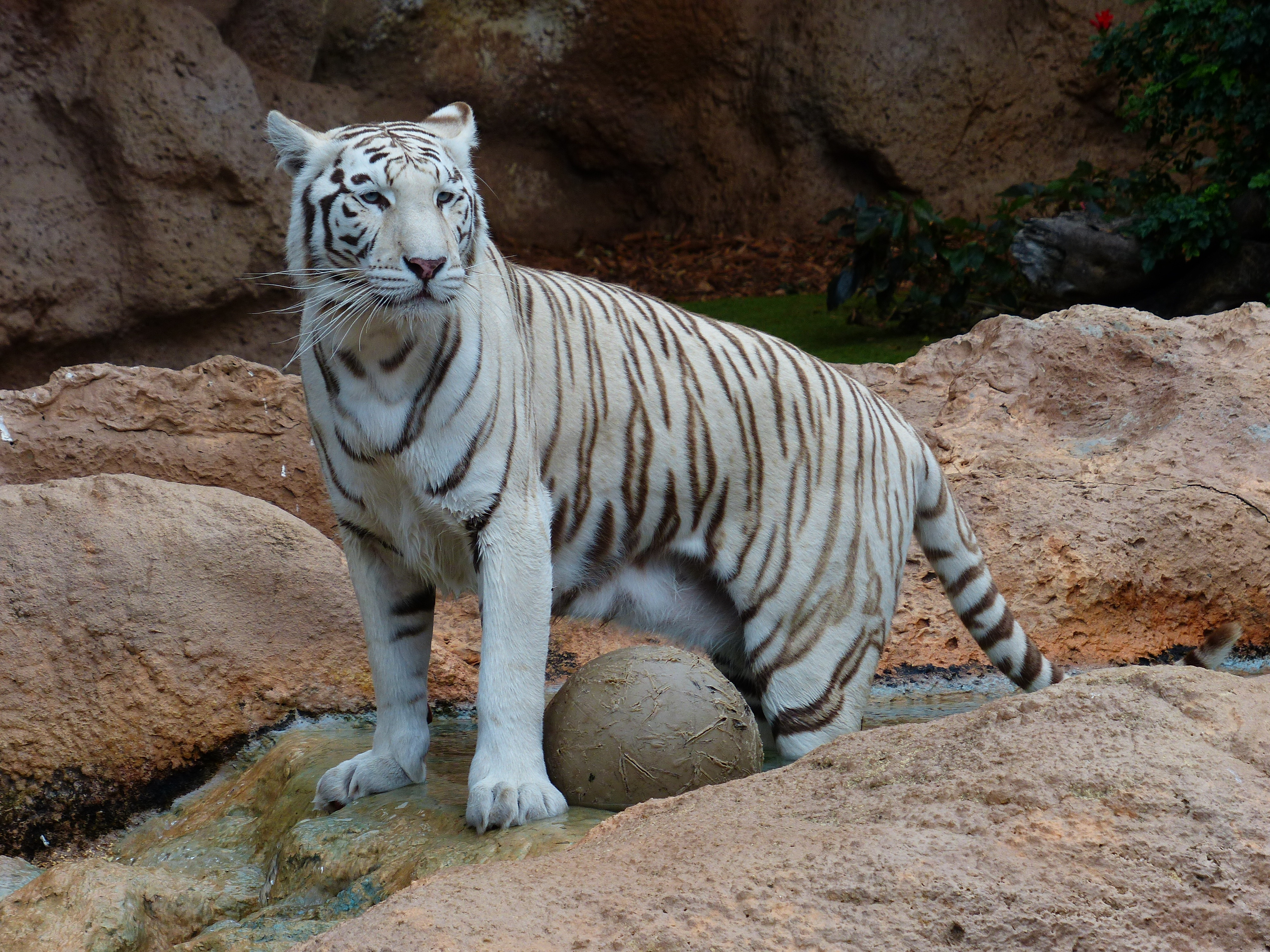
ببر بنغالي أبيض
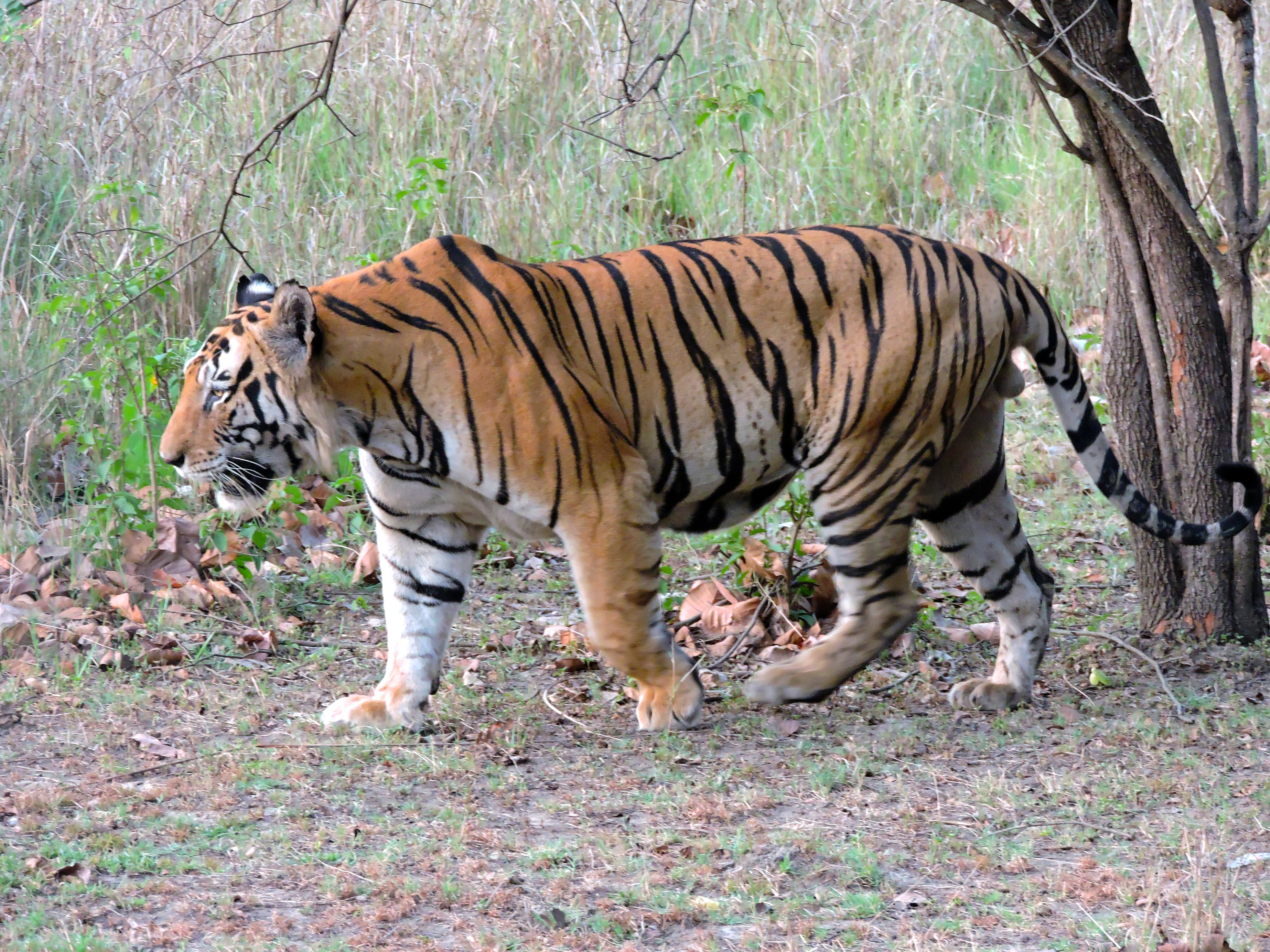
ذكر ببر بنغالي في محمية كانها للببور في ولاية ماديا براديش في الهند
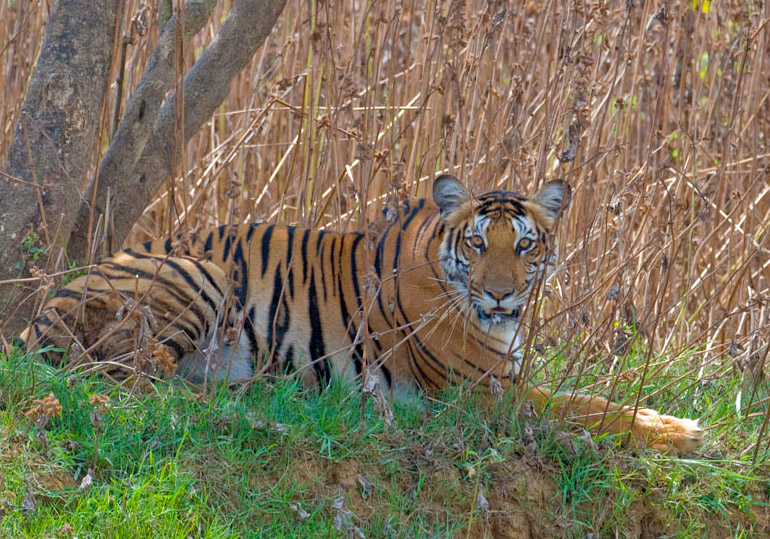
ببر بنغالي بالقرب من نهر كبيني[يو]
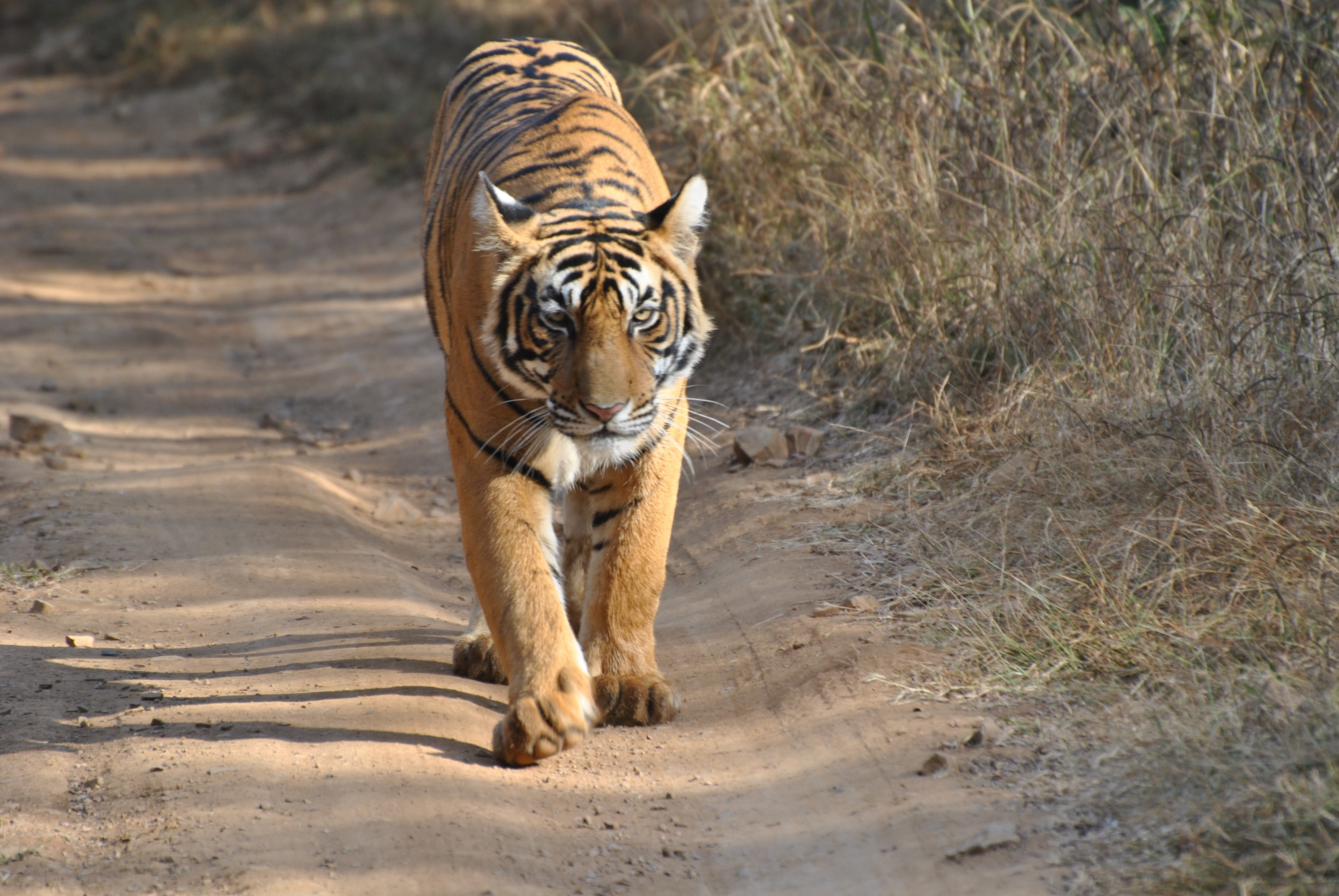
الببر البنغالي أو الببر البنغالي الملكي أو الببر الهندي
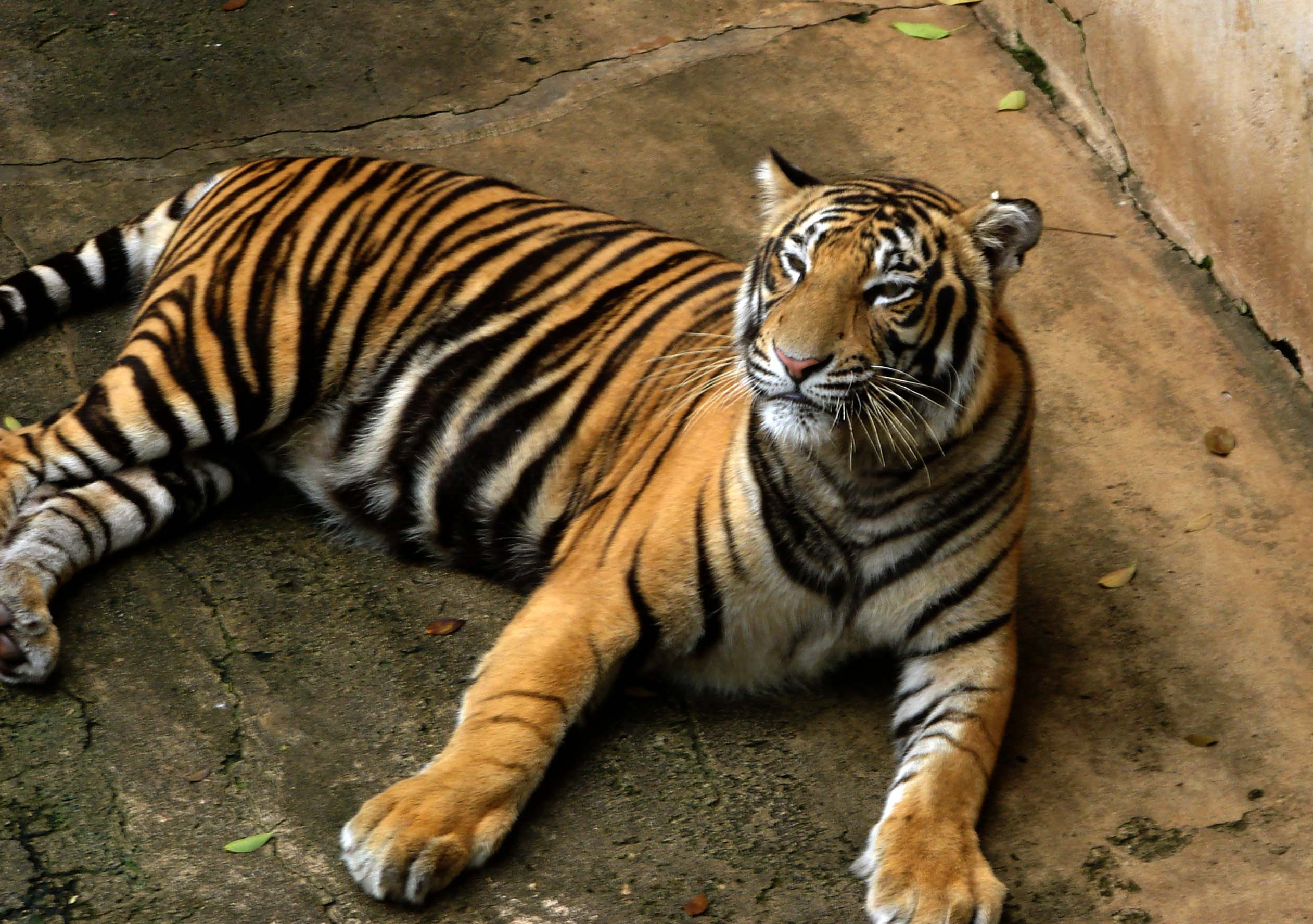
ببر بنغالي ملكي في حديقة حيوان دَهيوالا
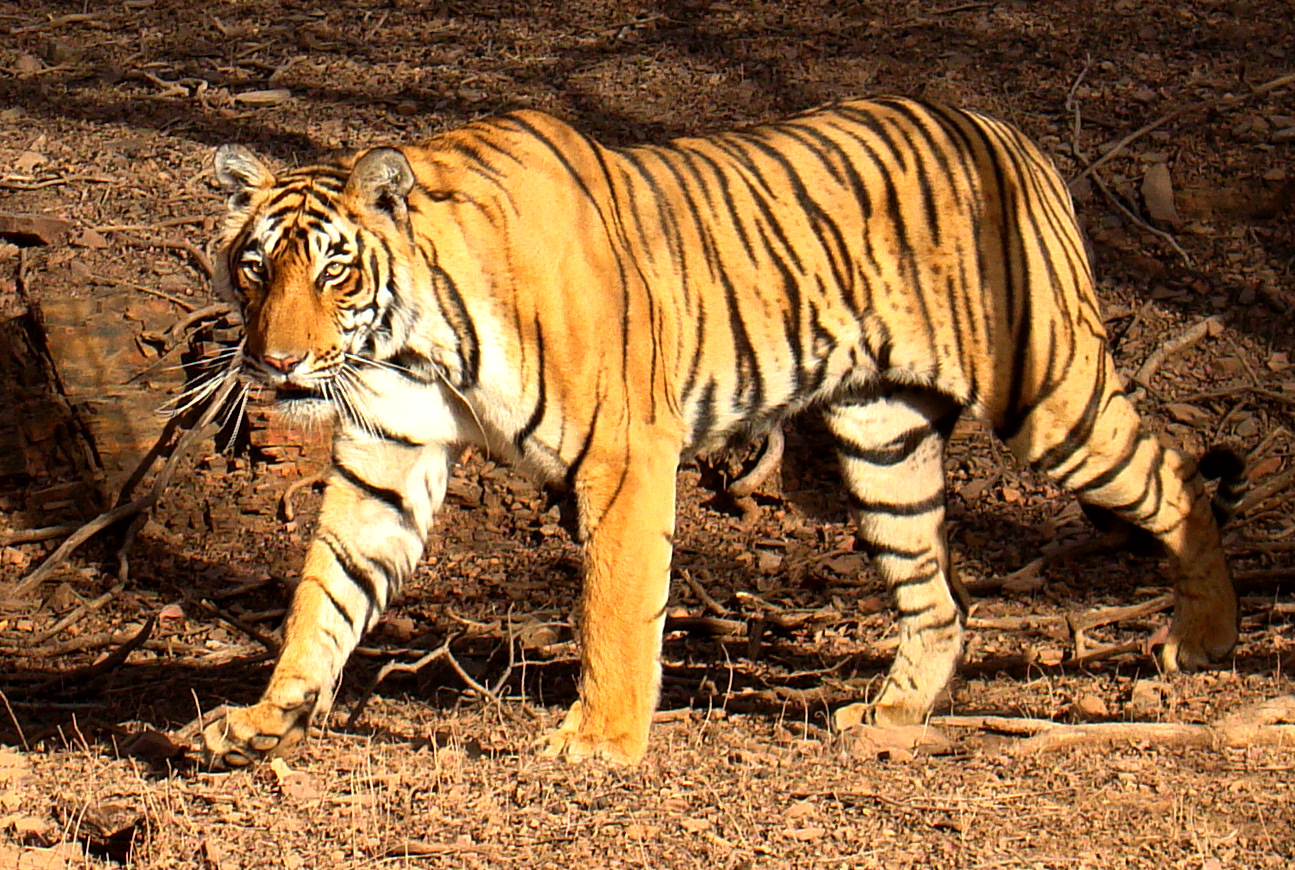
ببر ذكر في متنزه رانتامبور الوطني
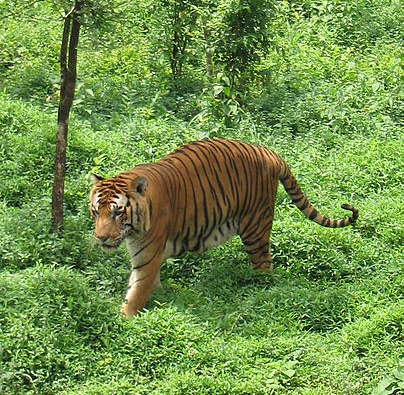
ببر في منطقة منغلورو[يز] في كارناتاكا
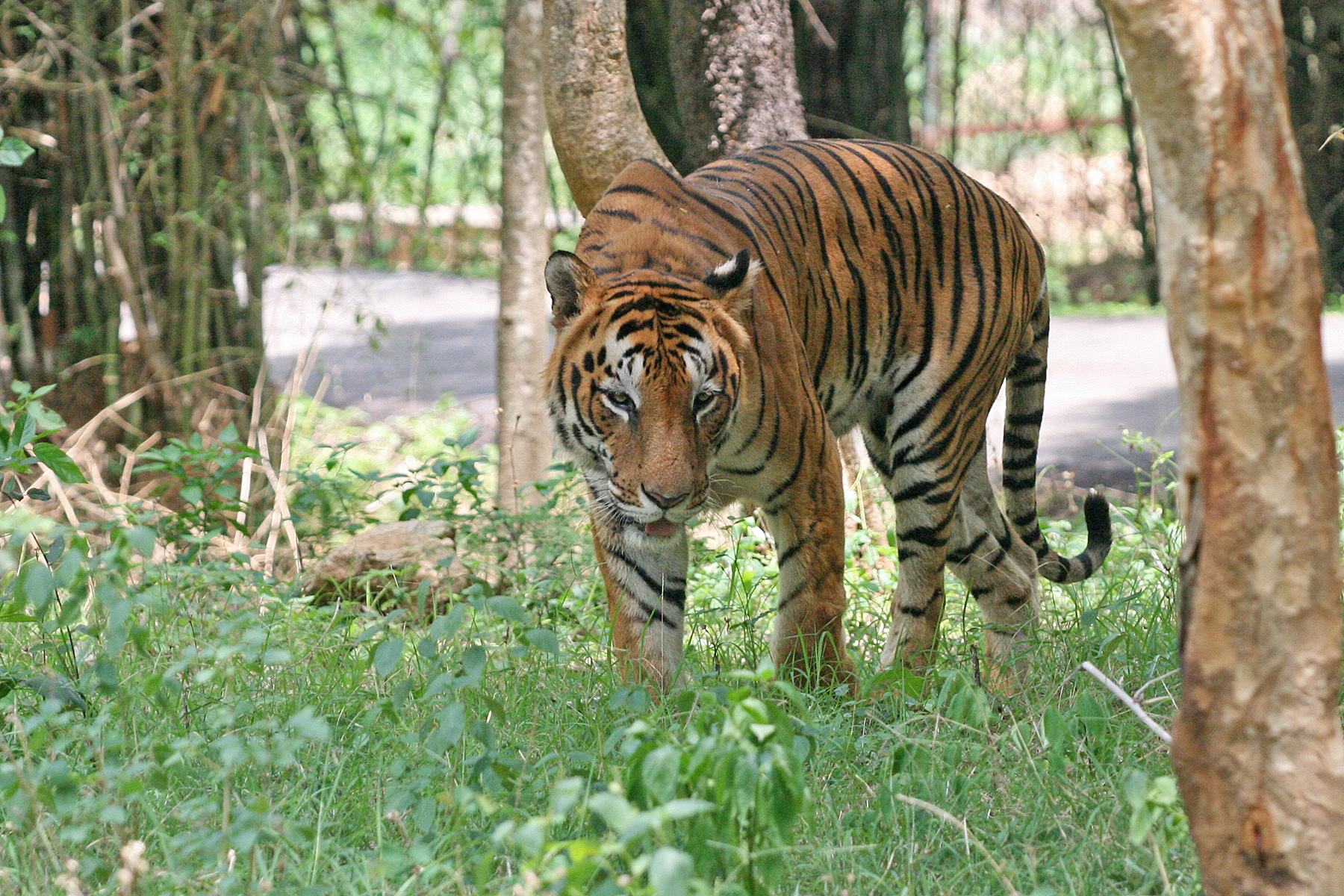
ببر أسير في متنزه بنيروغتا الوطني[يح]
- فيديو
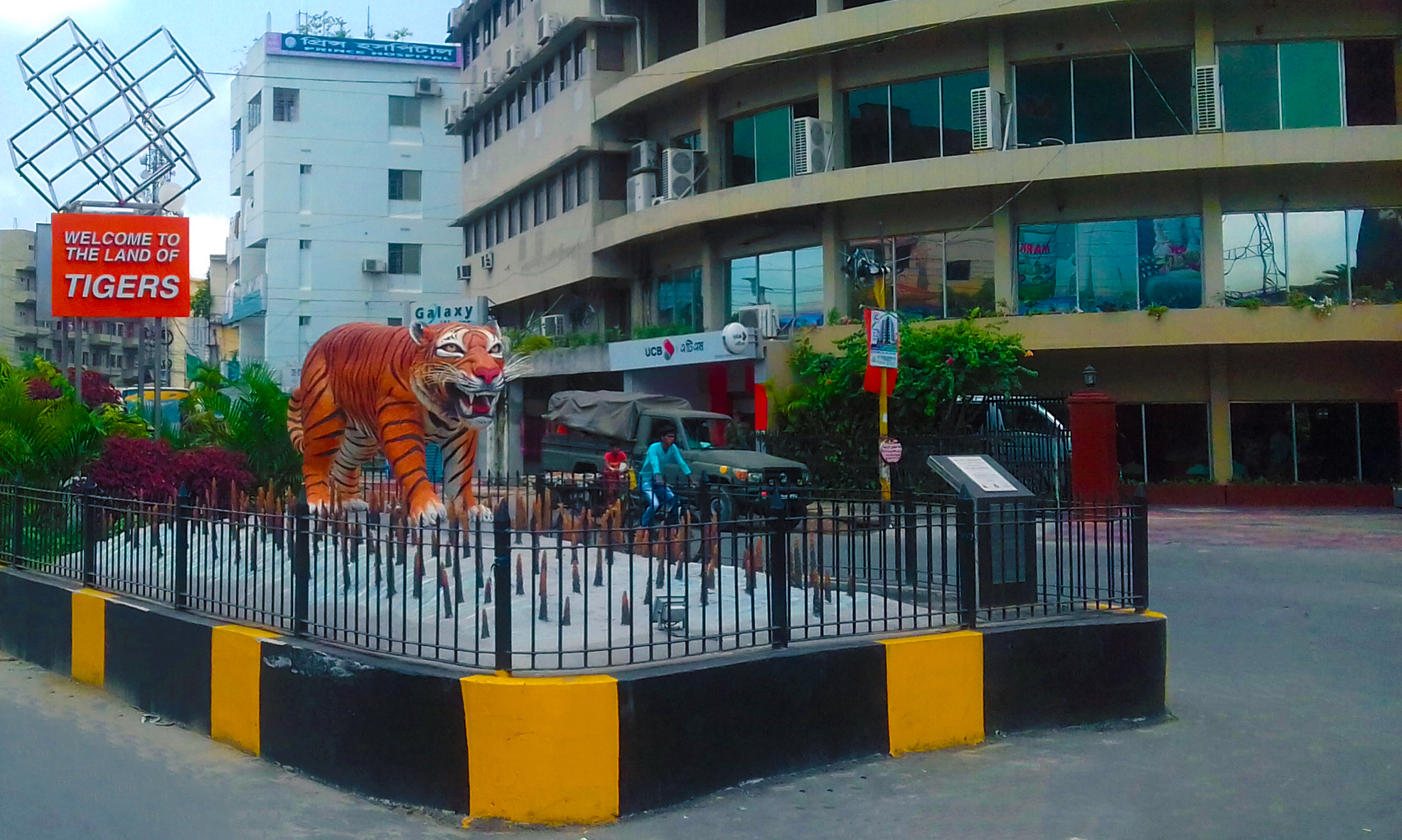
تمثال ببر في مدينة خُولنا
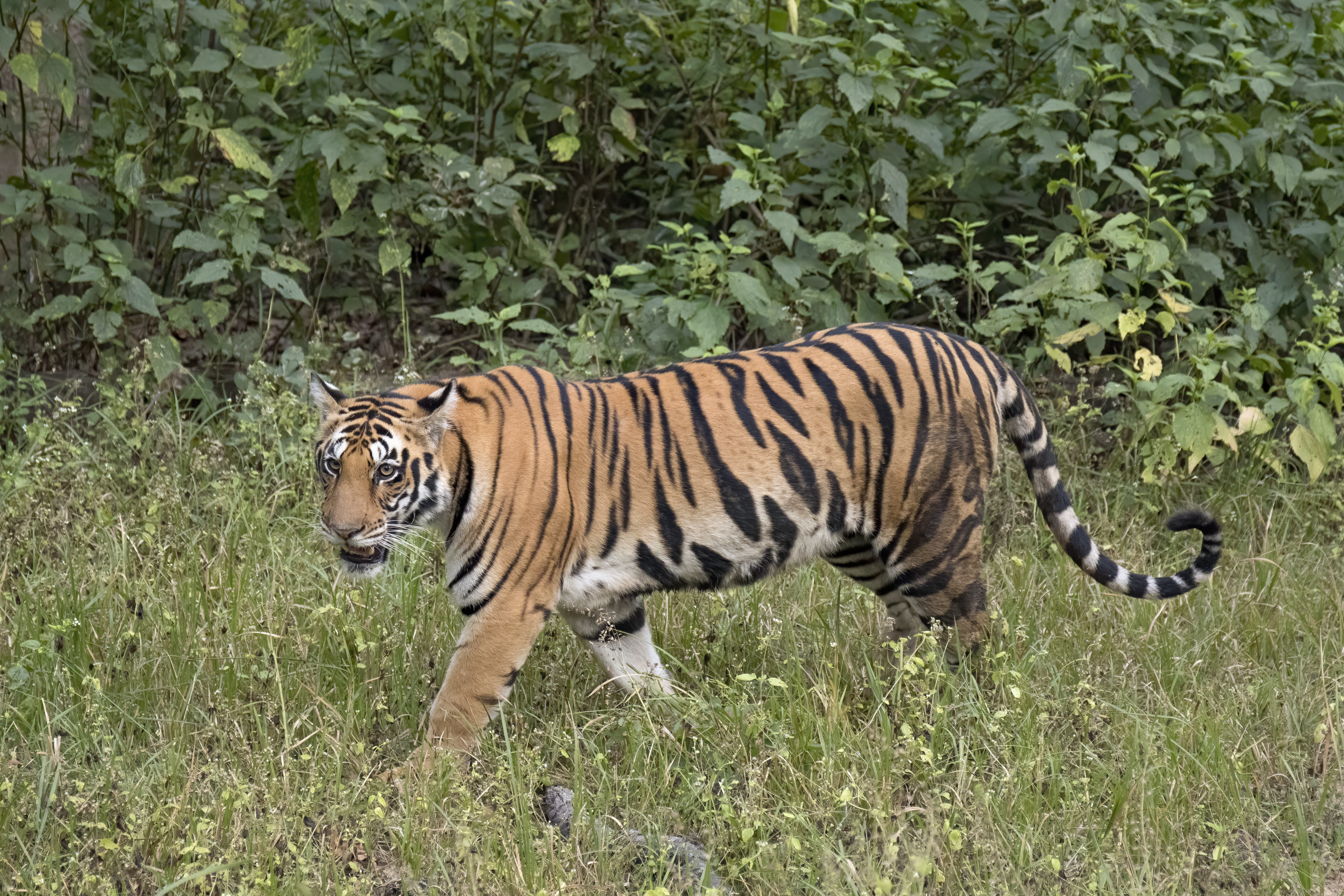
أنثى ببر بنغالي في كانها
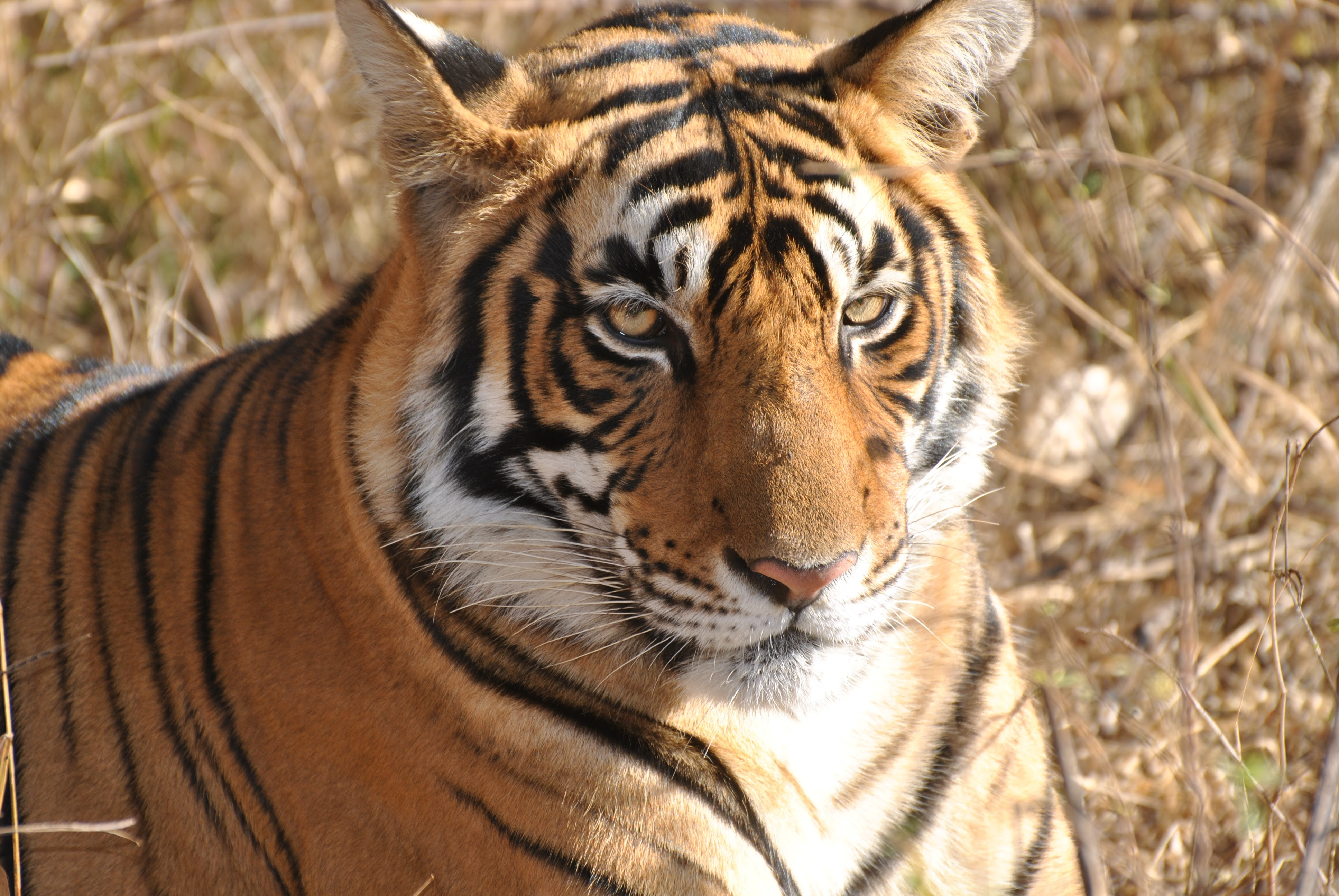
ببر بنغالي جالس
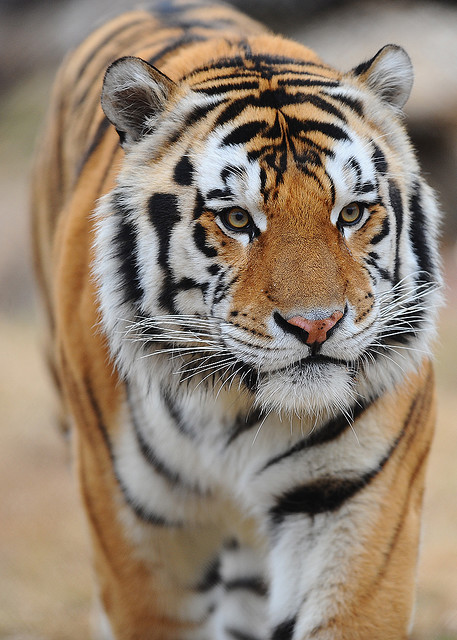
الببر مايك
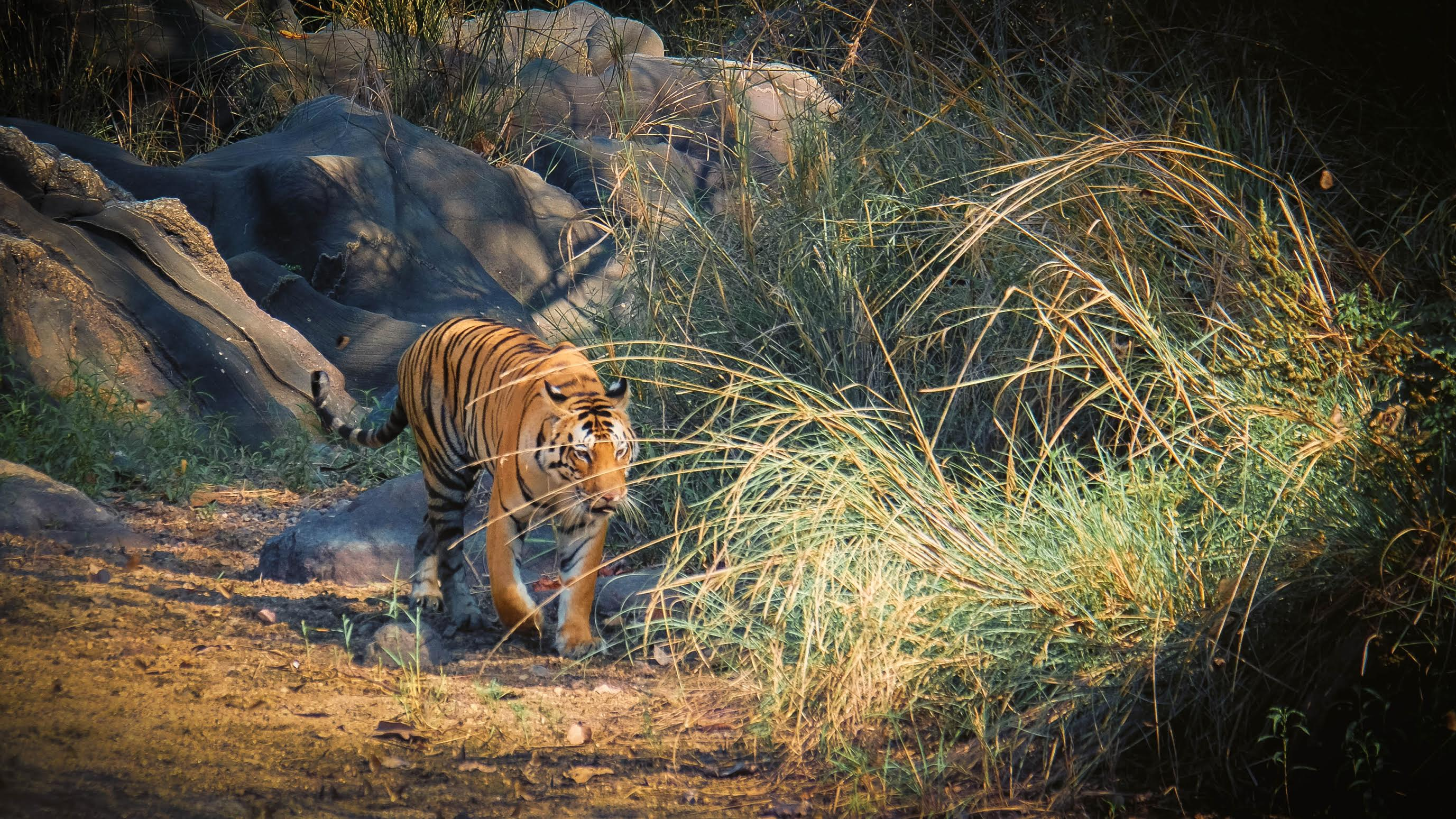
ببر بنغالي في كانها
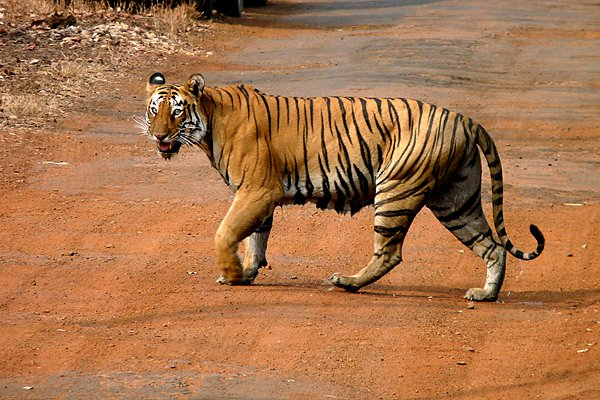
ببر بنغالي ببري في تادوبا
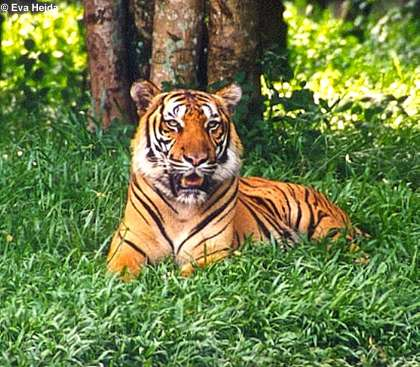
أكبر سنوريات شبه القارة الهندية
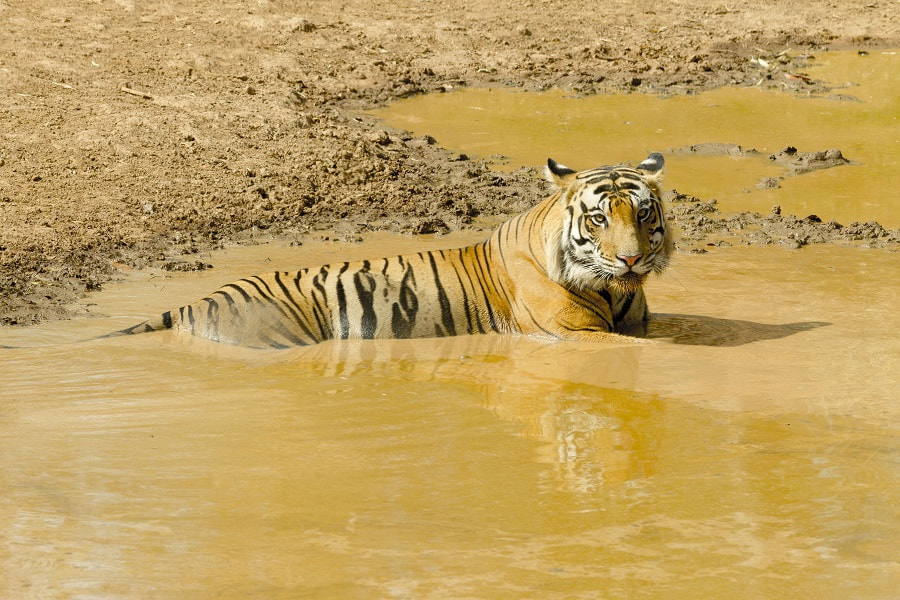
الببر البنغالي الملكي
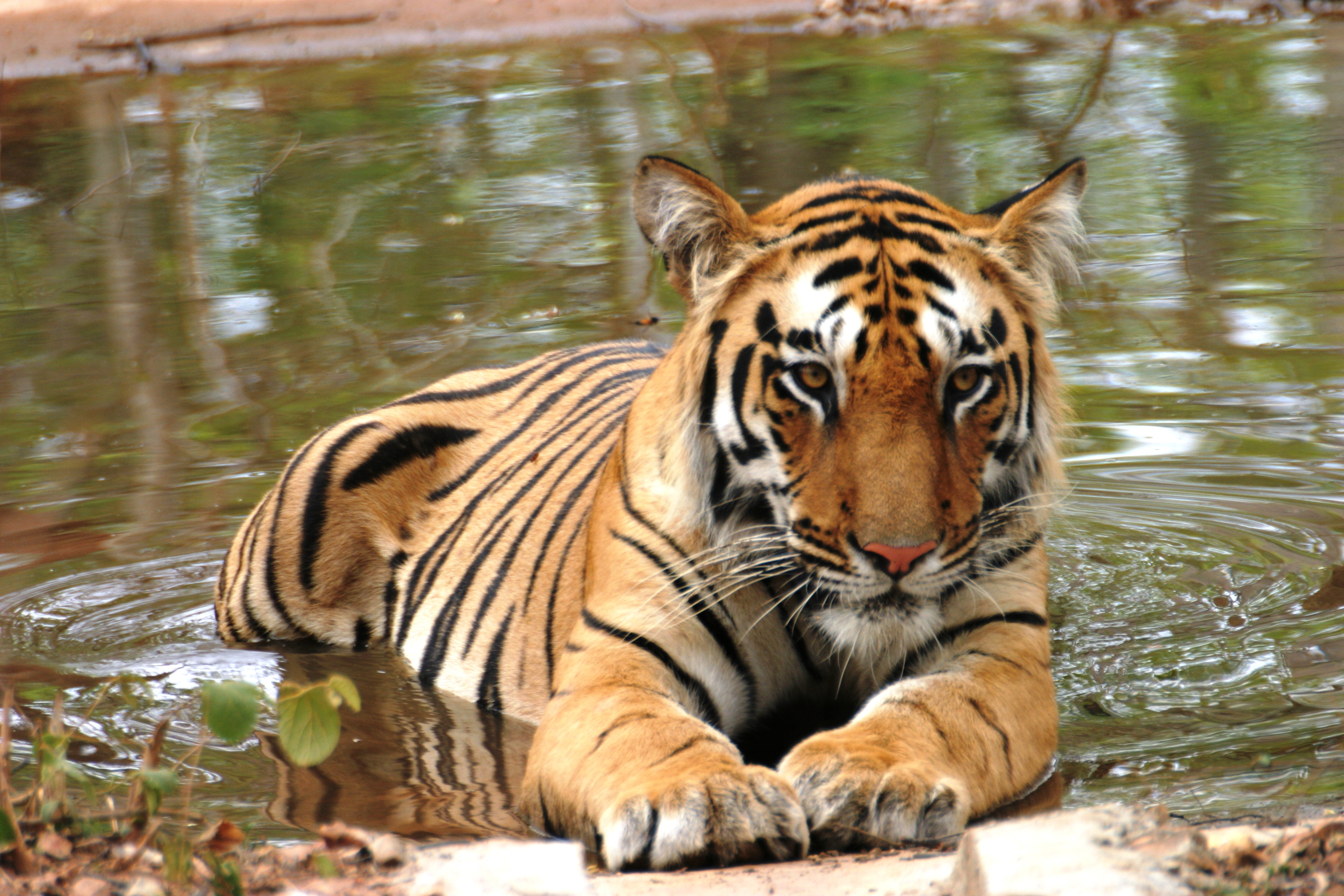
ببر بنغالي ملكي في جمهورية الهند
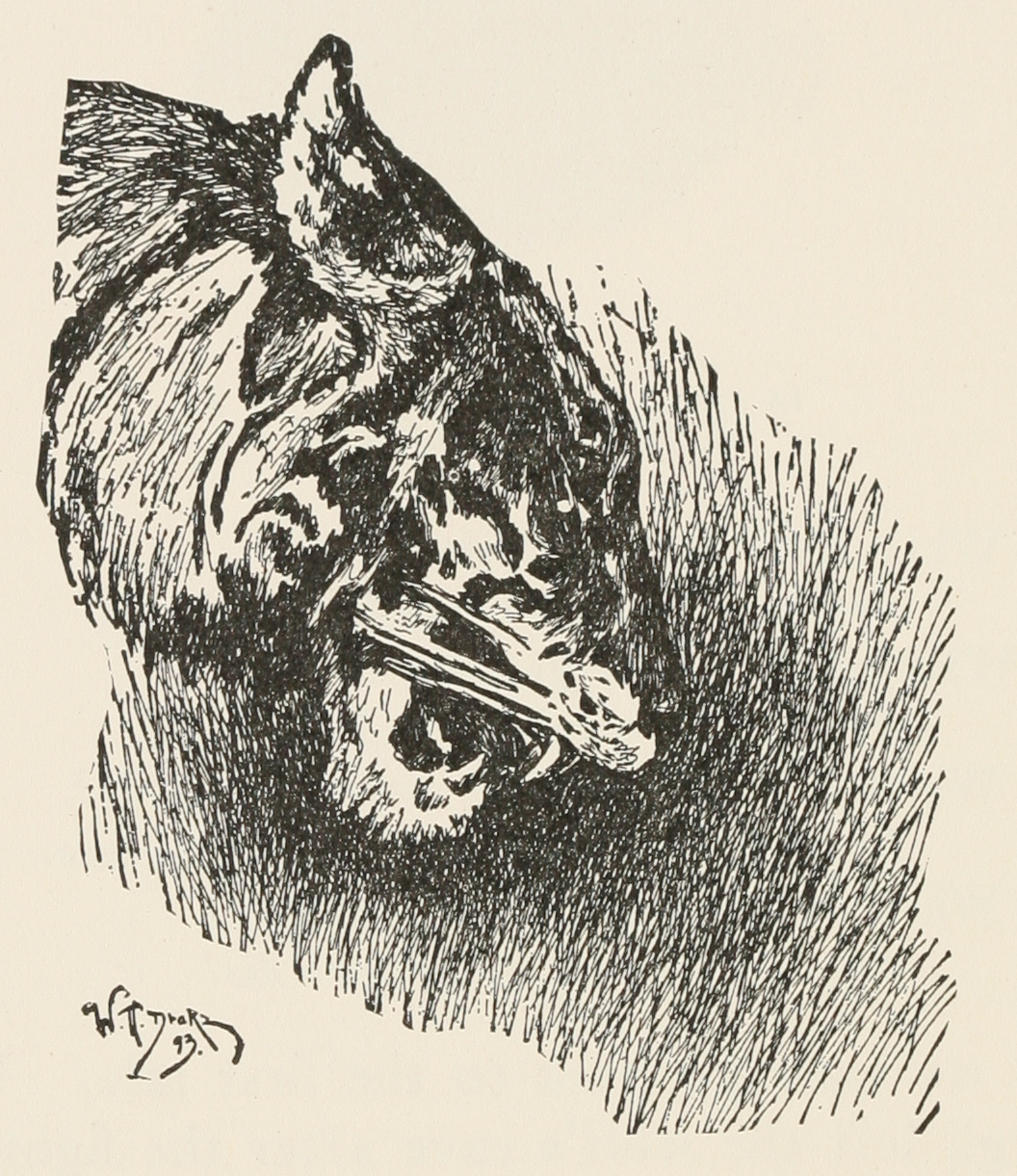
رسم توضيحي لشيريخان
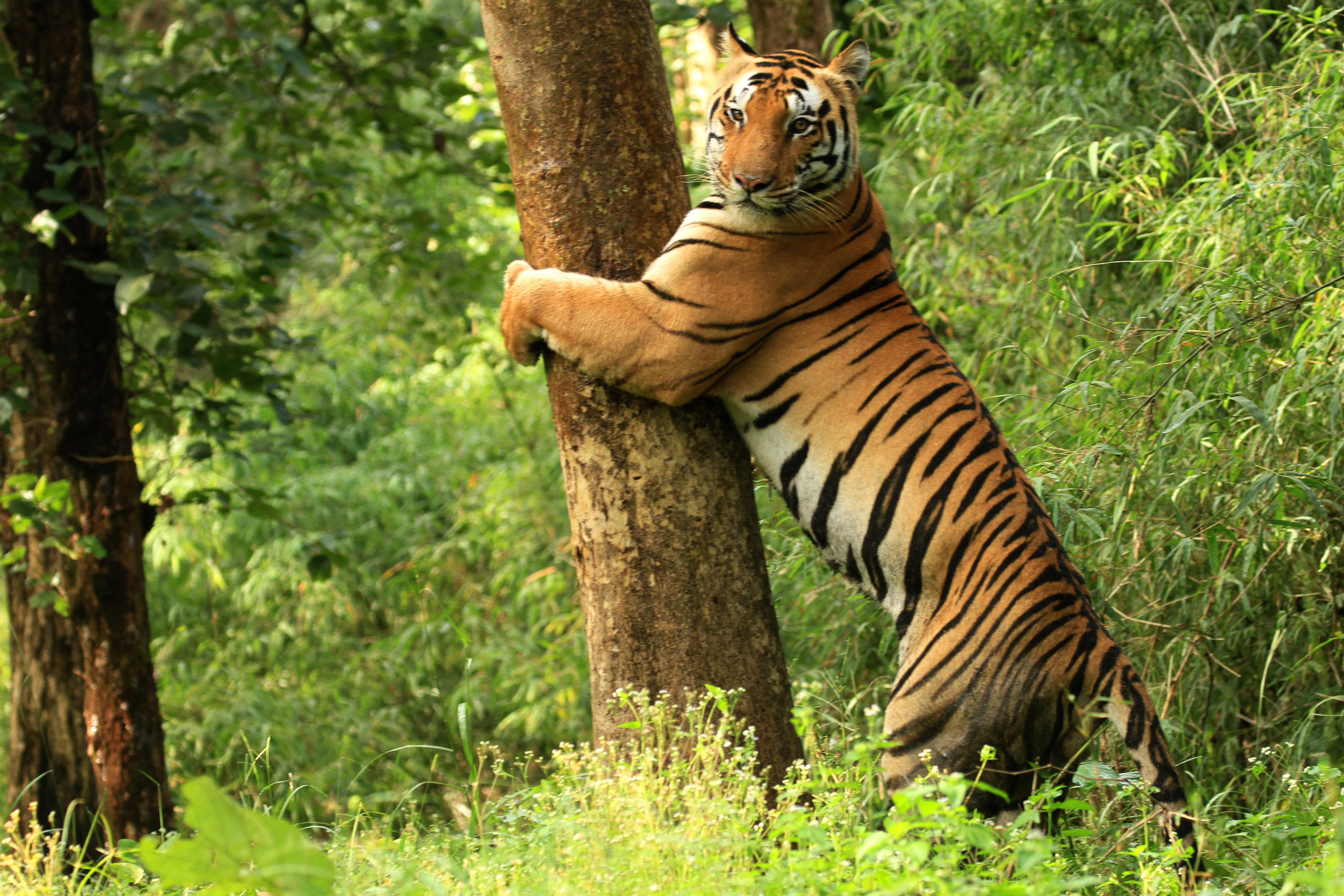
ببر في كانها
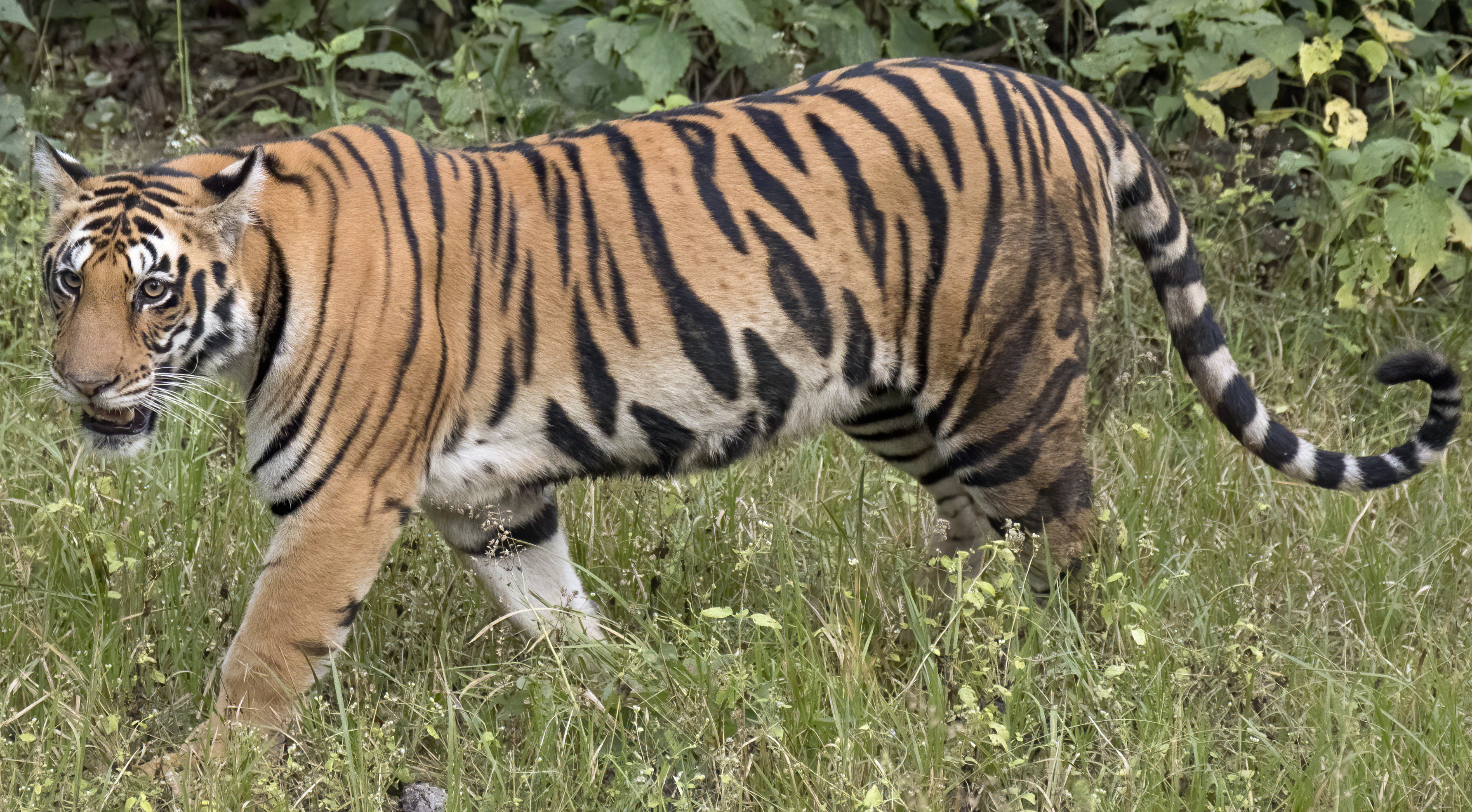
خيثمة في متنزه كانها الوطني
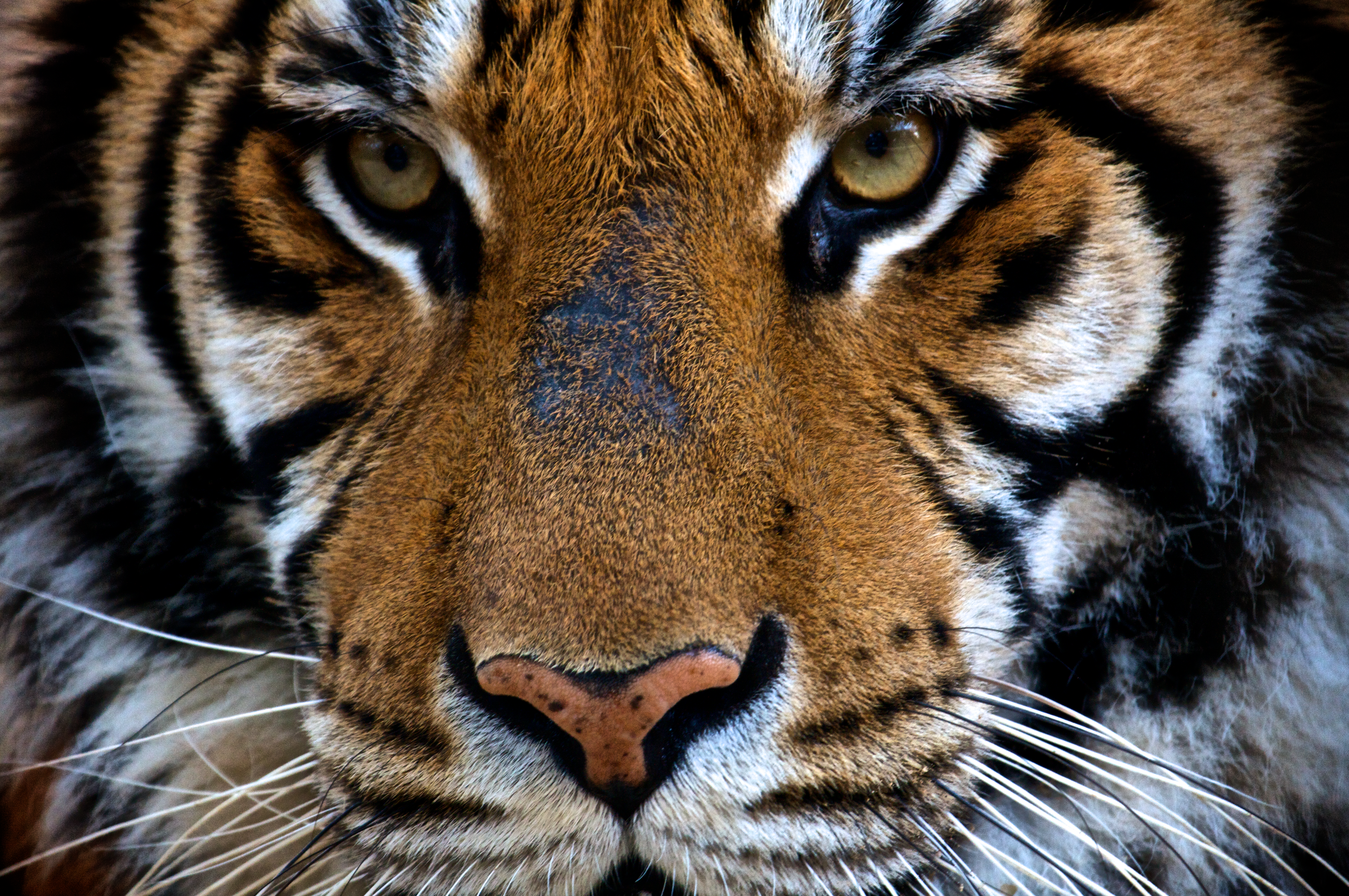
ببر بنغالي في حديقة حيوانات إسبانية
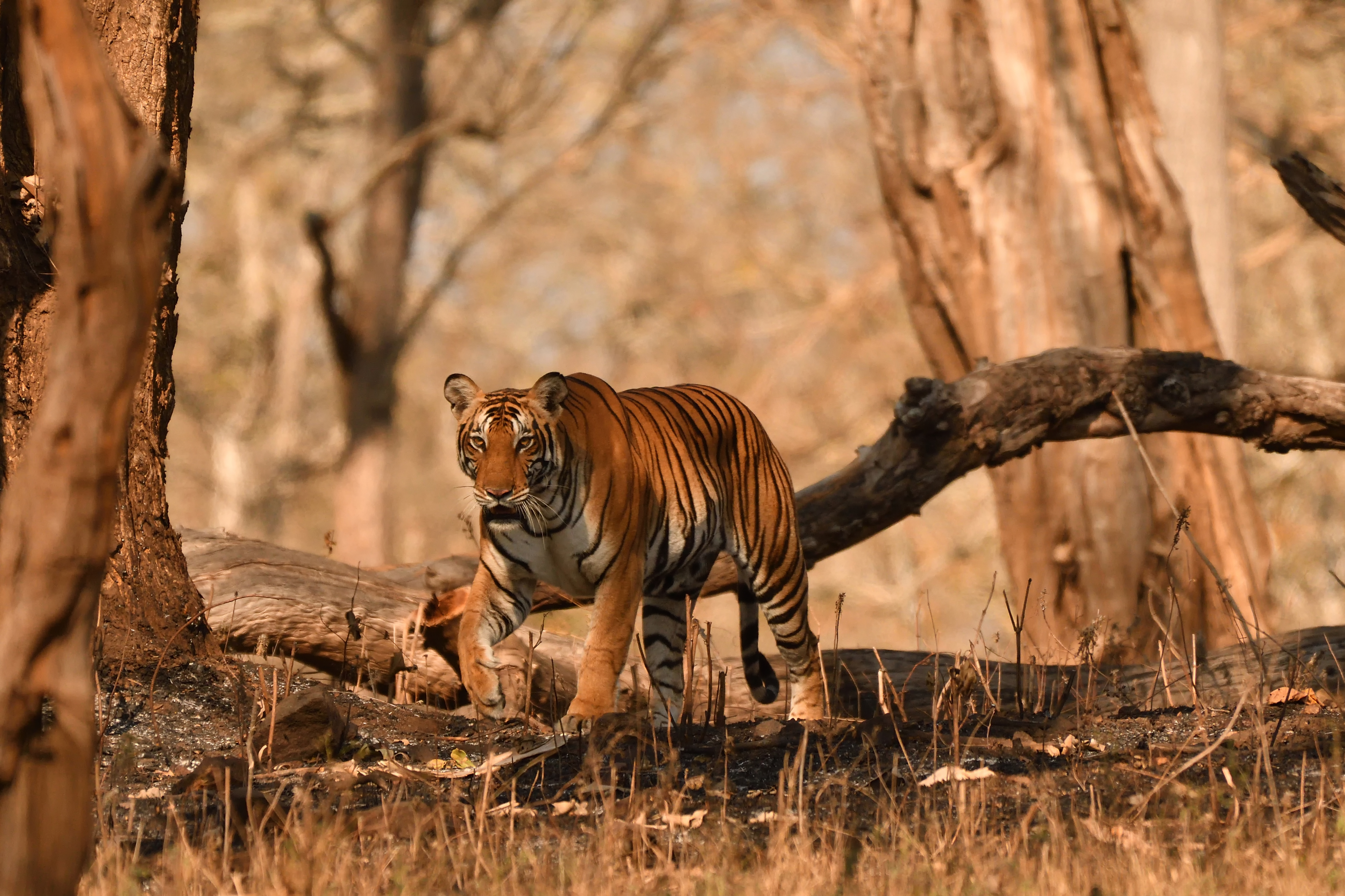
ببر بنغالي في كبيني
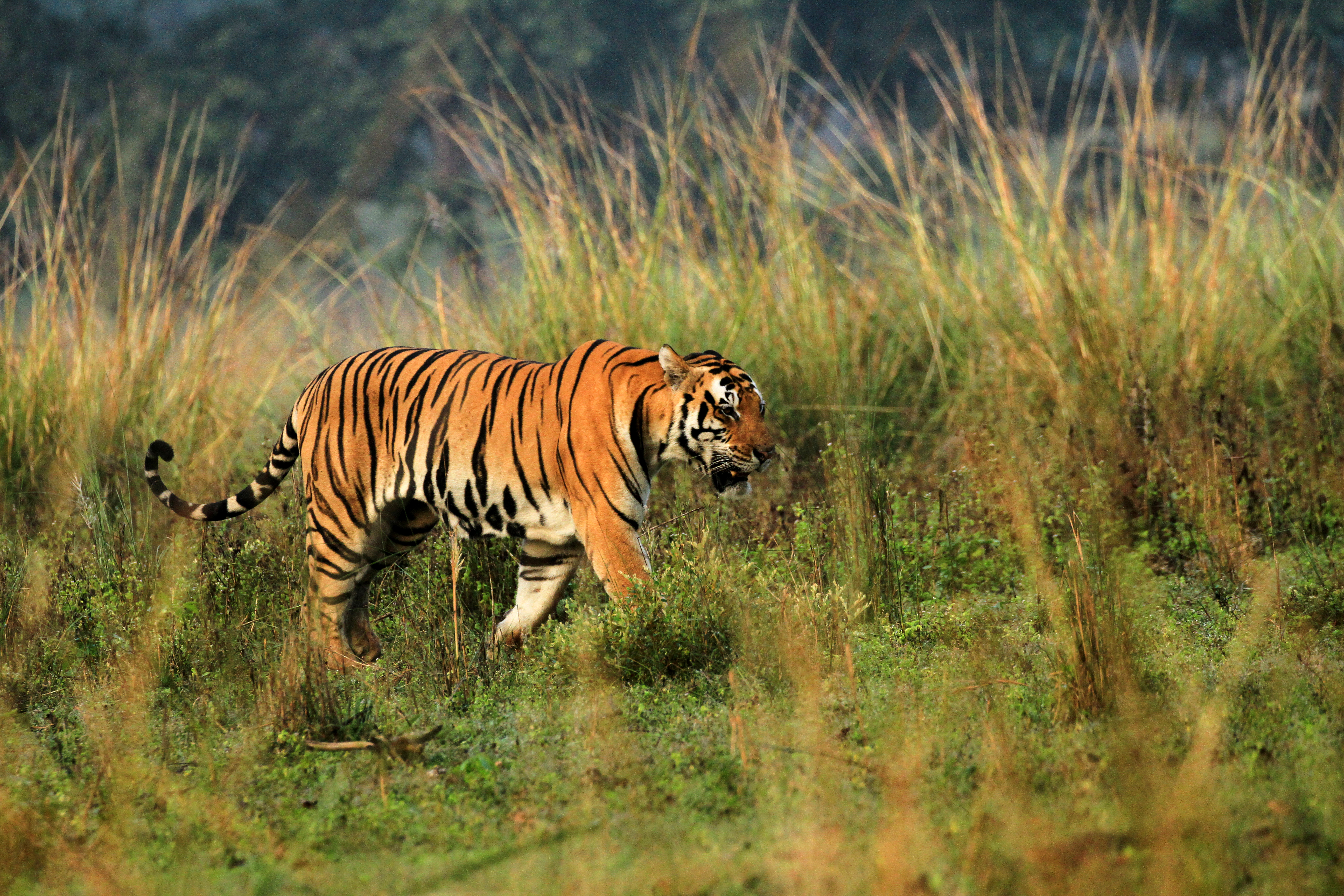
ببر بنغالي في متنزه كانها
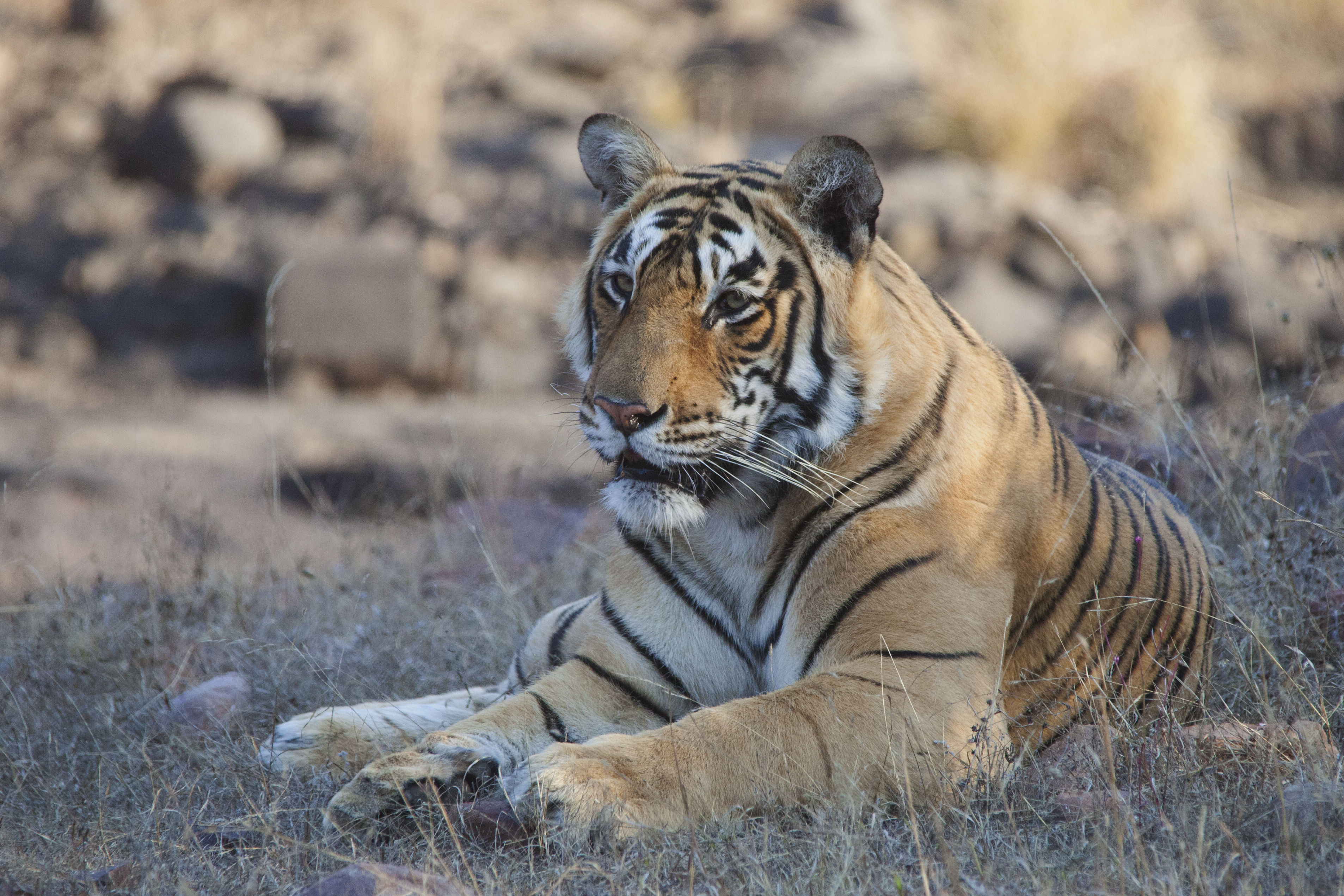
ببر بنغالي في متنزه رانتامبور الهندي
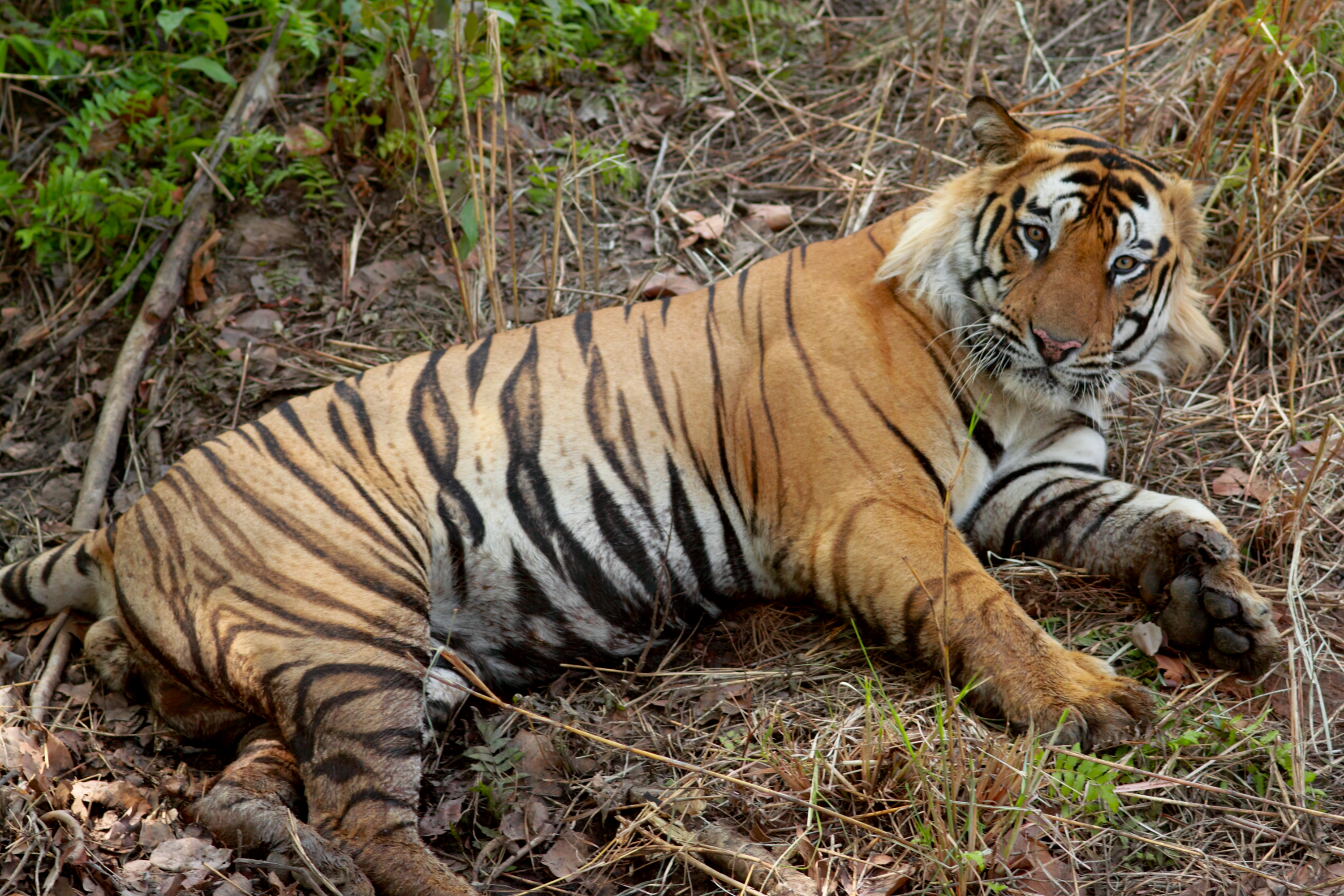
ذكر ببر بنغالي ملكي في الهند
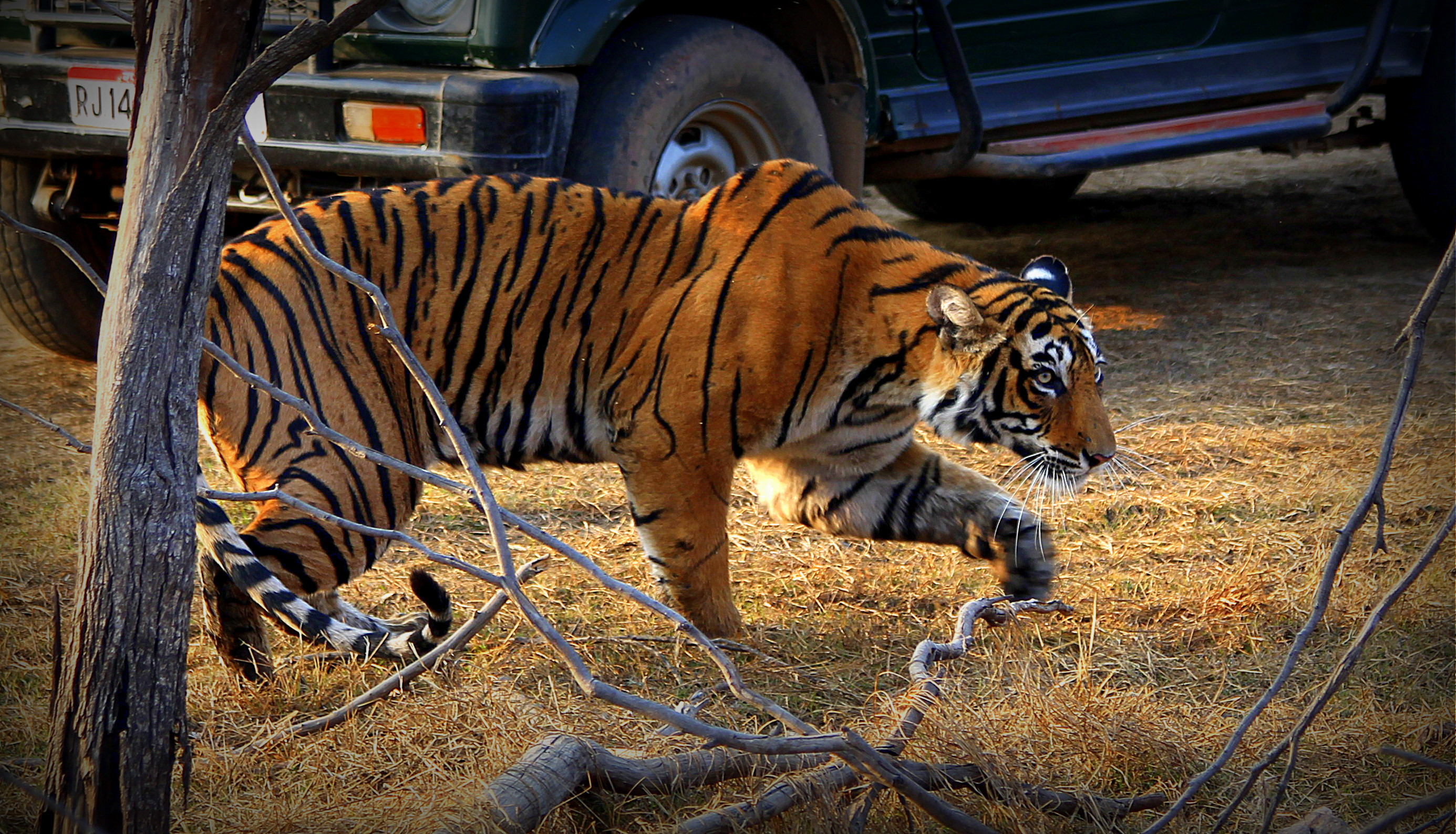
ببر بنغالي ملكي
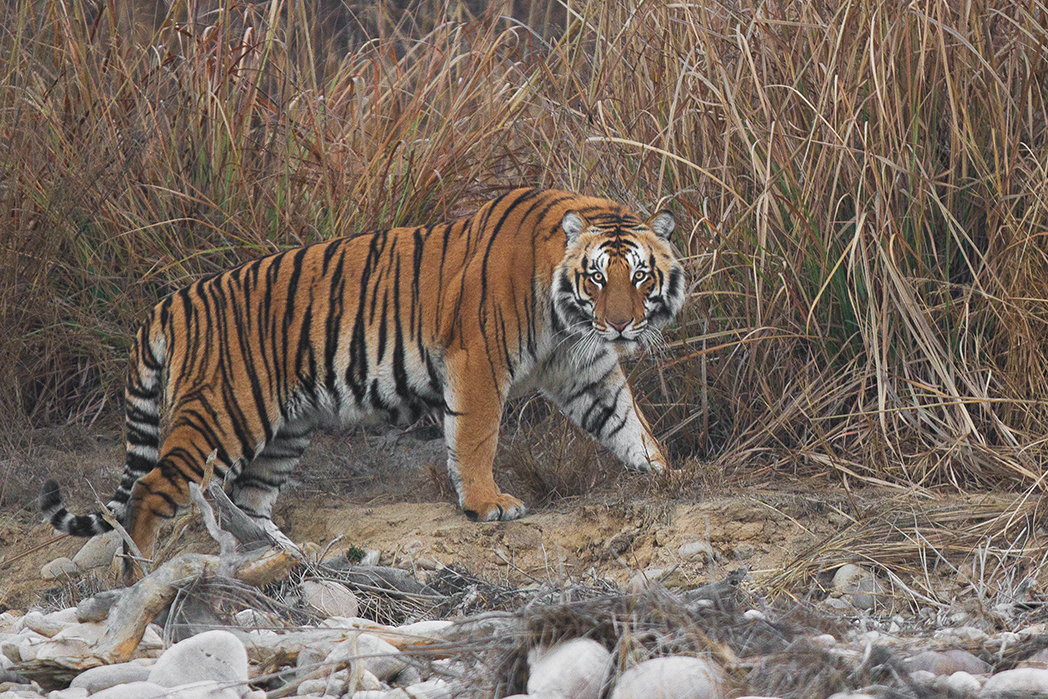
في متنزه جيم كوربت

## اُنظر ايضاً
- جُمهرات الببور

- ببر بورنيوي
- ببر قزويني
- ببر الهند الصينية
- ببر ملاوي
- ببر سيبيري
- ببر جنوب الصين
- ببر سومطري

- - ببور ما قبل التاريخ: ببر نغاندونغ
  - ببر ترينل
  - ببر وانشين

## الملاحظات
1. ↑  تُلفظ متنزه نَاّْگِرْهُوْلْ الوطني
2. ↑  تُلفظ نَگِيّْنَاْ
3. ↑  تلفظ پينچ
4. ↑  تُلفظ چِتَّاْگون هِيْلّْ تْرَاْكْتْسْ
5. ↑  تلفظ متنزه باندهاڤَر
6. ↑  تلفظ مادْيا پرادَيش
7. ↑  يلفظ تمساح المَگار
8. ↑  تلفظ متنزه حديقة حيوانات إندِيرا گاندي
9. ↑  تلفظ ڤِيشاكْپِتنِم
10. ↑  تلفظ آندرا پرادَيش
11. ↑  تلفظ پاشوُپَتي
12. ↑  تلفظ روپية هندية
13. ↑  تلفظ مجلة پانچ
14. ↑  تُلفظ متنزه بَنِّيْرْگْهاتَّا الوطني
15. ↑  تُلفظ بَهينگَلو
16. ↑  تلفظ نهر كَبِينِي
17. ↑  تلفظ مَنگَلُورُو
18. ↑  تلفظ بَنّيروگِتّا

## وصلات خارجية
- "الببر البنغالي". المجموعة المتخصصة بالقطط. مؤرشف من الأصل في 2020-10-26.
- "حفظ الببر في سونداربانس بنغلاديش". فريق البرية. مؤرشف من الأصل في 2020-10-06. اطلع عليه بتاريخ 2021-05-26.
- "ببر بنغالي". بانثيرا. مؤرشف من الأصل في 2015-09-24. اطلع عليه بتاريخ 2011-10-24.
- لي ينغ تشينغ وهو لي تشيانغ (2019). "العثور على ببور بنغالية في التبت، مع الكثير من الفرائس". تشينا ديلي. مؤرشف من الأصل في 2020-11-06.
- "الوجوه الأربعة للببر البنغالي". غارديان نيوز آند ميديا ليمتيد. مؤرشف من الأصل في 2020-09-21.
- "دب هيمالايا أسود يقتل على يد ببر". إنقاذ القطط الكبيرة. 12 نوفمبر 2009. مؤرشف من الأصل في 2021-03-06.